# Kelter

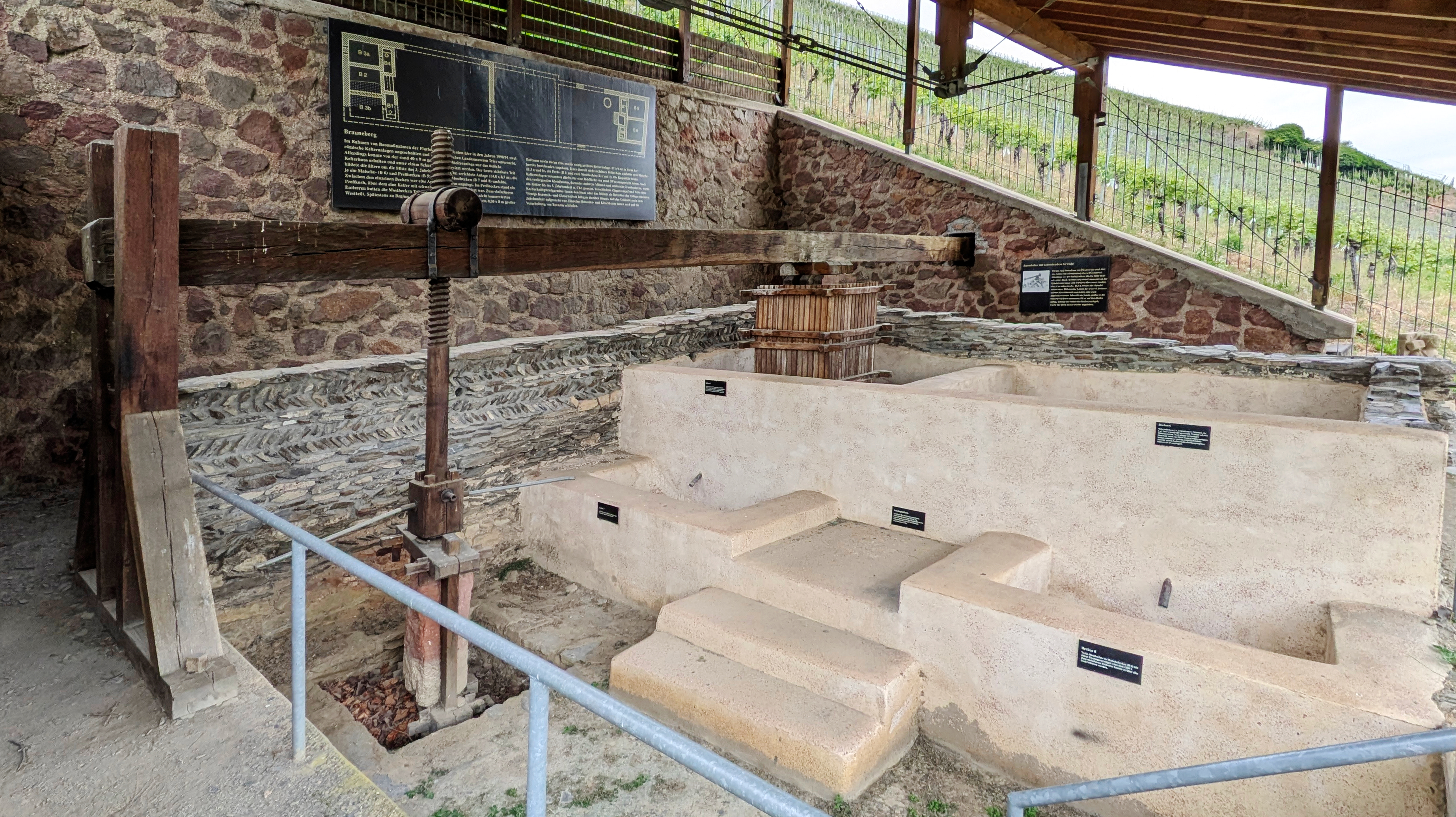
Römische Kelter in Brauneberg an der Mosel

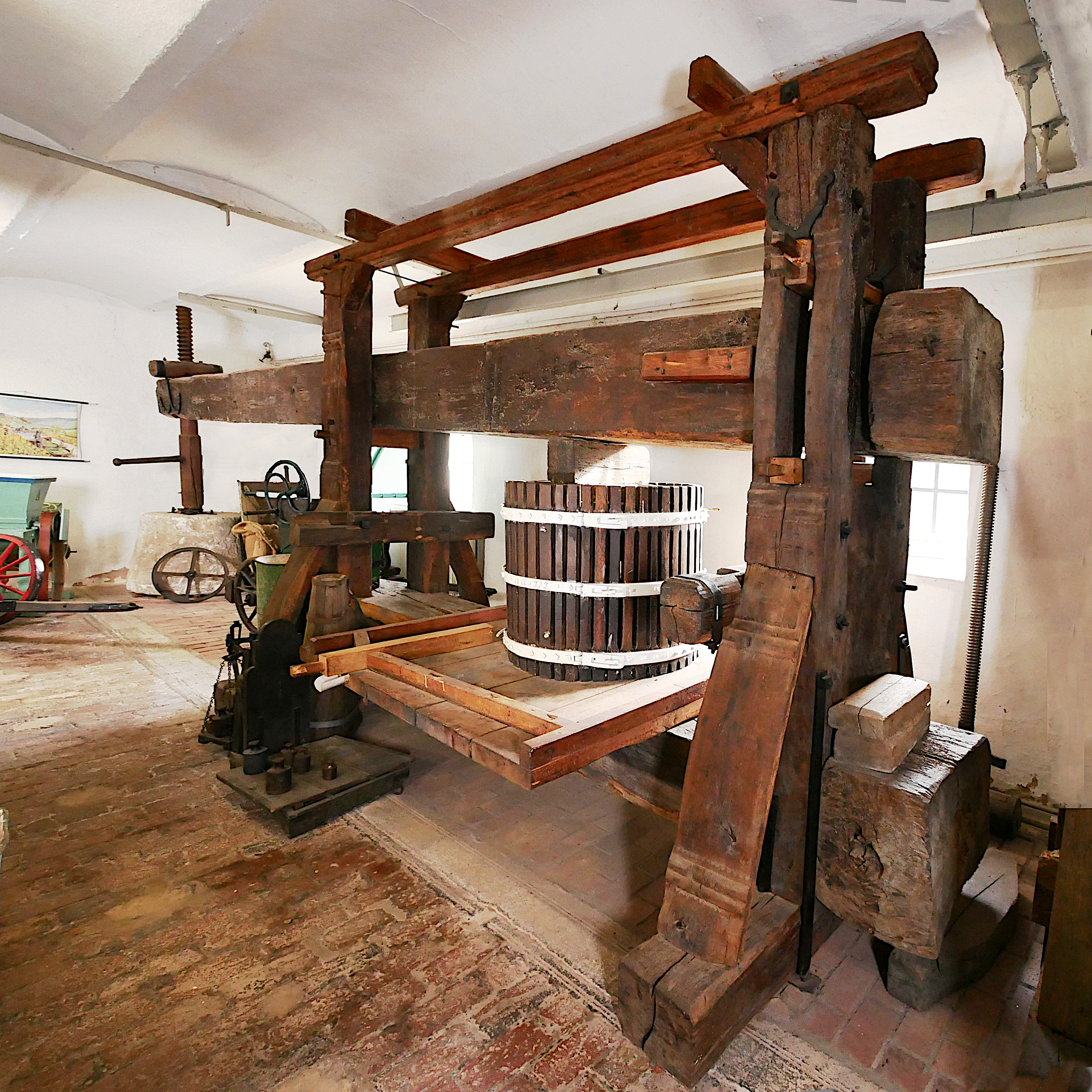
Baumkelter im Freilichtmuseum Roscheider Hof, Konz an der Mosel

Eine Kelter (von lateinisch calcatorium, deutsch Fußtretung, nach der anfangs üblichen Arbeitsweise, das Pressgut barfüßig zu zerstampfen) ist eine Presse zur Gewinnung von Frucht- und Obstsäften, auch als Vorstufen von Wein und vergorenem Most. In Südtirol, der Ostschweiz, in Südbaden und Schwaben ist der Name Torkel oder Torgg(e)l verbreitet; in der Schweiz und in Südwestdeutschland heißt sie Trotte.
Um den hohen Pressdruck zu erzeugen, werden unterschiedliche mechanische Umsetzungsverfahren (wie etwa Hebel oder Gewindespindeln) und Antriebsverfahren (Muskelkraft von Tier und Mensch; inzwischen in der Regel elektrische Energie) benutzt. Moderne Keltern arbeiten zum Pressen mit Druckluft und/oder Unterdruck.
Verallgemeinert stehen die Bezeichnungen Kelter, Torkel und Trotte auch für ein Press- oder Kelterhaus, den Raum oder das Gebäude, in dem die Presse steht.

## Wort- und Sachgeschichte

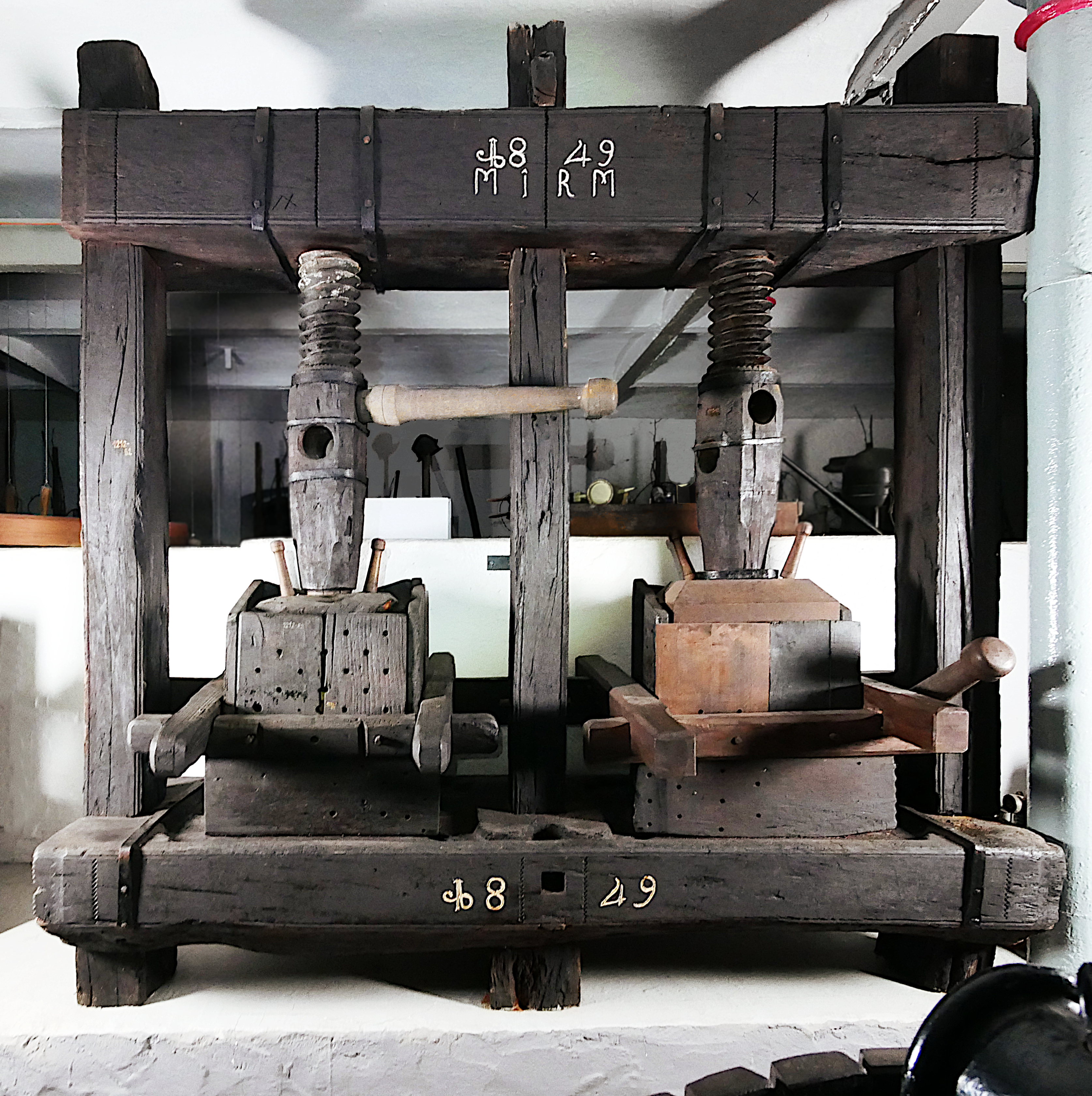
Doppelspindelkelter

Keltern, althochdeutsch calc(a)tura, ist eine Entlehnung von lateinisch calcātūra ‚das Keltern‘, einer Nebenform zu lateinisch calcātōrium „Kelter“, das wiederum vom lateinischen Verb calcāre ‚(mit der Ferse) treten‘ abgeleitet ist. Das landschaftlich verbreitete Wort Torkel, Torggel oder Torggl kommt von althochdeutsch torkul, torkula, das aus frühromanisch torcula ‚Presse‘ entlehnt ist, welches seinerseits von torquere „drehen“ abgeleitet ist. Schweizerisch und südwestdeutsch Trotte stammt von althochdeutsch trota, einer Ableitung vom althochdeutschen Wort trotōn ‚keltern, treten‘, wobei trota eine Lehnübersetzung des analog gebildeten lateinischen Wortes calcātūra ist. In Südwestdeutschland bezeichnet der Begriff „Kelter“ oder „Torkel“ die Baumkelter, während sich der Begriff „Trotte“ auf die Spindelkelter bezieht.
Keltern bezeichnet das Auspressen von Weintrauben oder anderen Früchten. Die Früchte liegen meist in bereits zerkleinerter Form als Maische vor, um die Saftgewinnung zu erleichtern. Oft wird keltern auch synonym für die Weingewinnung im Allgemeinen verwendet („Wein wird gekeltert“, das heißt hergestellt). Über Jahrhunderte wurden Weinbeeren ausgepresst, indem die Maische mit den Füßen gestampft wurde. Die Römer verwendeten dann hölzerne Hebelpressen, sogenannte Kelterbäume oder Baumkeltern. Später wurden Spindelkeltern verwendet, wie sie modernisiert auch heute noch in Gebrauch sind.

## Technik

### Terminologie
Begriffe, die zur Beschreibung von Keltern oft verwendet werden:
- Biet: Pressbrett auf das das Pressgut gelegt wird. Oft mit Abflussrinnen. Ursprünglich aus Holz, später aus Metall.
- Maische: Zum Pressen vorbereitete Trauben oder Früchte. Oft gemalen, gequetscht und/oder abgebeert.
- Oberdruckkelter: Ist eine Spindelelter bei der die Spindel drehbar im Joch oberhalb des Biets eingehängt wird (älteste Version der Spindelkeltern).
- Unterdruckkelter: Ist eine Spindelelter bei der die Spindel fest und nicht drehbar auf dem Biet verankert ist. Hat nichts mit dem physikalischen Unterdruck zu tun.
- Hochdruckkelter: Ist eine i. d. R. Pneumatische Spindelkelter bei der der Druck auf die Maische von oben ausgeführt wird.
- Niederdruckkelter: Ist eine i. d. R. Pneumatische Kelter bei der der Druck auf die Maische von unten ausgeführt wird.
- Der Stempel ist aus Holz oder Metall und wird von der Spindel oder einer Röhre auf das Brett bzw. die Bracken auf der Maische gedrückt.
- Dielen, Hunde und Bracken: Über die Maische in der Spindelkelter wird eine Lage glatter Dielen gelegt und darauf zwei gehobelte Balken („Hunde“). Der Hohlraum zwischen „Hunden“ und Baum wird mit längs und quer gelegten Bracken gefüllt.

### Stampf- oder Tretkelter
Die frühesten Stampfkeltern lassen sich in Ägypten gegen 1750 v. Chr. Nachgewiesen. Sie verbreiteten sich über Palästina und Kreta in das westliche Mittelmeer. Die Funktionsweise einer Stampfkelter ist einfach zu beschreiben: Benötigt werden zwei miteinander verbundene tönerne oder in den Felsen gehauene Bottiche, die durch ein kleines Loch verbunden sind. Im oberen Tank wurden die Trauben durch Treten mit den Füßen gepresst, so dass der Most in den unteren Tank ablief. Von dort wurde er in tönerne oder hölzerne Gefäße abgefüllt. Ein Beispiel einer kleinen Stampfkelter ist die Weinpresse der „Villa“ von Vathypetro (Βαθύπετρο), Gemeinde Archanes-Asterousia in Kreta. Eine Vielzahl von großen, viereckigen, kunstvoll in den Fels gehauenen Becken, die „palmenti“ sind auf der Insel Capraia im Toskanischen Archipel zu finden, insbesondere in Le Tigghielle und in der Nähe des Forts San Giorgio. In den „palmenti“, deren Name sich vom lateinischen „pavimentum“ (schlagen, stampfen) ableitet, wurden die Trauben barfuß gepresst, nach einem Verfahren, das auf eine Technik aus der Bronzezeit.
Mit der Expansion des Römischen Reichs verbreiteten sich diese Keltern zusammen mit dem Weinbau nach Norden. Waren römische Keltern lange nur schriftlich überliefert, so konnten Ende des 20. Jahrhunderts mehrere dieser vor allem an der Mosel lokalisiert, ausgegraben und z. T. auch rekonstruiert werden.

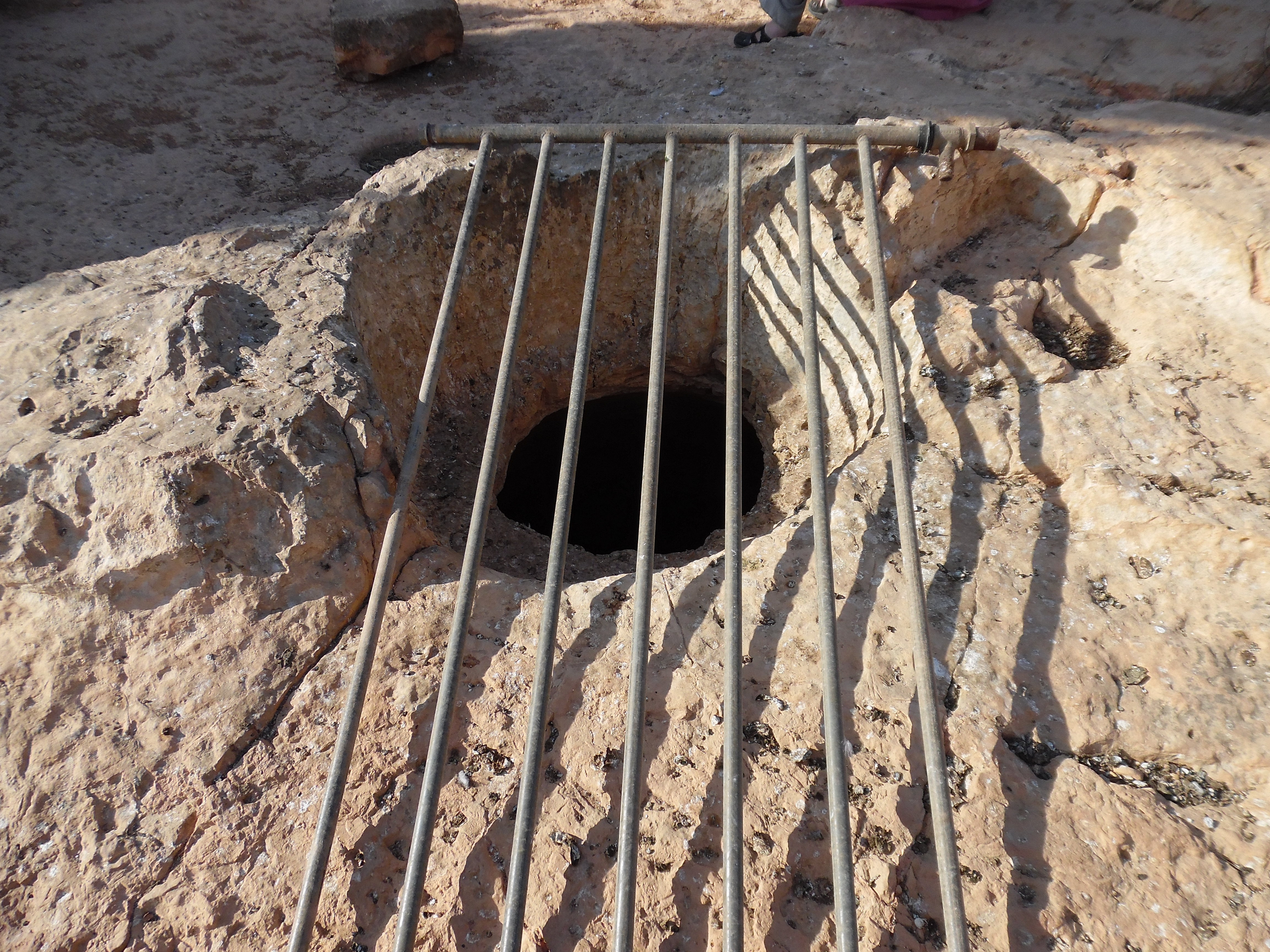
Historische Weinpresse im Weingut Gvaot Olam (Israel, 9./8. Jahrhundert vor Christus)
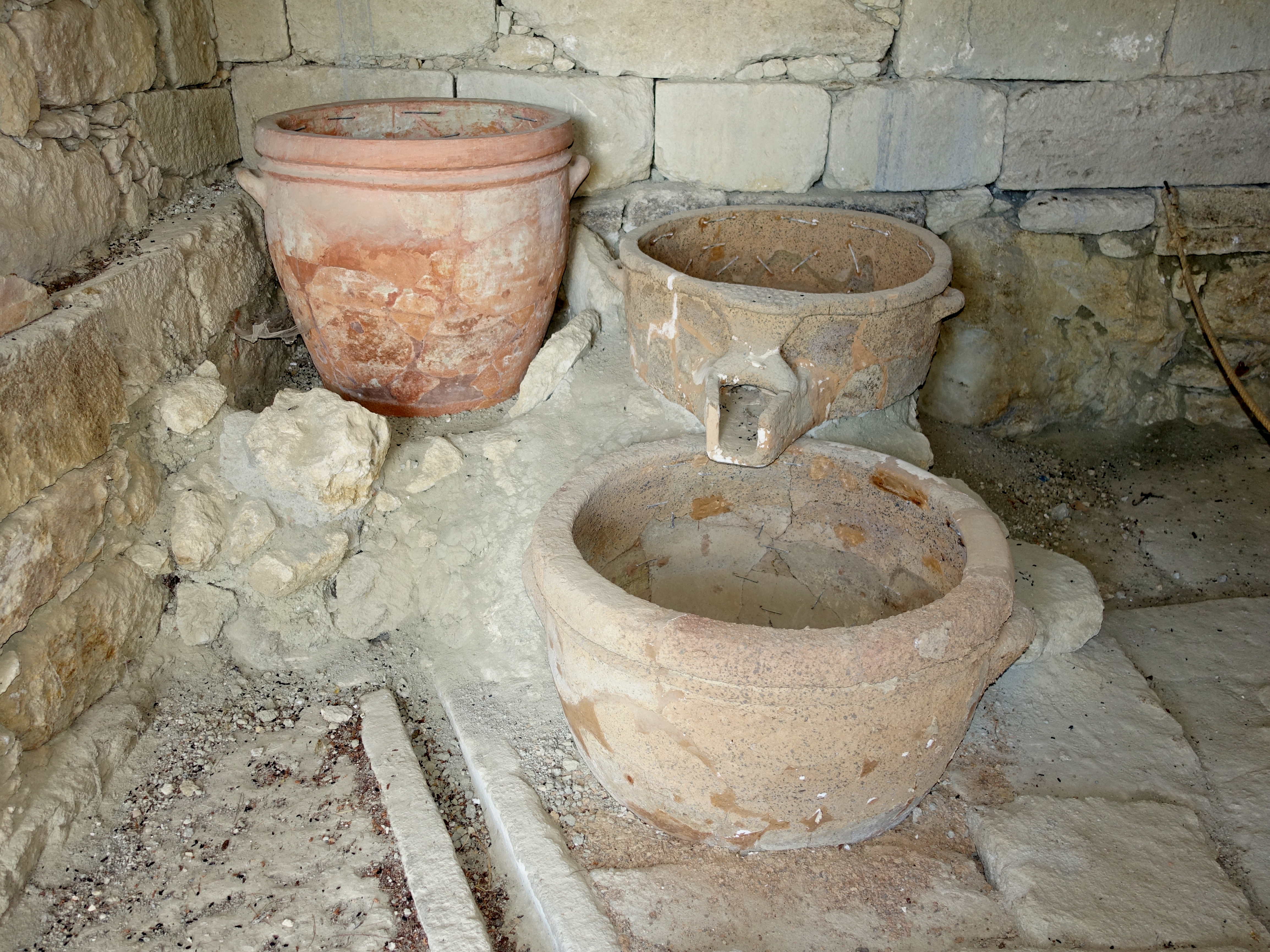
Weinpresse von Vathypetro (Kreta)
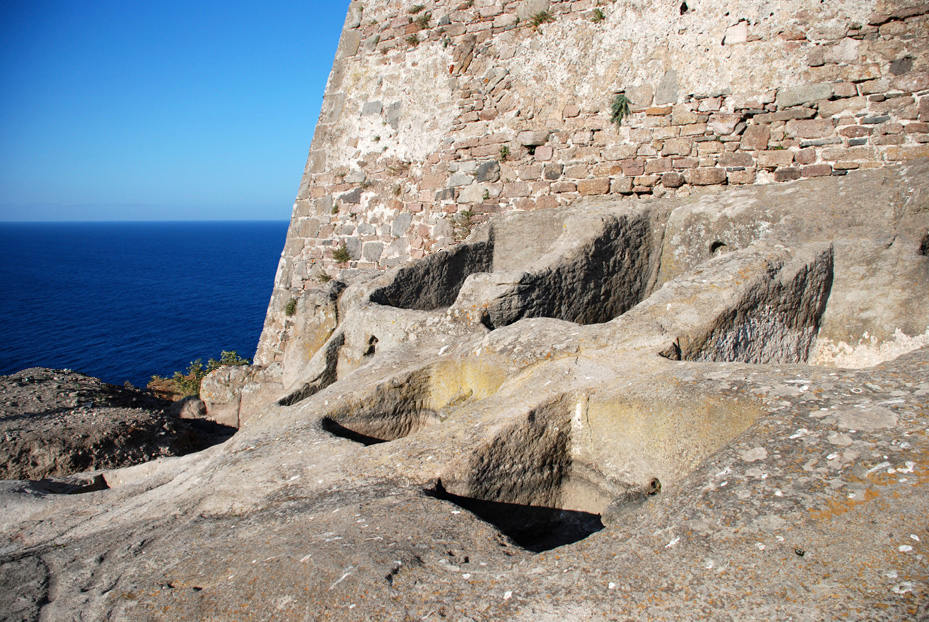
Palmenti auf Capraria (Italien)
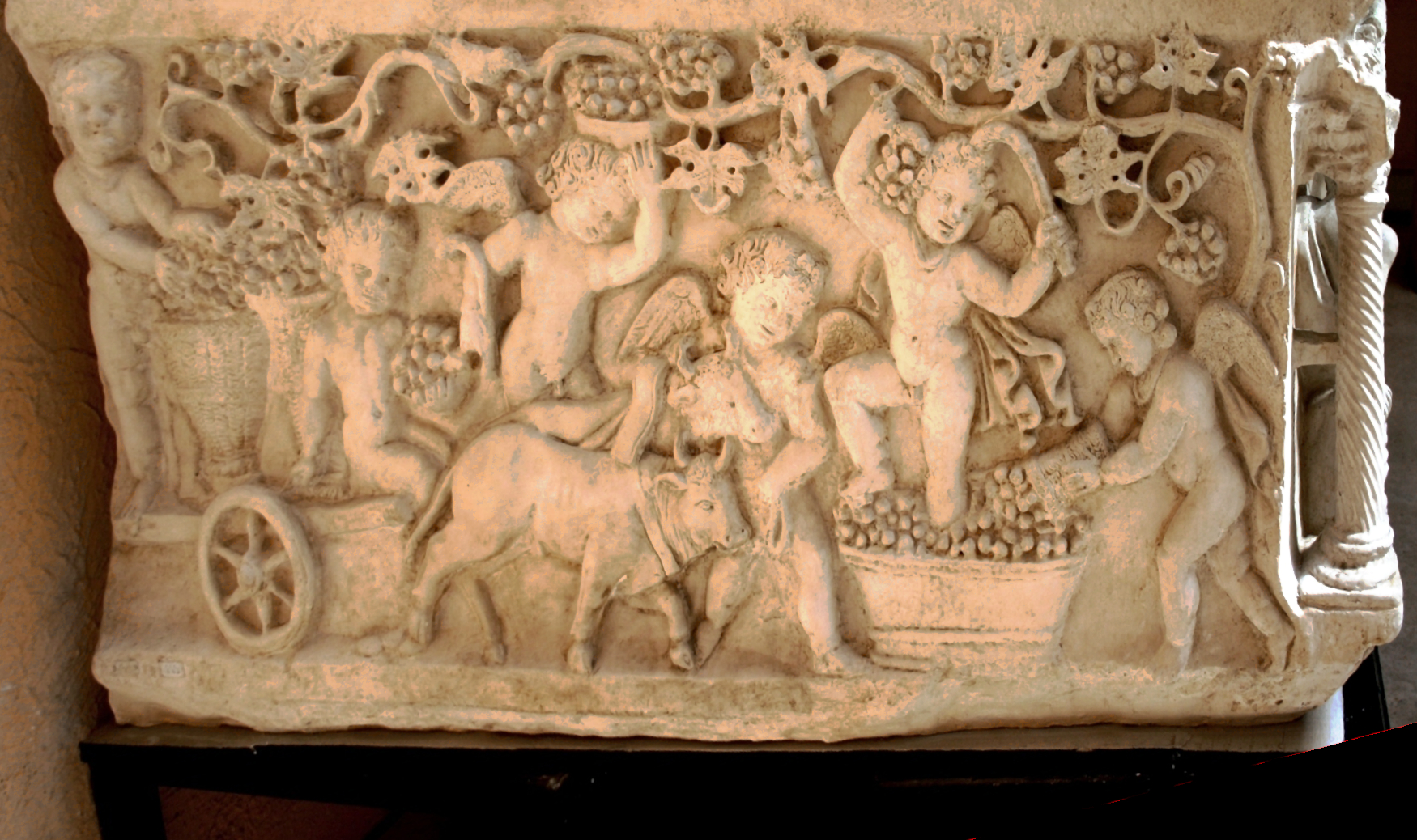
Roma, Museo d. civiltà Romana - Calco sarcofago Giunio Basso, Kelterszene auf einem Sarkophag

#### Wipp-Kelter

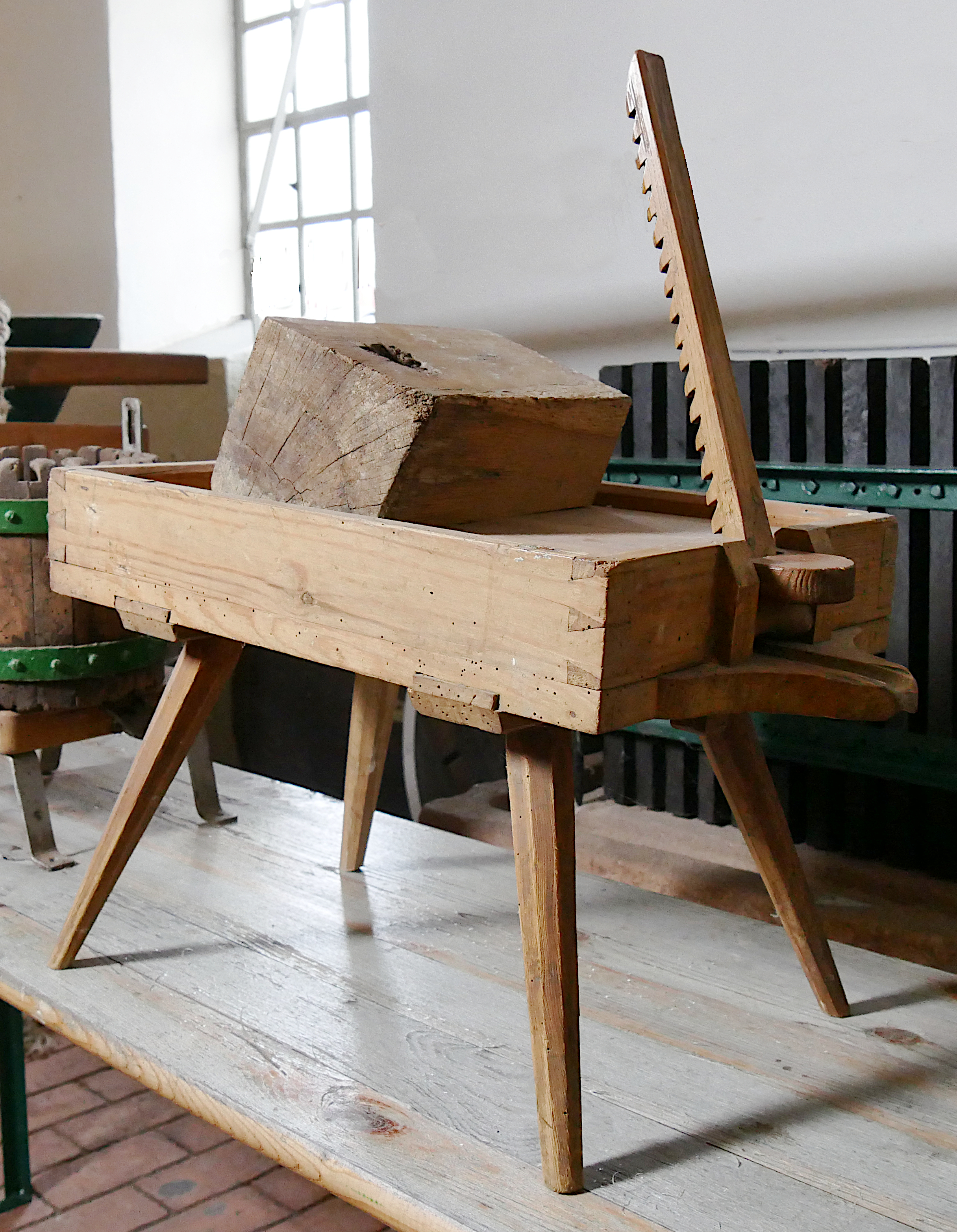
Wippkelter im Freilichtmuseum Roscheider Hof

Eine Wipp-Presse ist eine einfache Frucht- und Traubenpresse zum Entsaften von Früchten. Sie sind seit dem 2. Jh. v. Chr. vom östlichen Mittelmeerraum ausgehend bekannt. Trauben, Oliven und Obst werden mittels Hebelkraft zerquetscht. Das Pressgut wird in einen Sack gepackt oder direkt auf den Biet (die Pressplatte) gelegt. Unterstützend konnte auch ein Holzklotz oder ein Stein auf den Hebel gelegt und/oder und eine gezähnte Latte eingesetzt werden. Der Saft läuft über Rinnen in der unteren Platte und einen Ausguss aus. Die Wipp-Presse ist damit ein Vorläufer der Baumkelter.

#### Baumkelter

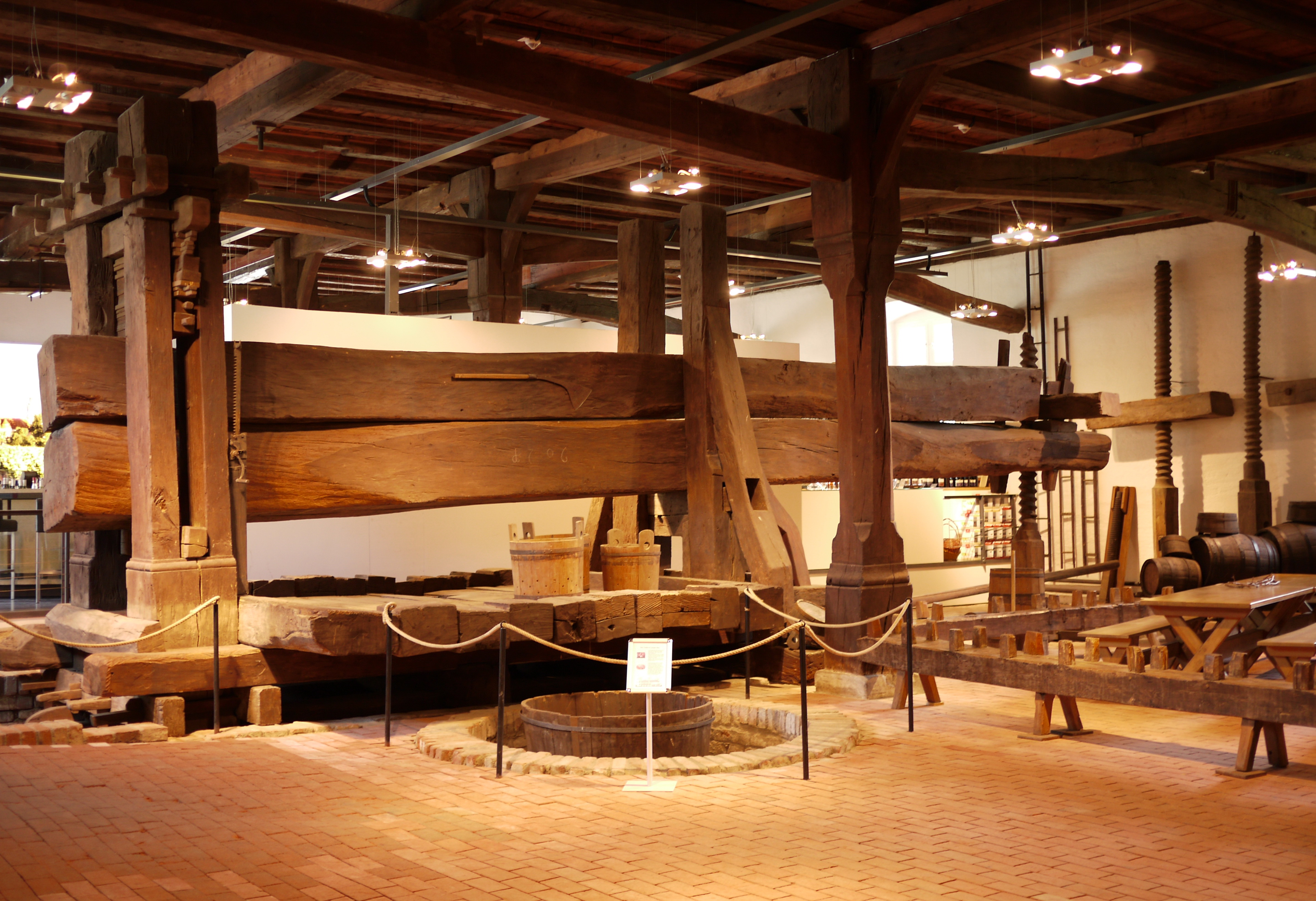
Kelter im Schloss Salem von 1706 mit etwa 11 m langem „Torkelbaum“

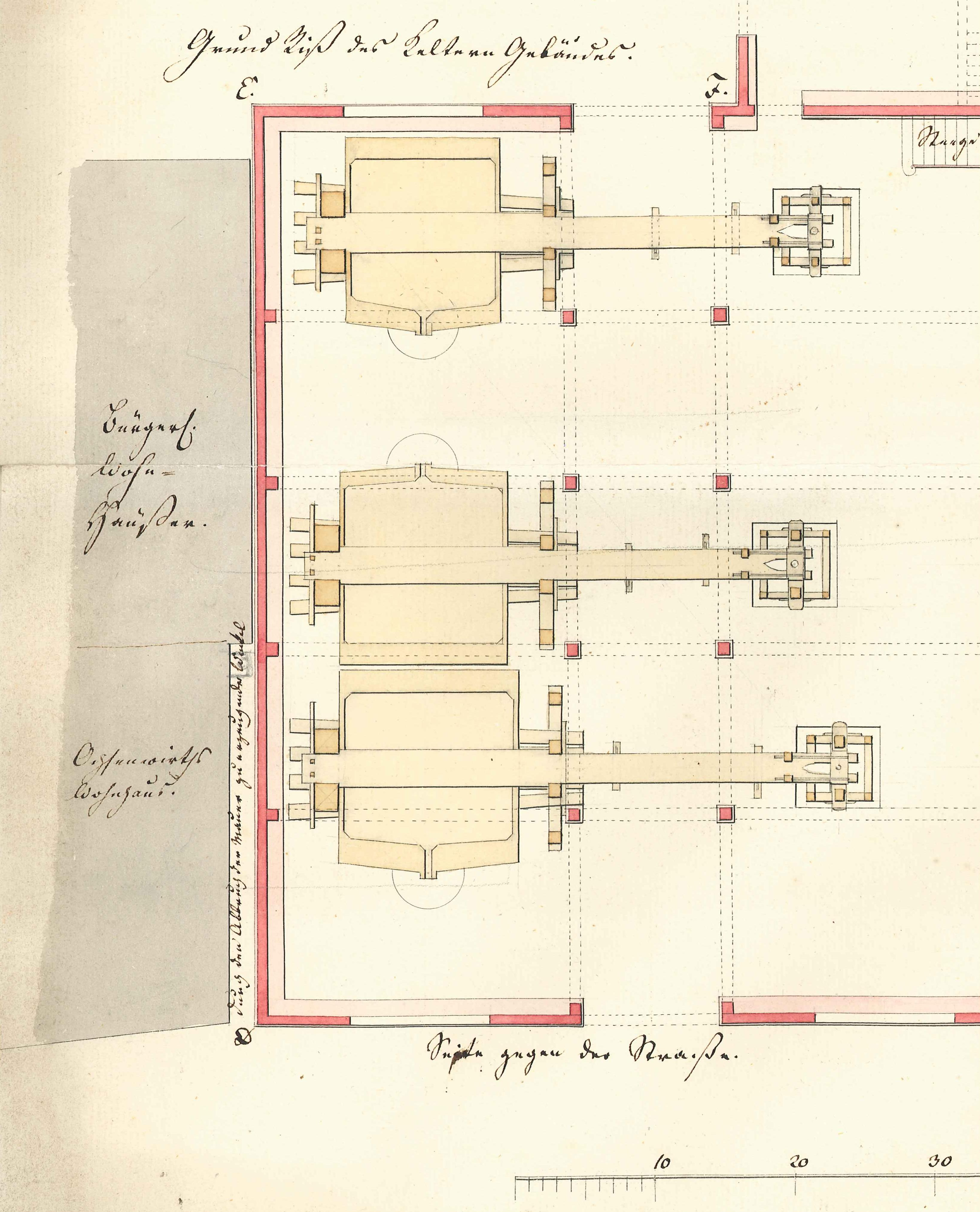
Plan dreier Baumkeltern in der Kelter von Gemmrigheim (Baden-Württemberg), frühes 19. Jahrhundert

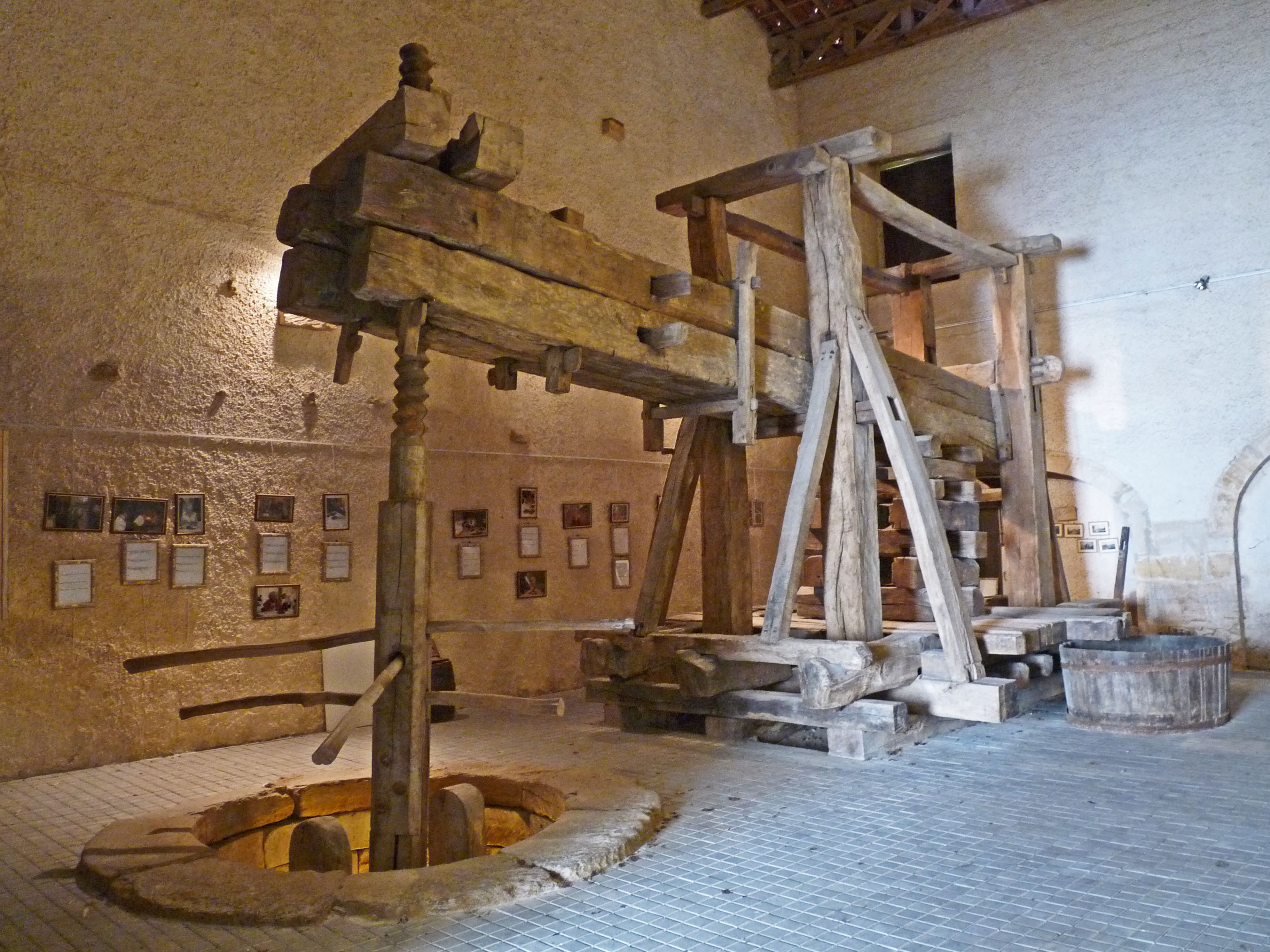
Baumkelter des 15. Jh. in Bar le Duc

Nördlich der Alpen wurden die Baumkeltern vermutlich direkt von den Römern übernommen; möglich ist jedoch auch eine Wiederbelebung des Kelterbaumes im Rahmen der frühmittelalterlichen Klosterkultur. Die Tatsache, dass viele Bauteile einer Baumkelter lateinische Bezeichnungen tragen, lässt keinen Schluss über deren zeitliche Übernahme im südwestdeutschen Raum zu. Allerdings gibt es bereits in mittelalterlichen Handschriften Abbildungen von Baumkeltern, die fast unverändert bis ins 20. Jahrhundert als Traubenpressen eingesetzt wurden. Wenn die Baumkelter entsprechend groß war, konnte man damit einen Pressdruck erzeugen, der dem moderner Pressen kaum nachstand.

Zur Bedienung waren mehrere Kelterknechte erforderlich. Zunächst „öffnete“ man den Kelterbaum, indem der schwere Stein auf den Boden gesenkt wurde. Dann schütteten die Kelterknechte die Trauben auf den Presstisch und bedeckten ihn mit Balken, um den Druck gleichmäßig zu verteilen. Der vorab ohne Druck ablaufende Saft, der „Vorlass“, ergab den besten Wein. War er abgelaufen, dann drehten die Kelterknechte den schweren Stein am einen Ende des Kelterbaums nach oben, indem sie das Gewinde an der Spindel nach oben bewegten. 

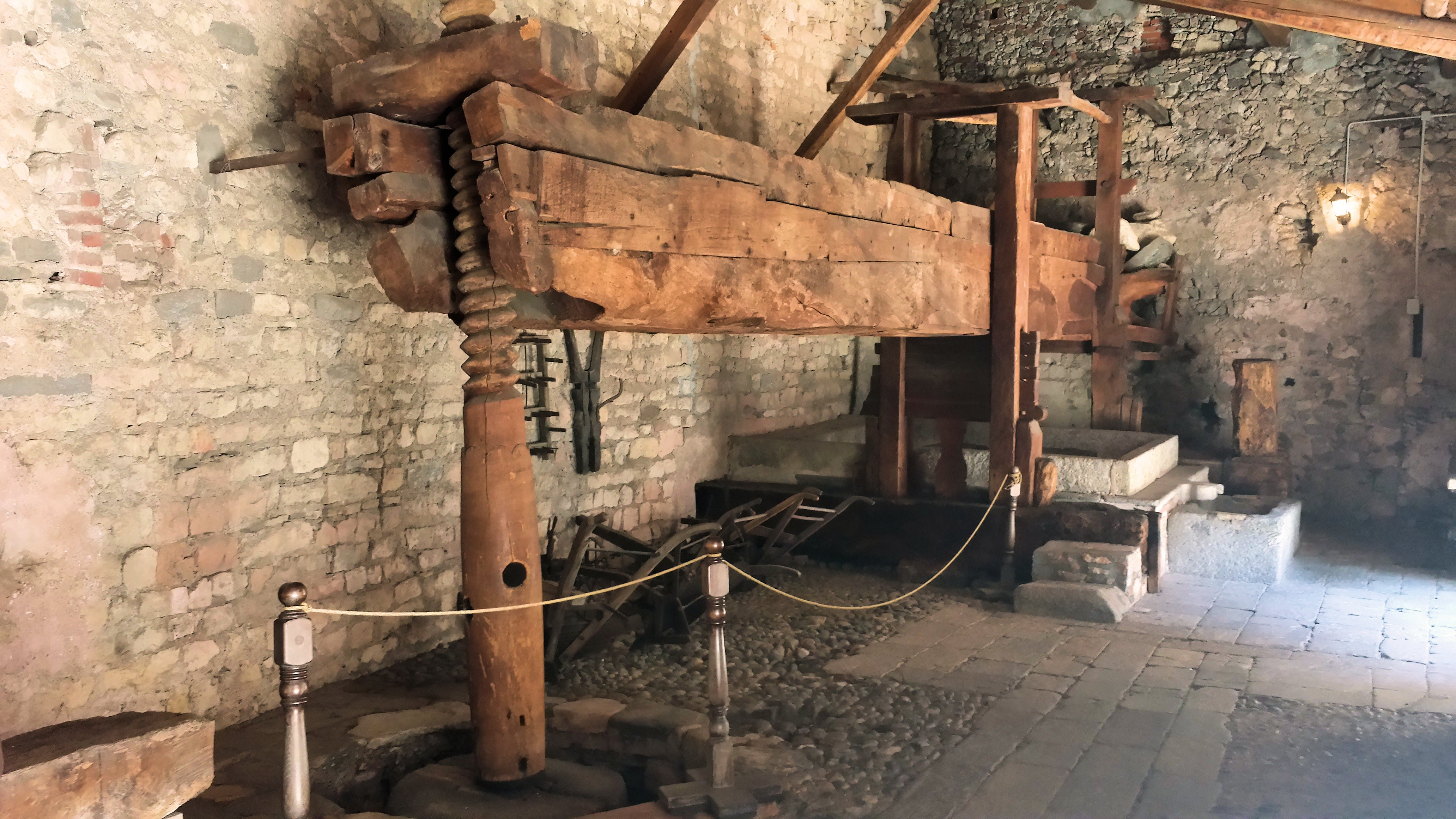
Baumkelter in der Burg Rocca d’Angera Italien

 Der Stein hing nun frei in der Luft und drückte die schweren Stämme des Kelterbaums nach unten. War der Saft gepresst, musste der Baum erneut geöffnet werden. Mit Hilfe einer Axt zerteilte man den Trester und schichtete ihn neu auf, damit der Pressvorgang wiederholt und so die Saftausbeute erhöht werden konnte. Erst wenn der Trester weitgehend trocken war, endete das Pressen. Allerdings schüttete man häufig noch Wasser auf den Trester und presste dann noch einmal. Der wässrige Traubensaft wurde zu Wein vergoren und als Haustrunk verbraucht. In manchen Gegenden wurde der frisch gepresste Most „unter der Kelter“ verkauft, also von den Weingärtnern nicht eingelagert.
Das Keltern von weiteren Obstsorten vollzog sich weitestgehend gleich, nur größere und stabilere Früchte wie beispielsweise Äpfel und Birnen mussten vorher zerkleinert werden.
Bereits im 14. Jahrhundert sind Baumkeltern auch in schriftlichen Quellen erwähnt. Vielleicht standen die Baumkeltern anfänglich im Freien, aber spätestens in der Frühen Neuzeit errichtete man Gebäude um sie, damit man die Trauben bei jedem Wetter pressen konnte. Die älteste bekannte Baumpresse im deutschsprachigen Raum steht im Weinschlössl Godfried Steinschaden in Engabrunn (Weinbaugebiet Kamptal in Österreich). Den Pressbaum ziert die Jahreszahl 1564. Die Baumpresse befand sich ursprünglich im Göttweiger Lesehof zu Engabrunn. In den Gegenden mit intensivem Weinbau sind die Kelterhäuser nicht selten die größten historischen Gebäude am Ort – abgesehen von den Kirchen –, größer als Rathäuser oder Bürgerhäuser. Um die Ordnung in den Kelterhäusern aufrechtzuerhalten, erließen die Herrschaften Kelterordnungen, die in den Lagerbüchern oder Urbaren aufgezeichnet sind. Oft waren die Herrschaften für den Unterhalt der Keltern verantwortlich und bekamen dafür einen Teil des gepressten Traubensaftes als Gegenleistung.
Die Keltern mit ihren Kelterbäumen wurden zum Teil bis in die 1960er Jahre benutzt und erst dann durch elektrische Pressen verdrängt. In den Kelterhäusern waren zumeist mehrere Kelterbäume untergebracht. Nachdem diese nicht mehr gebraucht wurden, baute man die meisten ab, so dass nur noch wenige funktionsfähige Baumkeltern als historische Kulturdenkmale erhalten sind. Überflüssige Kelterhäuser brach man ebenfalls ab oder erhielt sie als markante Gebäude, indem man sie umnutzte. So werden die sieben Kelterhäuser auf dem Platz in Metzingen heute als Festkelter, Wein- und Obstbaumuseum, Verkaufsraum der Weingärtnergenossenschaft, Restaurant, Obstlager, Stadtbibliothek und Marktkelter genutzt.

### Spindelkelter
Die ersten mechanischen Keltern erzeugten den zum Pressen nötigen Druck mit Hilfe einer Spindel. Diese Spindelkeltern genannten Spindelpressen benötigen deutlich weniger Platz als Baumkeltern. Sie sind in Form von Text und in Abbildungen seit dem ersten nachchristlichen Jahrhundert nachgewiesen. In den deutschen Weinanbaugebieten setzten sie sich erst langsam ab dem dem 17. Jahrhundert – zuerst im Rheingau und an der Mosel – durch. Förderlich war hierbei die mit dem Code Napoleon eingeführte Gewerbefreiht durch die für Weinbauern der Zwang entfiel ihre Trauben bei einer zentralen (Dorf-)Kelter keltern zu lassen.
Bei Spindelkeltern unterscheidet man zwischen „Hochdruckkeltern“ und „Niederdruckkeltern“. Bei der ersteren – der älteren Form – ist die Spindel beweglich und im Joch eingehängt, bei der letzteren ist sie fest auf dem Biet befestigt.

#### Hochdruckkeltern mit Gebäude und Joch
Die erste Generation von komplett meist aus verschiedenen Hölzern gefertigten Spindelkeltern besaß ein so genanntes Gebäude aus zwei senkrecht stehenden Balken und einem Joch. In der Mitte des Jochs ist ein vertikales Loch mit einem Gewinde für die Spindel. Unten an der Spindel befindet sich die so genannte Haspel.
Bei Hochdruck-Spindelkeltern wird der Druck dadurch erzeugt, dass man die an einer Schraubenspindel befestigte Haspel zusammen mit der Spindel nach unten bewegt. Gepresst wird, indem der Kelterhebel – ein langes, rundes Stück Holz – in eine der Vertiefungen an der Spindel gesteckt wird. Mit diesem wird bei diesem Objekt die ganze Spindel gedreht. Der Nachteil dieses Systems ist, dass nach jeder etwa 1/4 Drehung der Kelterhebel herausgezogen und wieder neu eingesteckt werden muss.
Um den Saft aus den Früchten (Äpfel, Weintrauben etc.) zu gewinnen, werden diese zumeist (aber nicht immer) in einer Obst- oder Trauben-Mühle gemahlen. Danach wird die Maische (die kleinen Obst- oder Trauben-Stücke) einschließlich der Schalen und Kerne gekeltert.. Die Kelter des 2. Fotos besitzt bereits einen Bietkasten mit runden Löchern. In diesen wird die Maische eingefüllt und wenn gepresst wird, tropft der Saft durch die Löcher heraus. Bei der Kelter des 3. Fotos wurde die Holzspindel durch eine aus Metall ersetzt und der Bietkasten besitzt Schlitze anstatt der runden Löcher. Bei den letzten beiden Keltern ist das ganze Gebäude aus Metall und sie besitzen bereits einen runden Kerlterkorb.

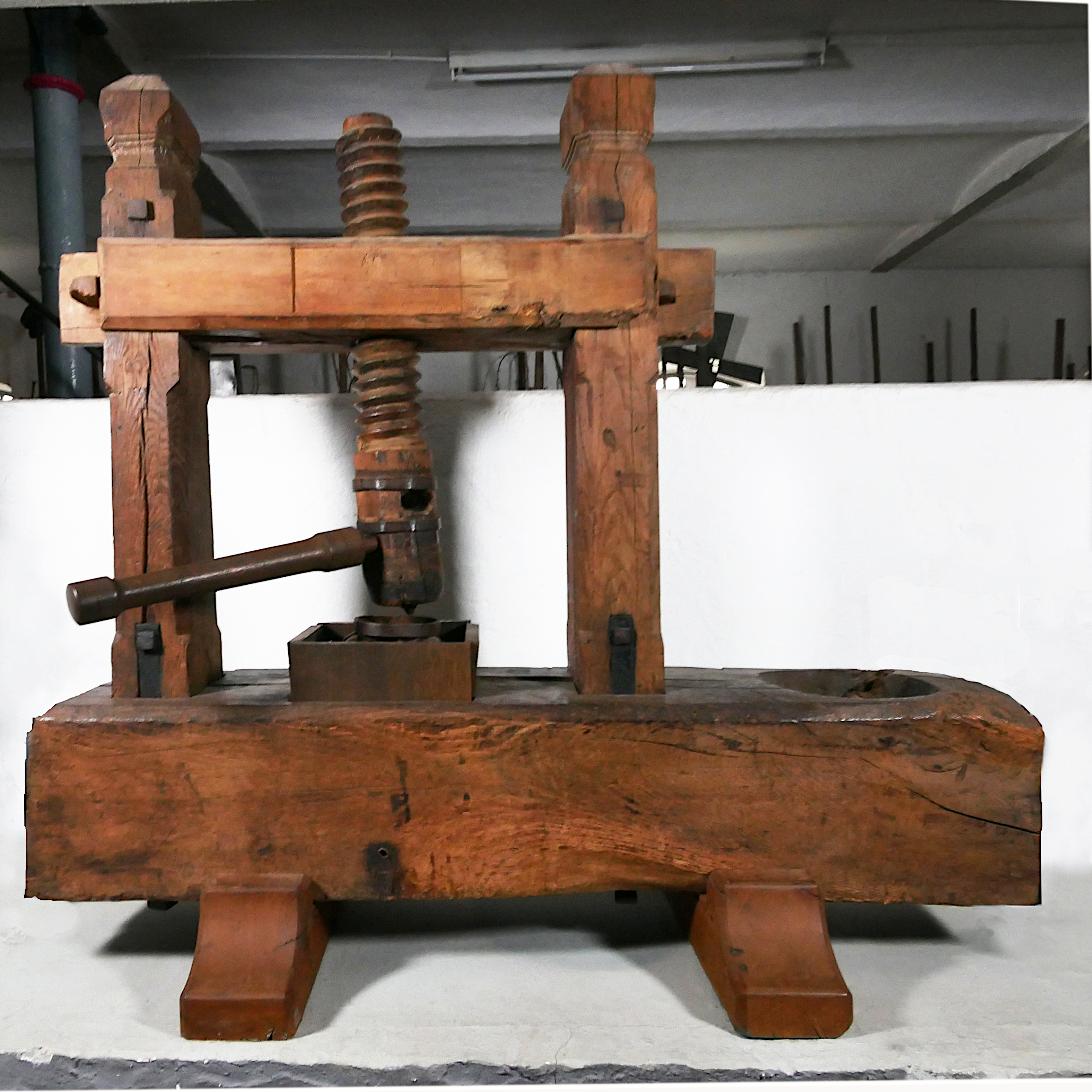
Holzspindel mit Gebäude und Joch
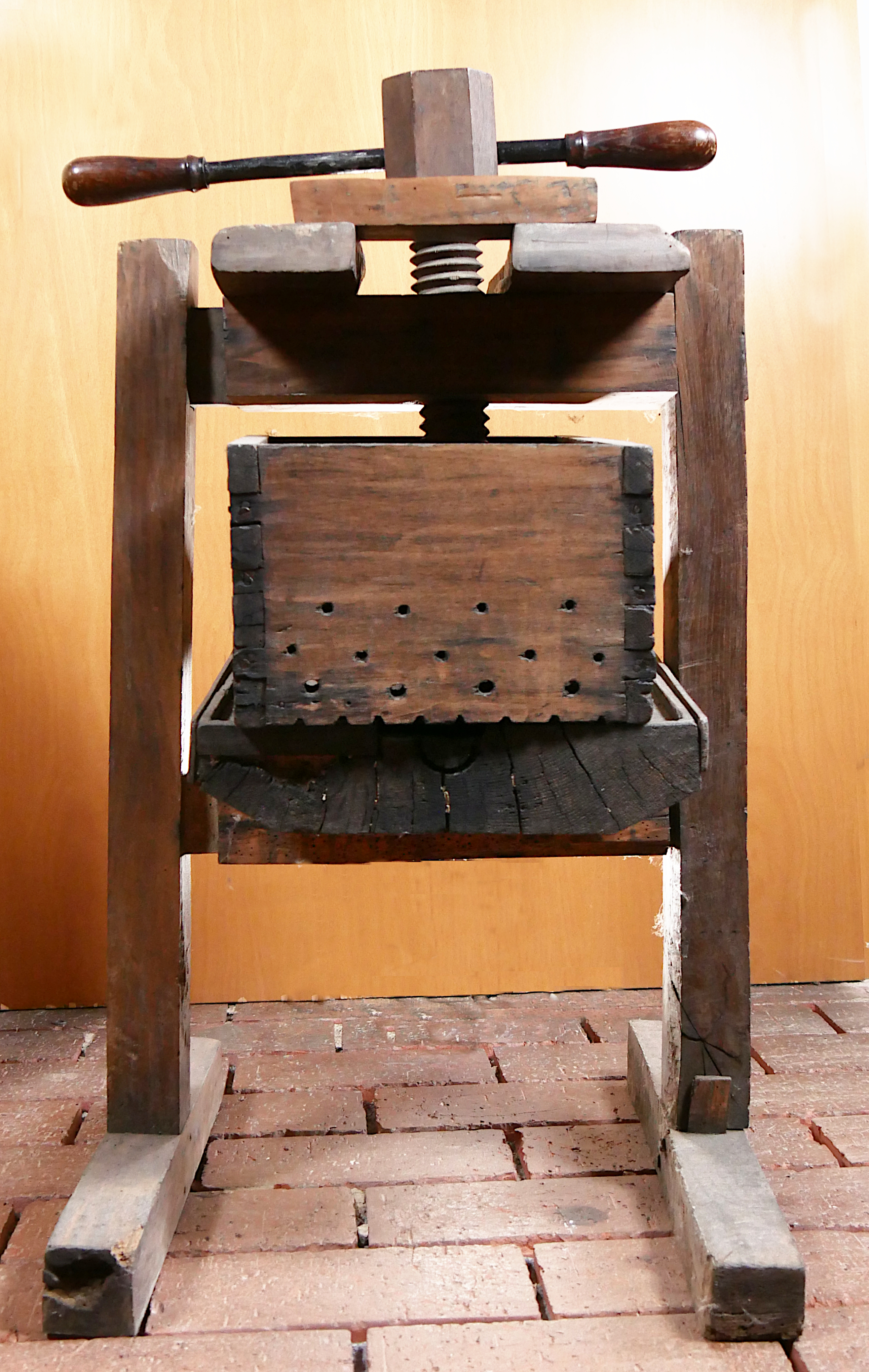
Holzspindel, Bietkasten
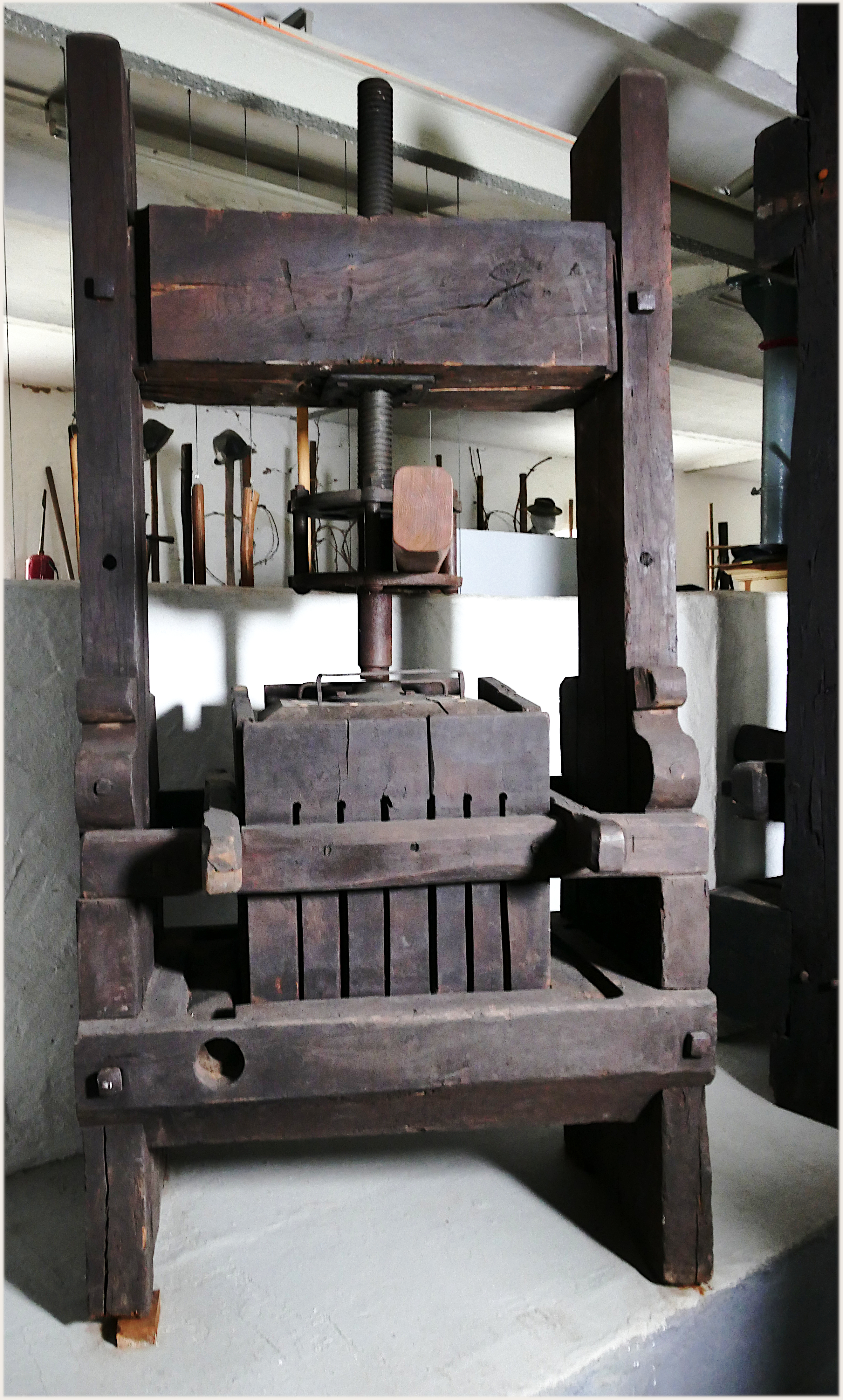
Mit drehbarer Metallspindel
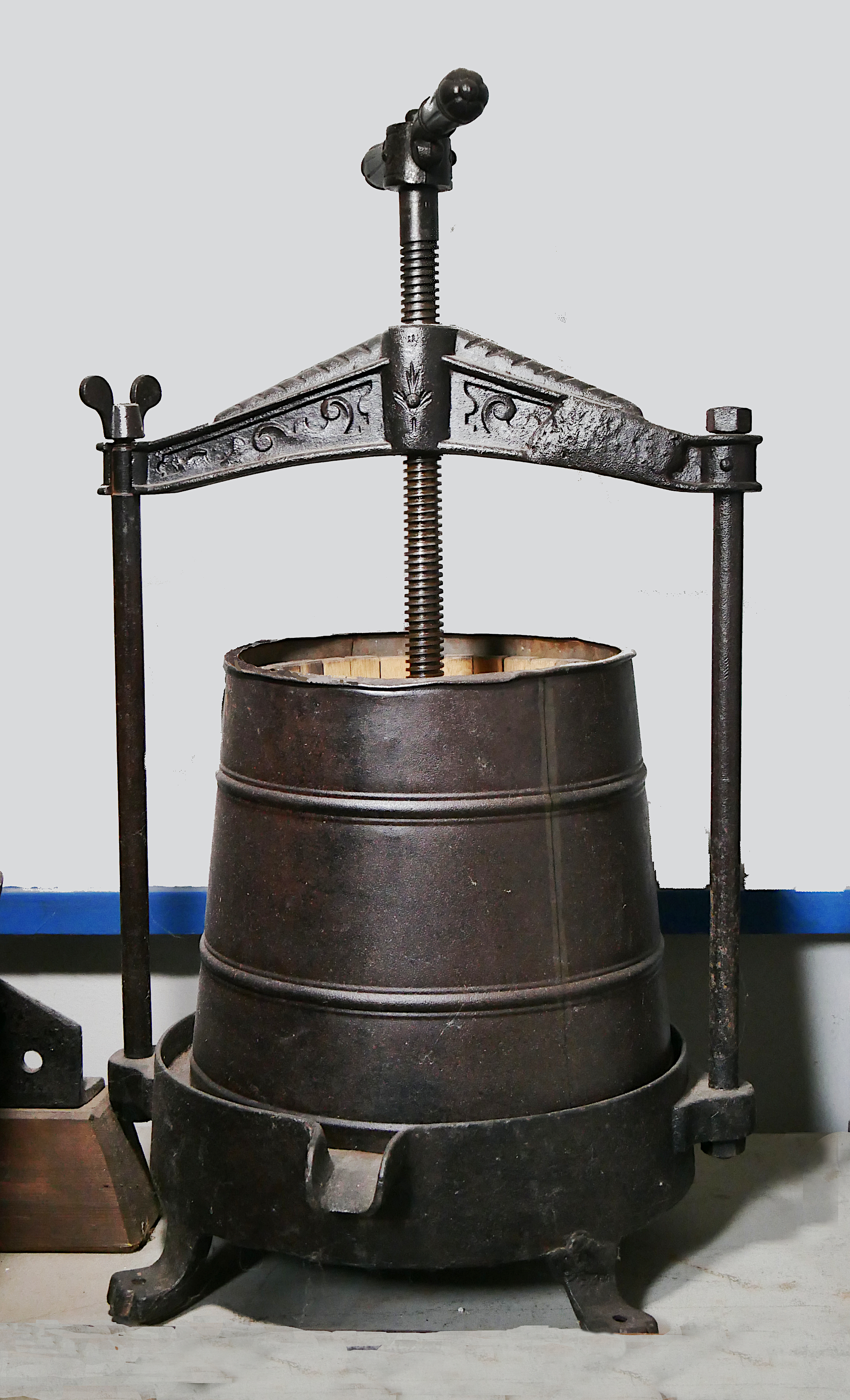
Säulenpresse mit Deko
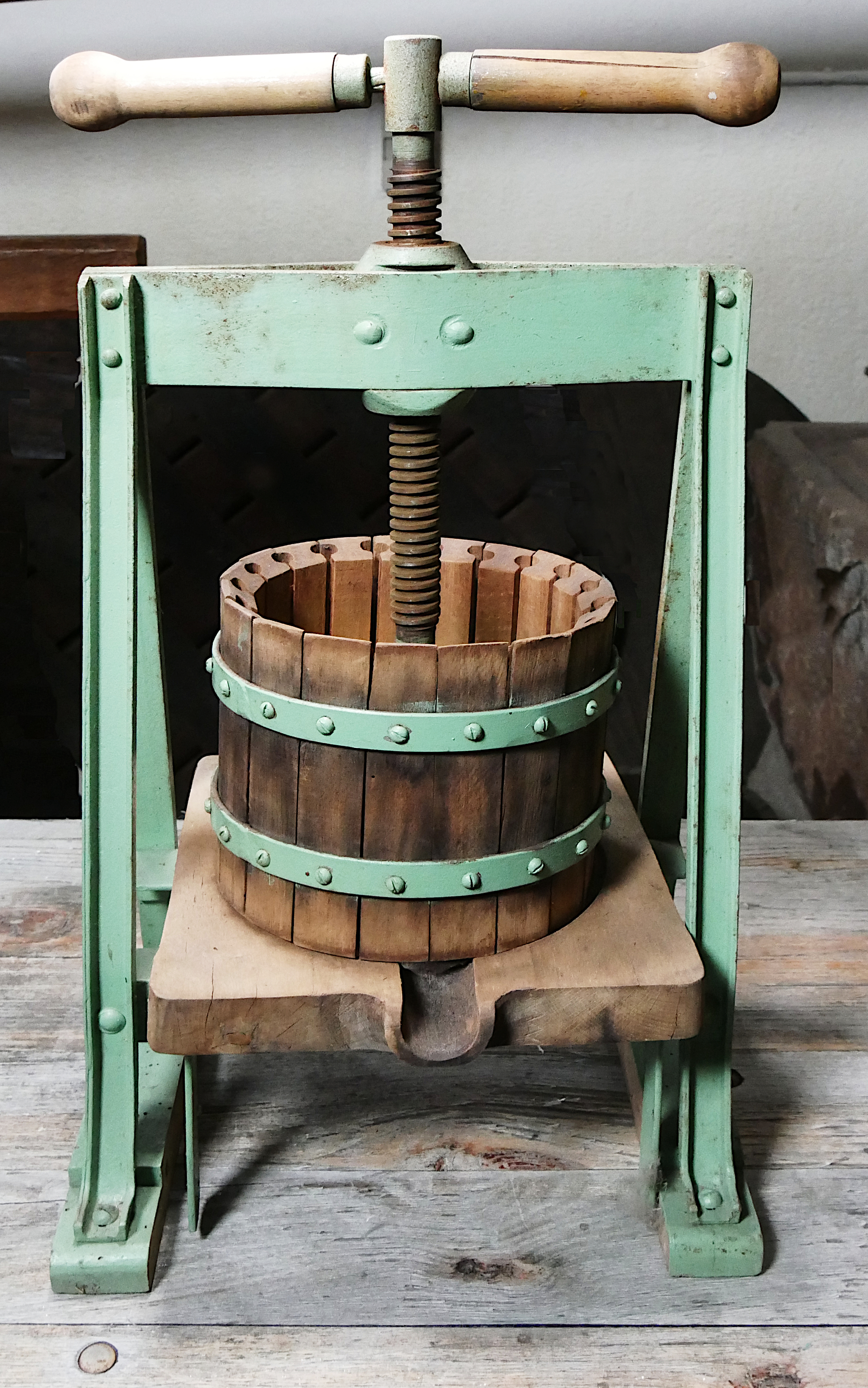
Joch und Gestell aus Eisen
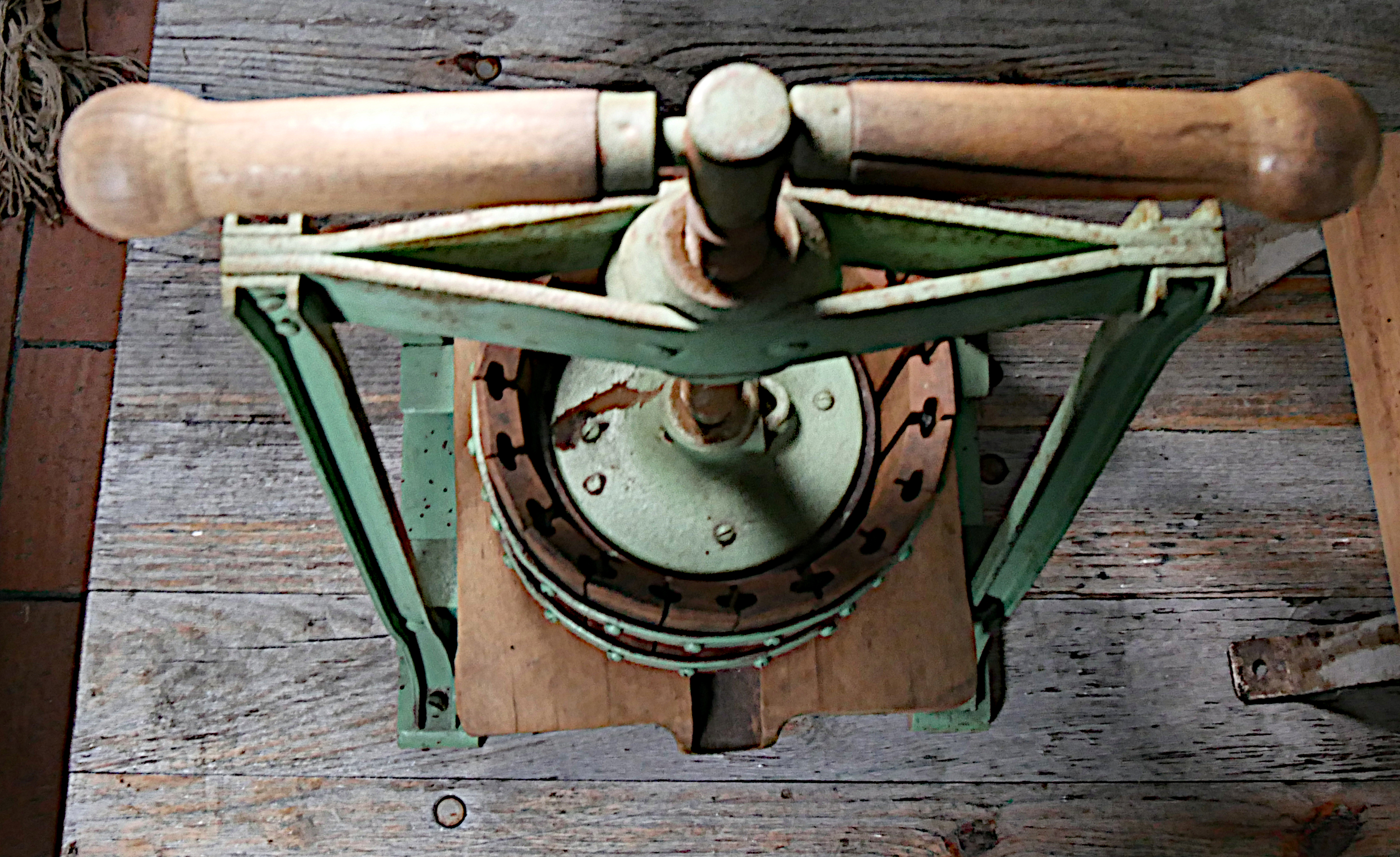
Mit Joch und Gestell aus Eisen

#### Rheinische Kelter, Radkelter und weitere frühe Niederdruckkeltern
Da die Bauart der bis dato bekannten Spindelkeltern oft als unzureichend empfunden wurden in Laufe des 19. Jh. unzählige oft auch patentierte Verbesserungsvorschläge entwickelt, von denen zwei hier vorgestellt werden. Sie sind Beispiele für die Entwicklung von der Hochdruckkelter zur Fallkeilkelter. Dabei wurden die folgenden Verbesserungen umgesetzt: Spindel und Schraubenmutter sind aus Eisen und können wesentlich größeren Kräften ausgesetzt werden. Die Spindel selbst ist nicht mehr beweglich. Die Schraubenmutter wird mit dem Kelterhebel nach unten gedreht. Der Kelterhebel konnte dadurch wesentlich verlängert werden.
Die Rheinische Kelter ist eine große viereckige, handbetriebene Niederdruck-Spindelkelter. Um den Saft aus der Maische zu pressen, wird diese in den Kelterkorb geschüttet. Über die Maische wird eine Lage glatter Dielen gelegt und darauf zwei gehobelte Balken („Hunde“). Der Hohlraum zwischen „Hunden“ und Baum wird mit längs und quer gelegten Bracken gefüllt.
Gepresst wird mit dem der Kelterhebel: Ein langes, hier eckiges Stück Holz, das in eine Halterung an der Spindel gesteckt wird. Der Most fließt beim Pressen durch die Ritzen zwischen den Brettern der Kelter und durch eine Rinnen im Steinsockel und den Ausguss ab. Der Nachteil dieses Systems ist, dass nach jeder halben Drehung der Kelterhebel durch seine Halterung an der Spindel durchgezogen werden muss, damit der lange Teil des Balkens an der anderen Seite der Halterung herausschaut. Um die Presskraft weiter zu verstärken, dient ein Tummelbaum (ein Stamm mit Hebeln zum drehen). Um diesen ist ein Tau gewickelt. Dessen Ende wird am Kelterhebel befestigt. Zusammen mit dem Hebel am Baum kann damit die Krafteinwirkung und damit auch der Druck auf die Trauben weiter vergrößert werden. Eine Radkelter funktioniert ganz ähnlich: Statt dem Kelterhebel besitzt sie ein horizontales Rad. Ein Seil läuft um das Rad un von diesem zum Tummelbaum. Kommt Zug vom Tummelbaum, wird das Rad gedreht un die Maische gepresst. Auf Grund der sehr ungünstigen Hebelverhältnisse konnten sich Radkeltern nicht durchsetzen und waren nur in Frankreich, wo mit niedrigem Druck gepresst wurde, verbreitet.
Viereckige Kelterkörbe waren zu dieser Zeit schon ein Auslaufmodell, da runde Kelterkörbe bei gleichen Materialien einem wesentlich höheren Druck standhalten können. Die Kelter besitzt auch noch keinen Fallkeil, der das Umstecken des Kelterhebels überflüssig gemacht hätte.
Das zweite Beispiel ist die kleine bauchige sehr stabile Obstpresse, die auch für einen Pressvorgang mit hohem Druck konstruiert wurde. Der Korb mit senkrecht angebrachten Holzlatten für das kleingemahlene Obst wird mit 2 starken Metallreifen zusammengehaltenen. Der Presskorb steht in einer eisernen Schale. Diese steht wiederum auf 3 eisernen Füßen. An der massiven Spindel befindet sich eine Schraubmutter. Diese kann mit einem in ein Loch der Keltermutter gestecktem, abgängigen Kelterhebel mit viel Kraft nach unten gedreht werden. Direkt unter der Keltermutter befindet sich ein massiver, gusseisener Stempel, der auf die Maische drückt und diese entsaftet.

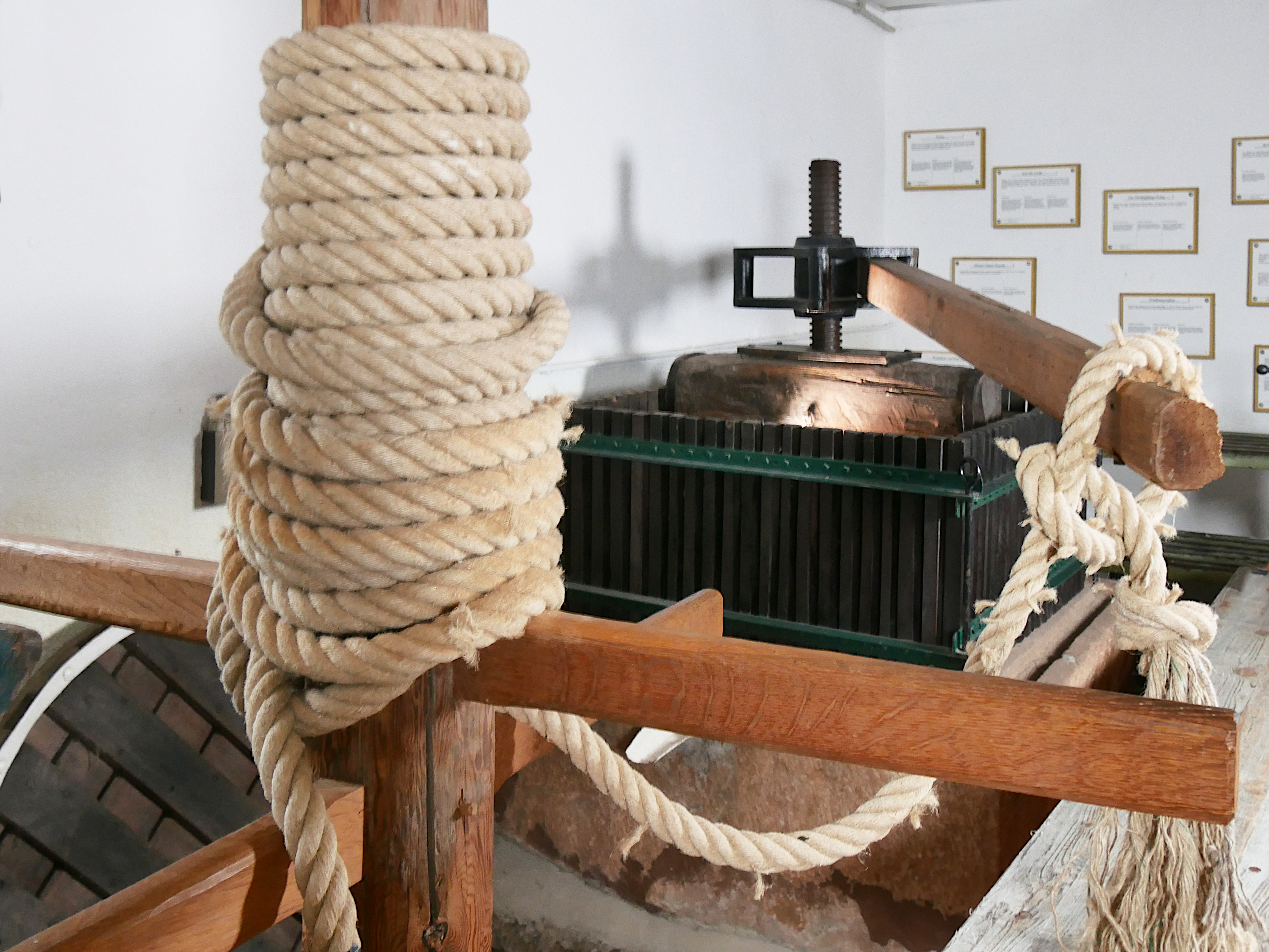
Rheinische Kelter
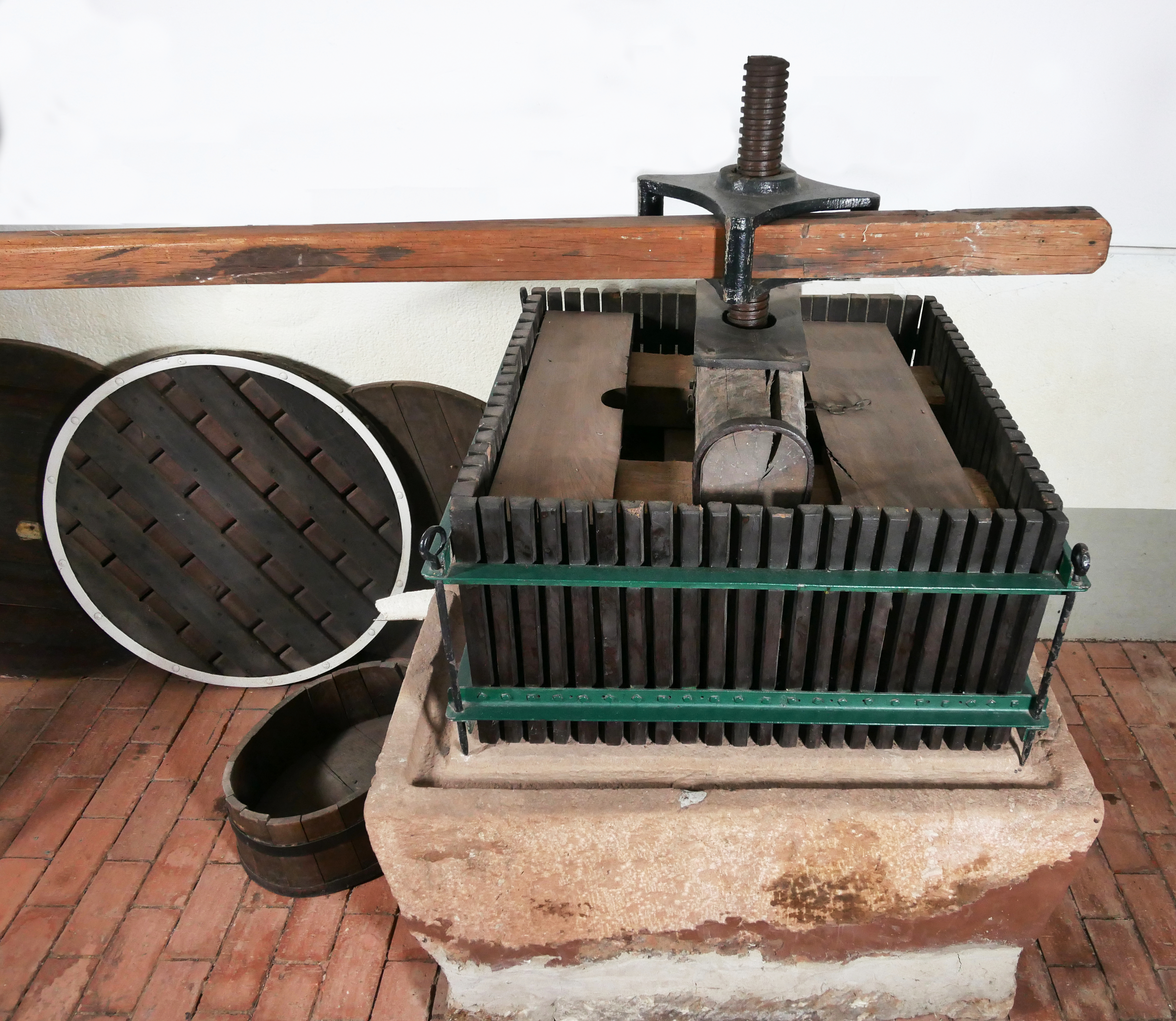
Rheinische Kelter
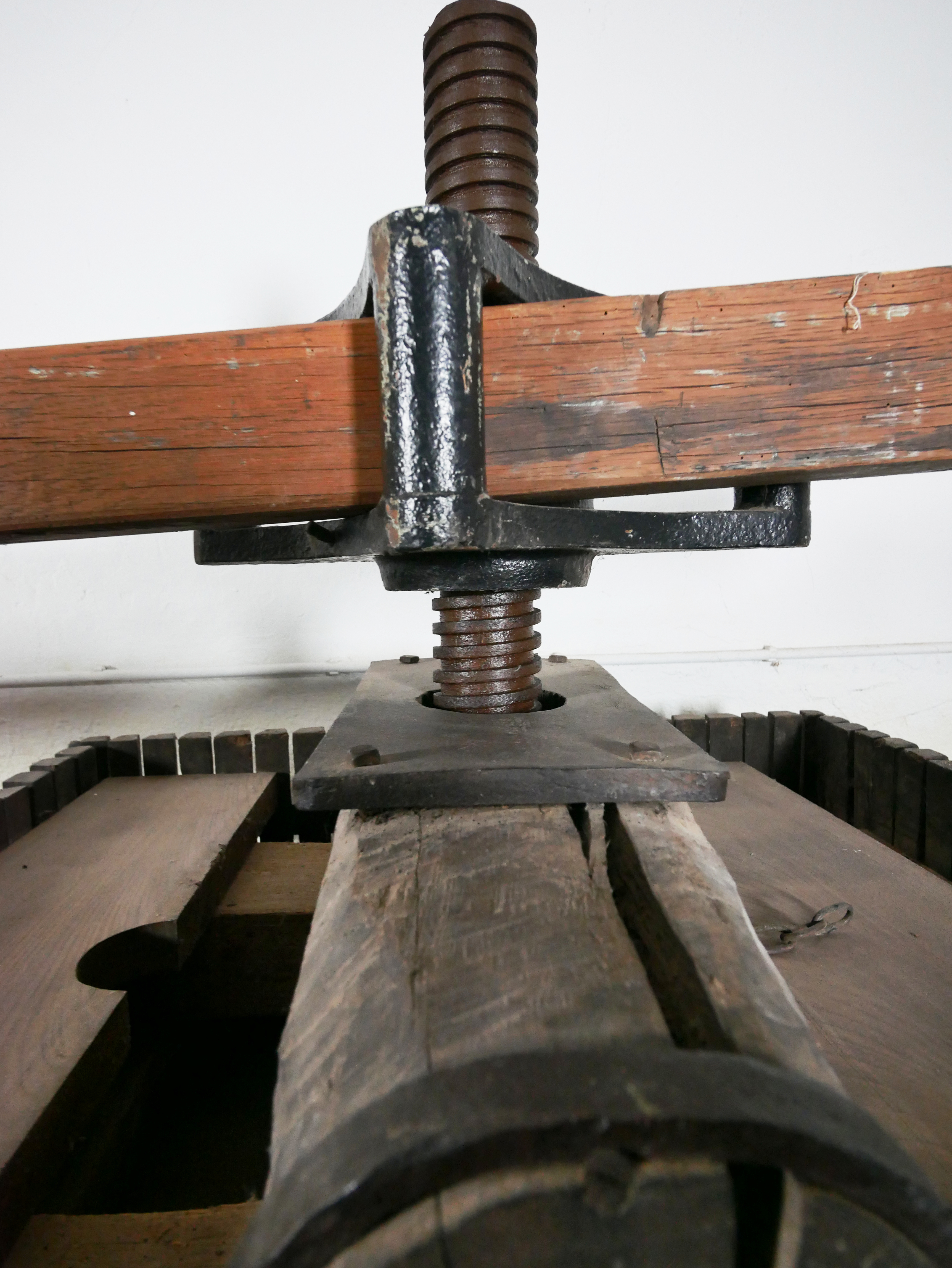
Mutter
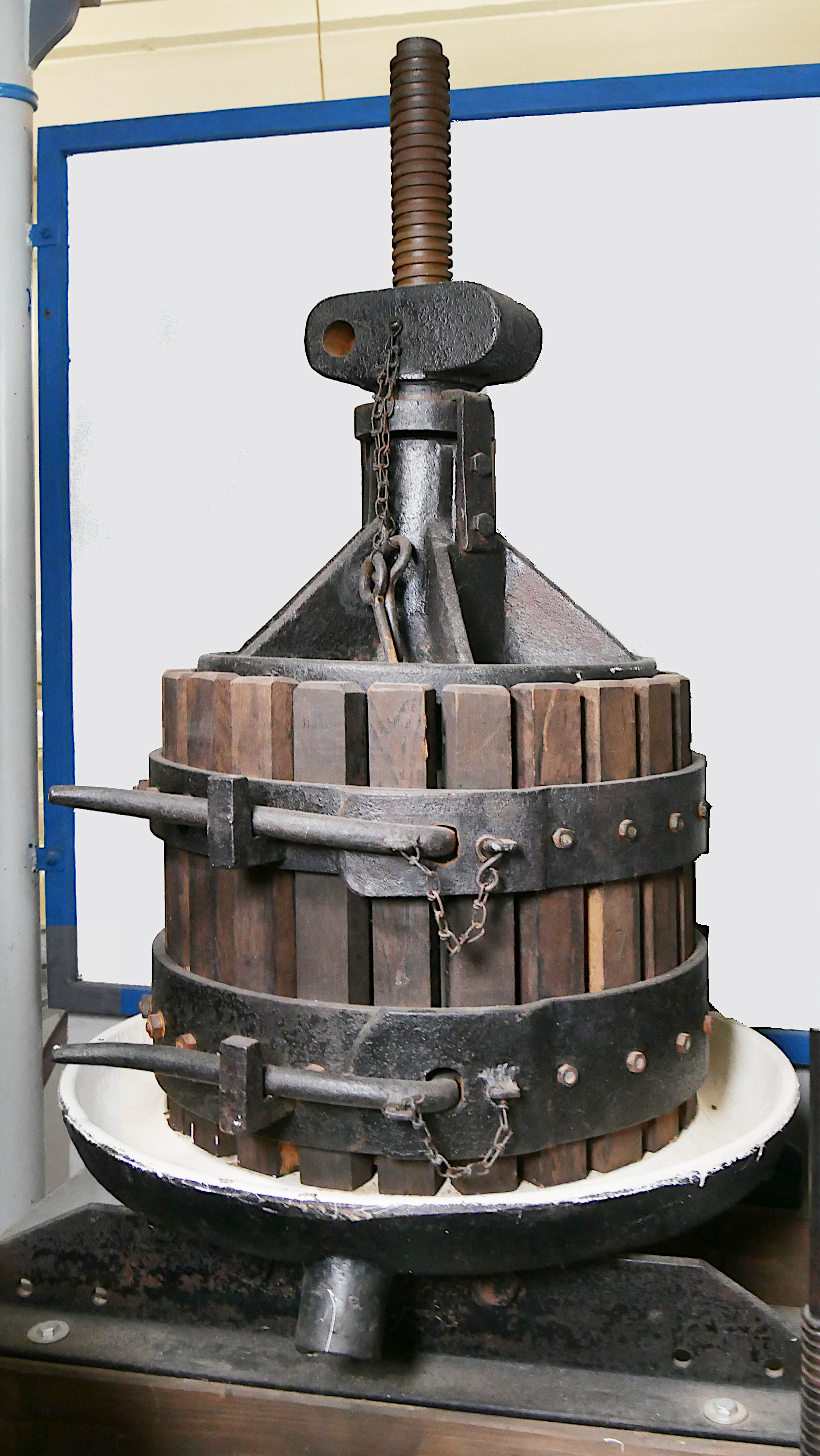
Obstkelter

#### Keltern mit Fallkeilen
Spindelkelter mit Fallkeilen wurden ab 1881 der Renner. Mit dem Differential-Hebel-Druckwerk von Duchscher in Wecker (Luxemburg) wurden diese Keltern zur Standardpresse nahezu aller Winzer, die sich motorisierte hydraulische Pressen nicht leisten konnten oder wollten. Wegen des Geräuschs der fallenden Keile (klipp-klapp-klipp) werden sie auch Klippkeltern genannt.
Mit ihnen wurden u. a. folgende Verbesserungen erzielt:
Runder Presskorb: Dieser war zu dieser Zeit auch bei einigen anderen Pressen der Standard, da er einen höheren Druck aushielt und den Druck gleichmäßiger auf das Pressgut verteilte. Mittels eines Türchens an der Vorderseite ließ sich die Maische nach dem Pressvorgang relativ einfach entleeren.
Fallkeile: Im Vergleich zu älteren Modellen bietet Pressen mit Fallkeilen den Vorteil, dass das Pressen viel weniger Kraft erforderte. Des Weiteren musste man beim Keltern nicht mehr um die Kelter herumlaufen oder die Kelterstange dauernd umstecken.
Durch Hin- und Herbewegen des Kelterhebels und unter Ausnutzung des Hebelgesetzes bei der Mechanik wurden die Dielen nach unten gedrückt und dadurch die Maische gepresst. Ermöglicht wurde dies durch die eiserne Fallkeile. Fallkeilkeltern gibt es mit nur 1 oder 2 Fallkeilen oder mit 7 oder mehr Fallkeilen. Rückwärtsbewegungen des Kelterhebels werden durch diese blockiert und nicht auf die Spindel übertragen. Der Most läuft über die unter dem Presskorb befindliche Schale in ein dafür vorgesehenes Behältnis ab. Darüber hinaus ist die eiserne Kelterstange im Vergleich zu ihrem hölzernen Vorgänger viel leichter und handlicher.
Ein Problem von im Biet (Pressbrett) verankerter und damit im Most stehender Spindel ist, dass sich durch die Eisenaufnahme dessen Qualität verschlechtert. Durch einen mindesten jährlichen Anstrich der Spindel mit Kelterlack konnte dies verhindert werden.

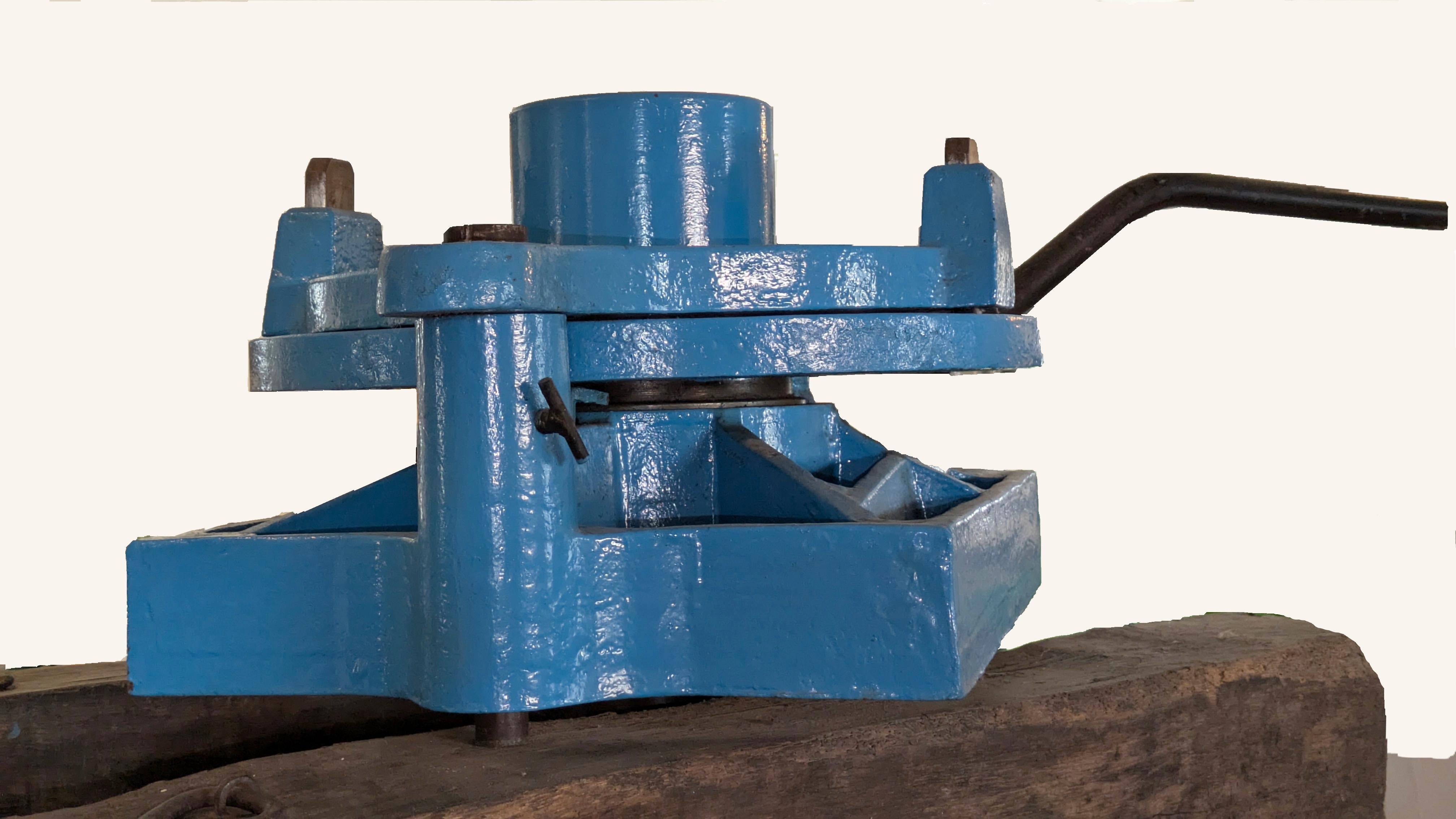
Mechanik mit 2 Fallkeilen
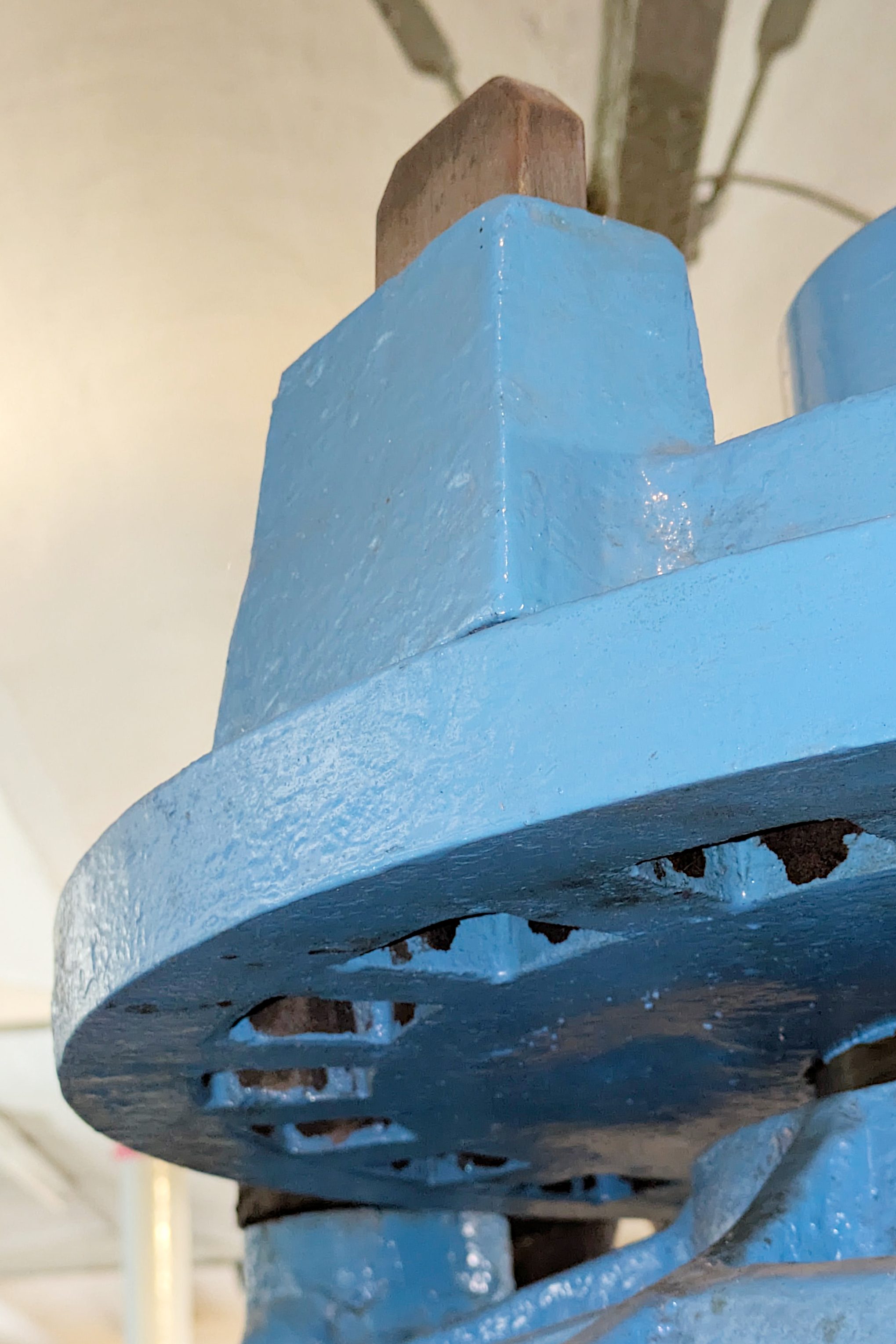
2 Fallkeilen von unten
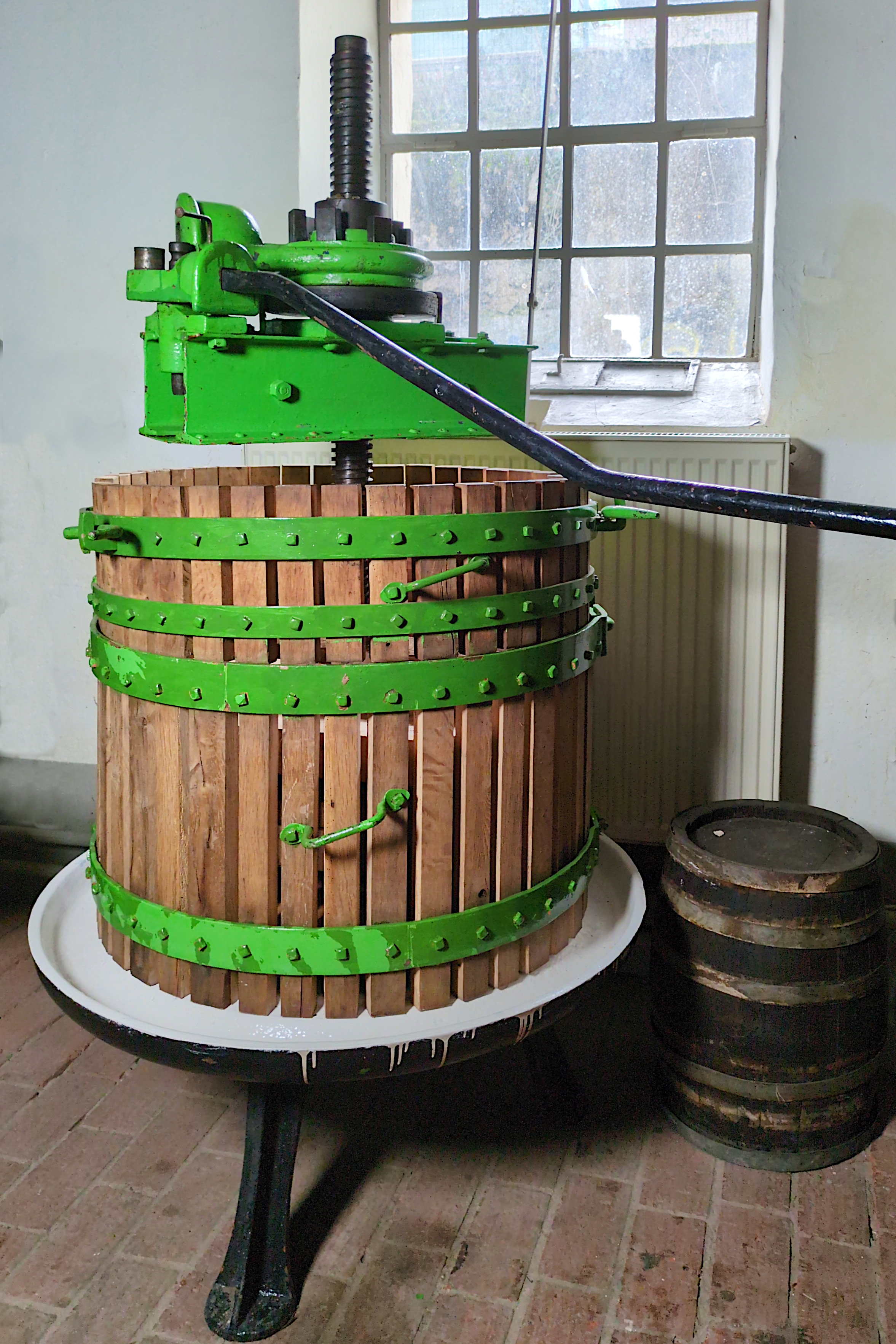
Fallkeil Kelter mit ..
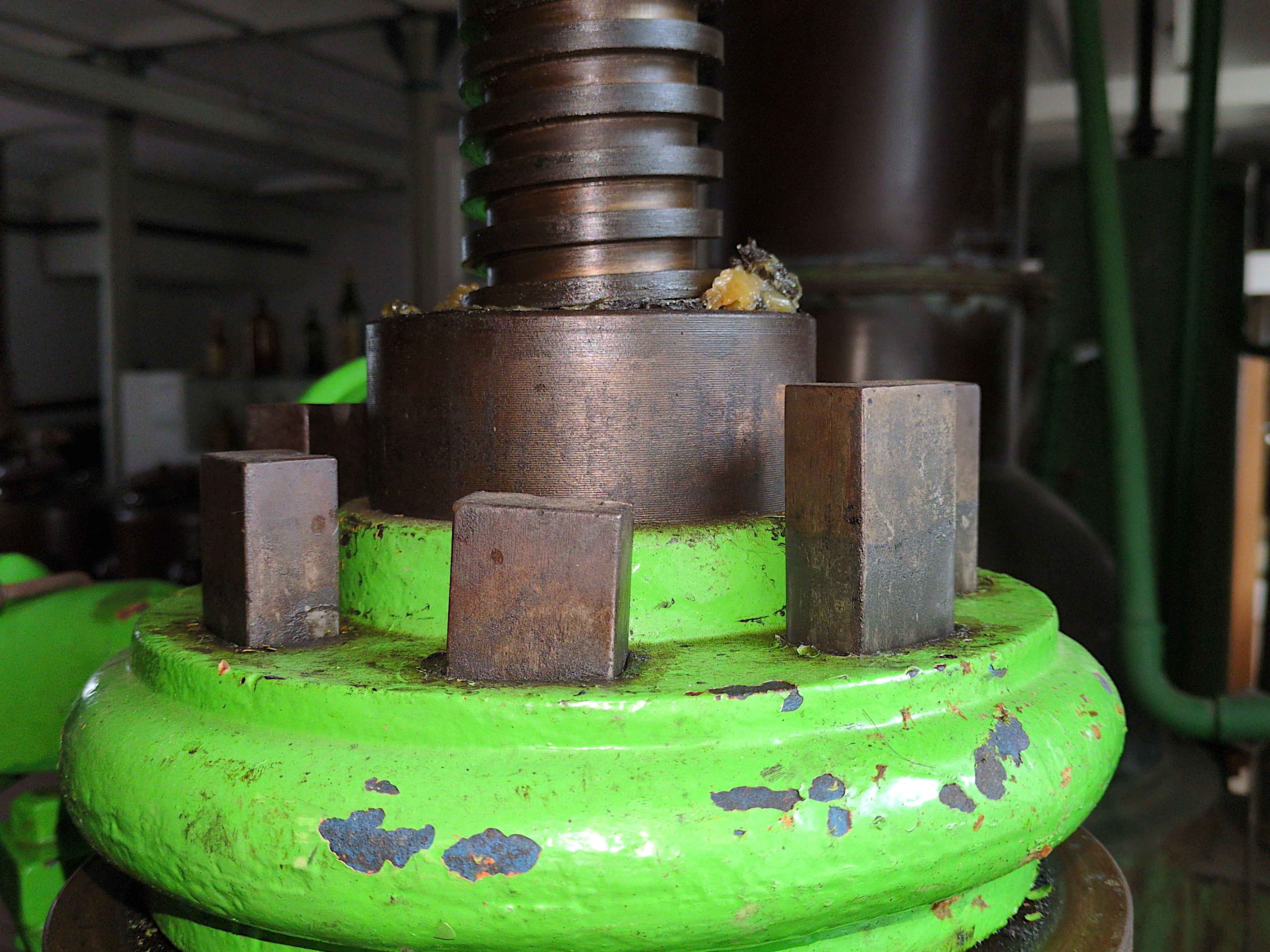
7 Fallkeilen
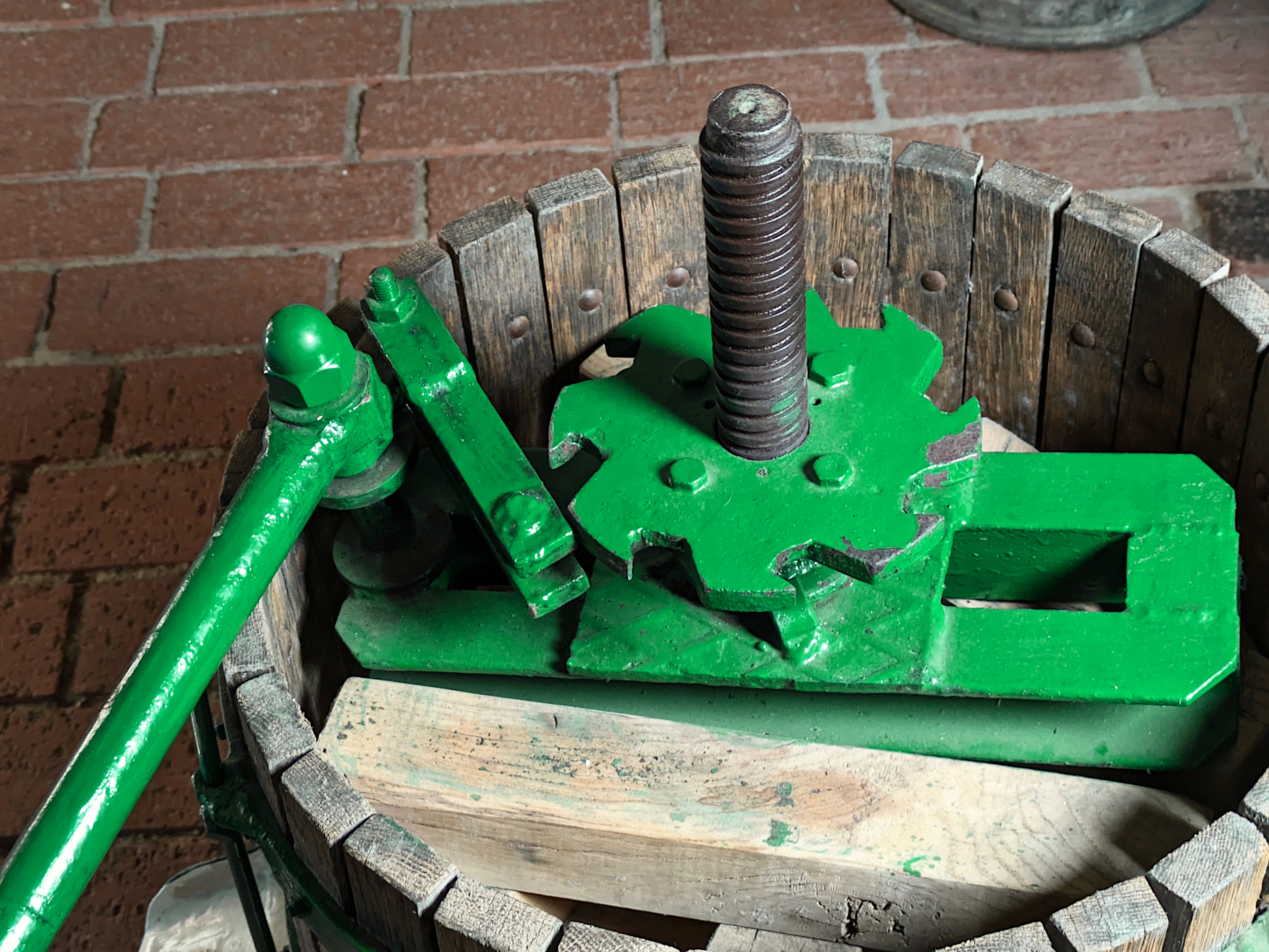
Mechanik einer kleinen Fallkeil Kelter
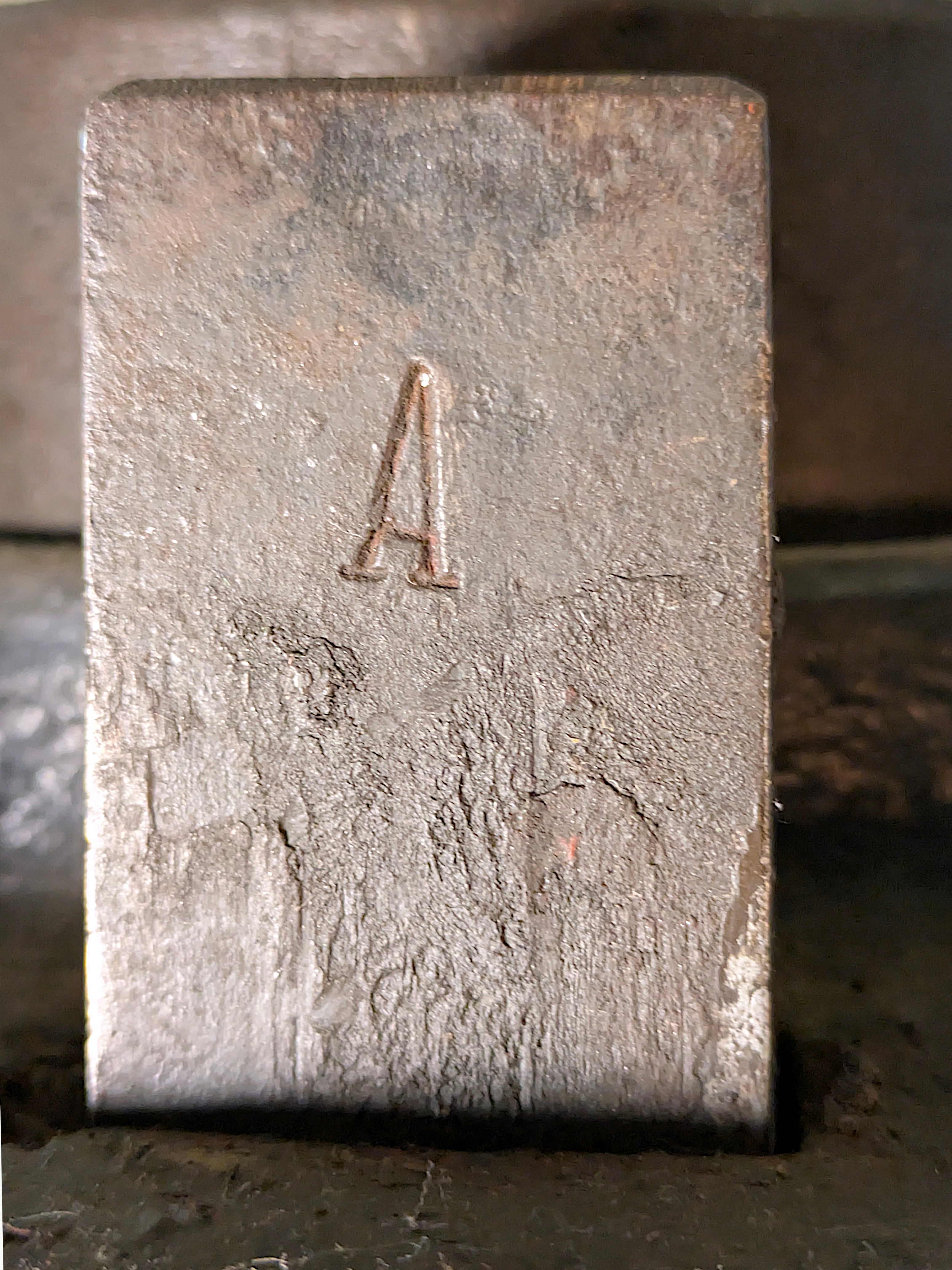
Einzelner Fallkeile
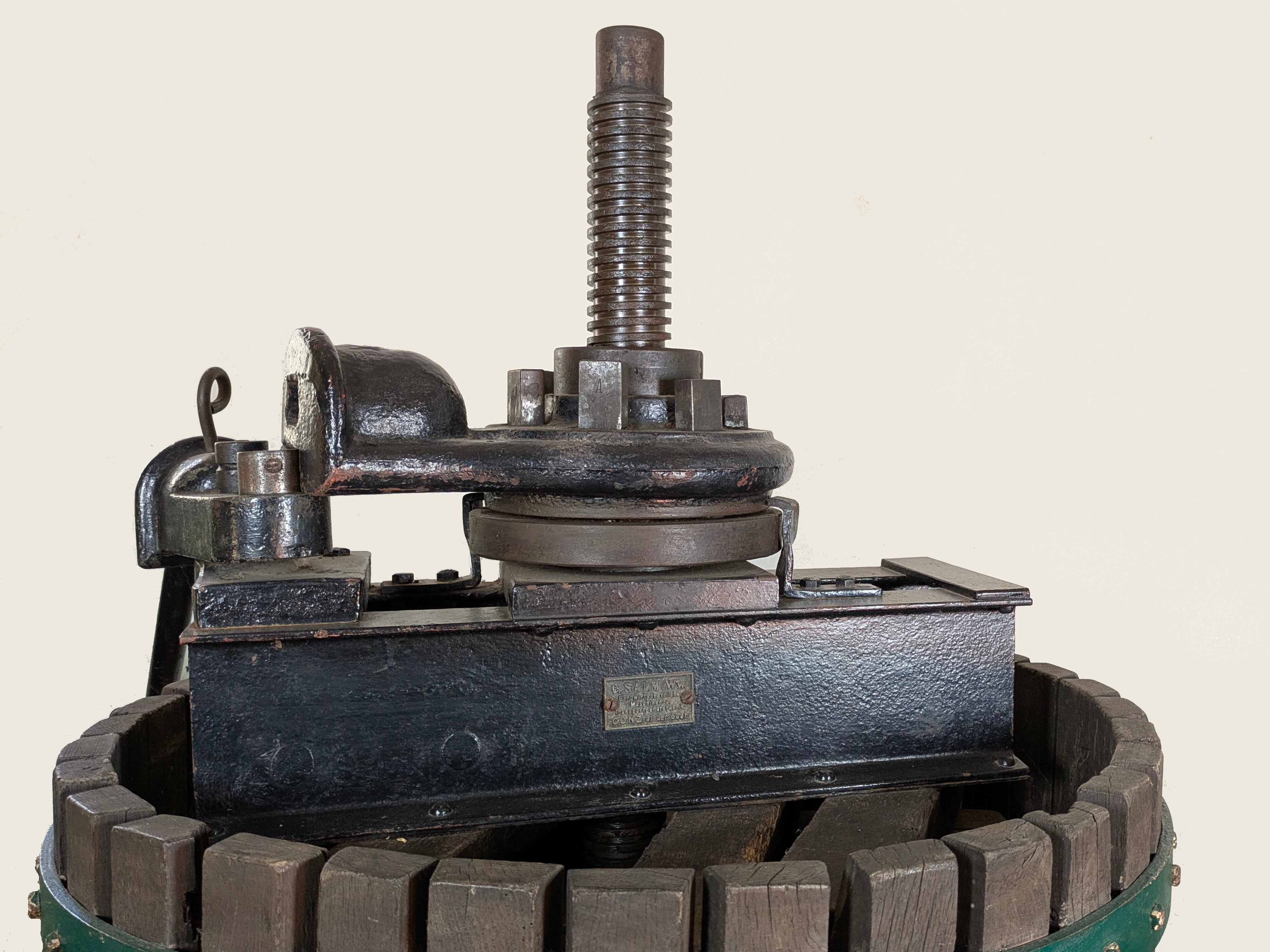
Differential Hebelpresse
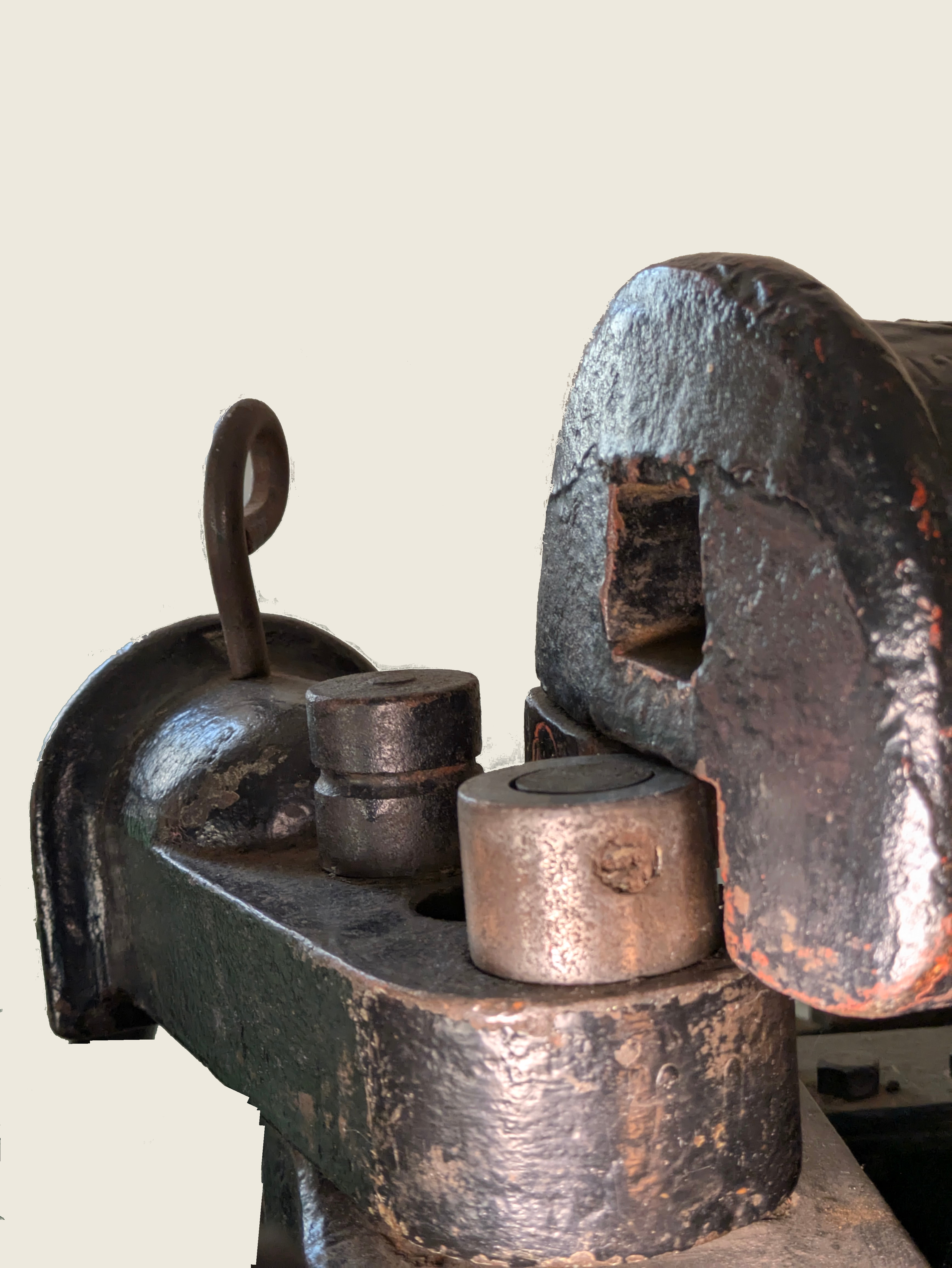
Differential Hebelpresse

### Hydraulische Keltern
Die ersten hydraulische Keltern entstanden um das Jahr 1900 und hatten das Ziel, den Winzer bei der Knochenarbeit des Kelterns zu entlasten. Es gibt zwei prinzipiell unterschiedliche Systeme:

#### Hydraulische Keltern mit Oberdruck
Anstatt einer Mechanik für eine handbetriebene Spindelkelter sitzt oben auf der Spindel eine Pumpe mit einem die Pumpe antreibenden Motor. Die Pumpe steht somit nicht als separates Gerät neben der Kelter. Bei diesen vertikal arbeitenden Hydraulik-Spindelpressen wird mittels Hydraulik eine auf der Maische liegende bewegliche Platte im Korb mit der Maische nach unten gegen eine fixe Endplatte gedrückt. Wie bei handbetriebenen Keltern läuft der Most durch die Ritzen zwischen den Brettern, wird von einer Schale aufgefangen und verlässt durch den Ausguss die Kelter. Nach dem Pressvorgang wird der Press-Stempel mit einer Kurbel oder mit Hilfe von Gegengewichten wieder hochgezogen.

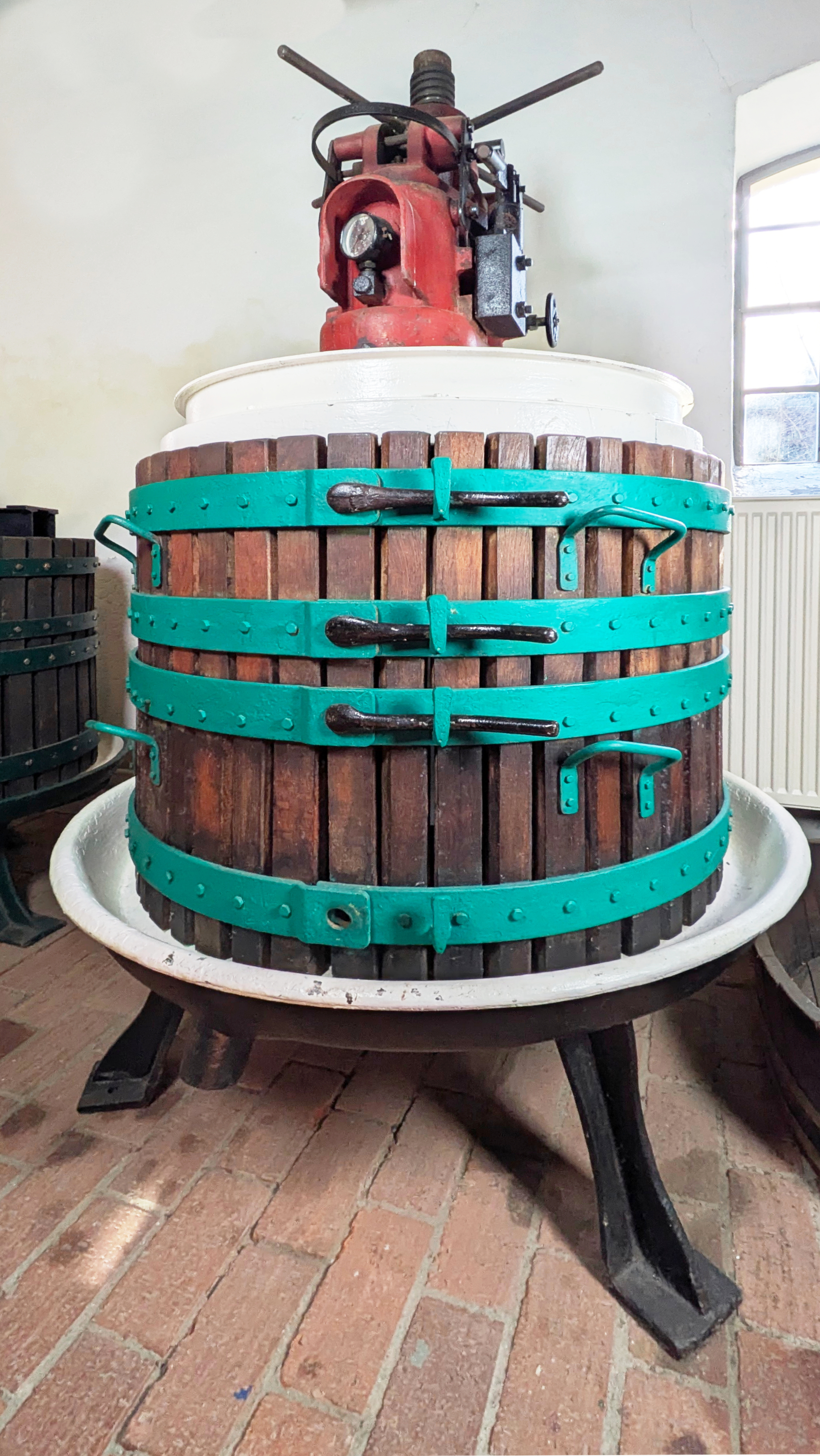
Hydraulikkelter
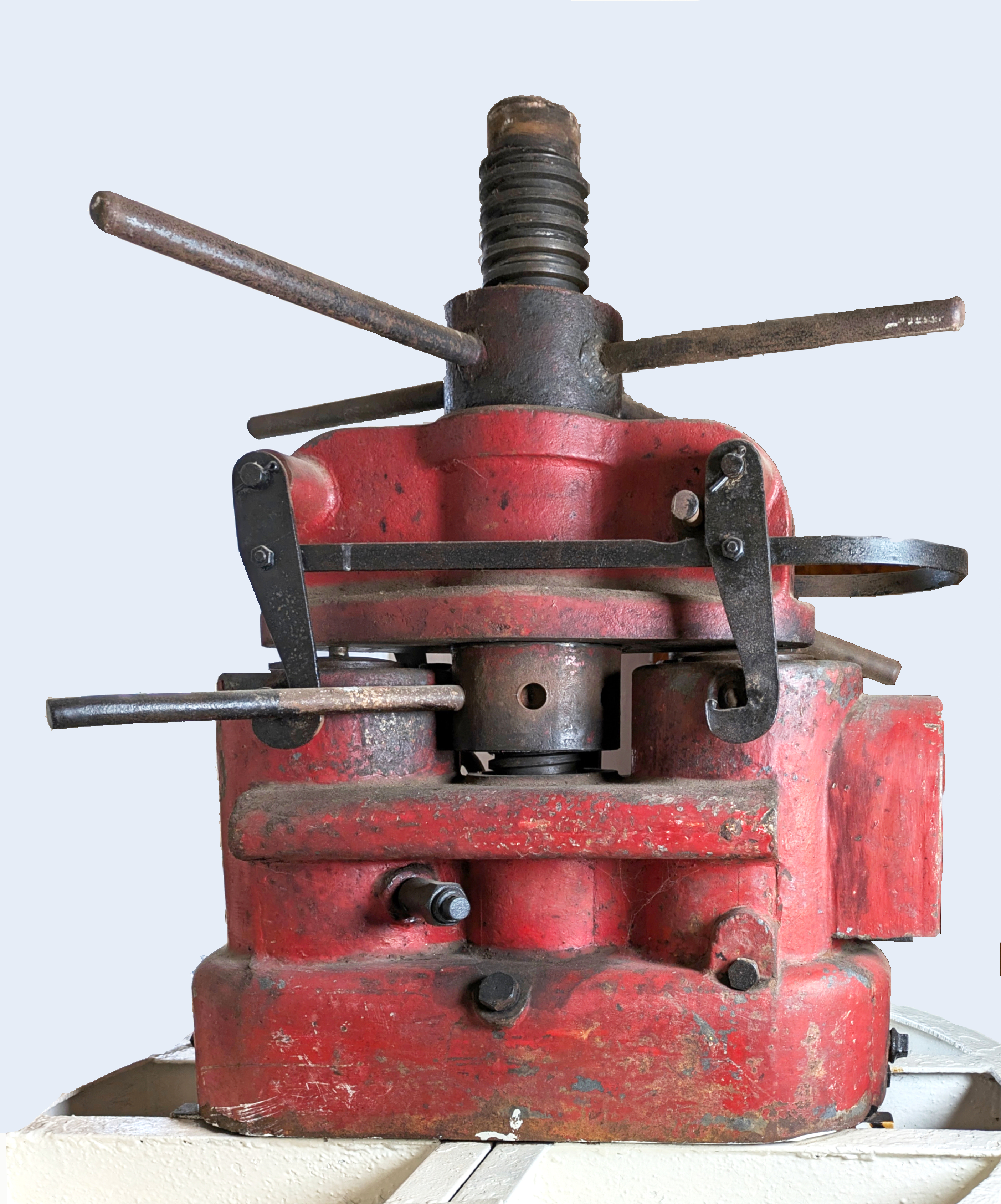
Hydraulikkelter mit Oberdruck - Mechanik
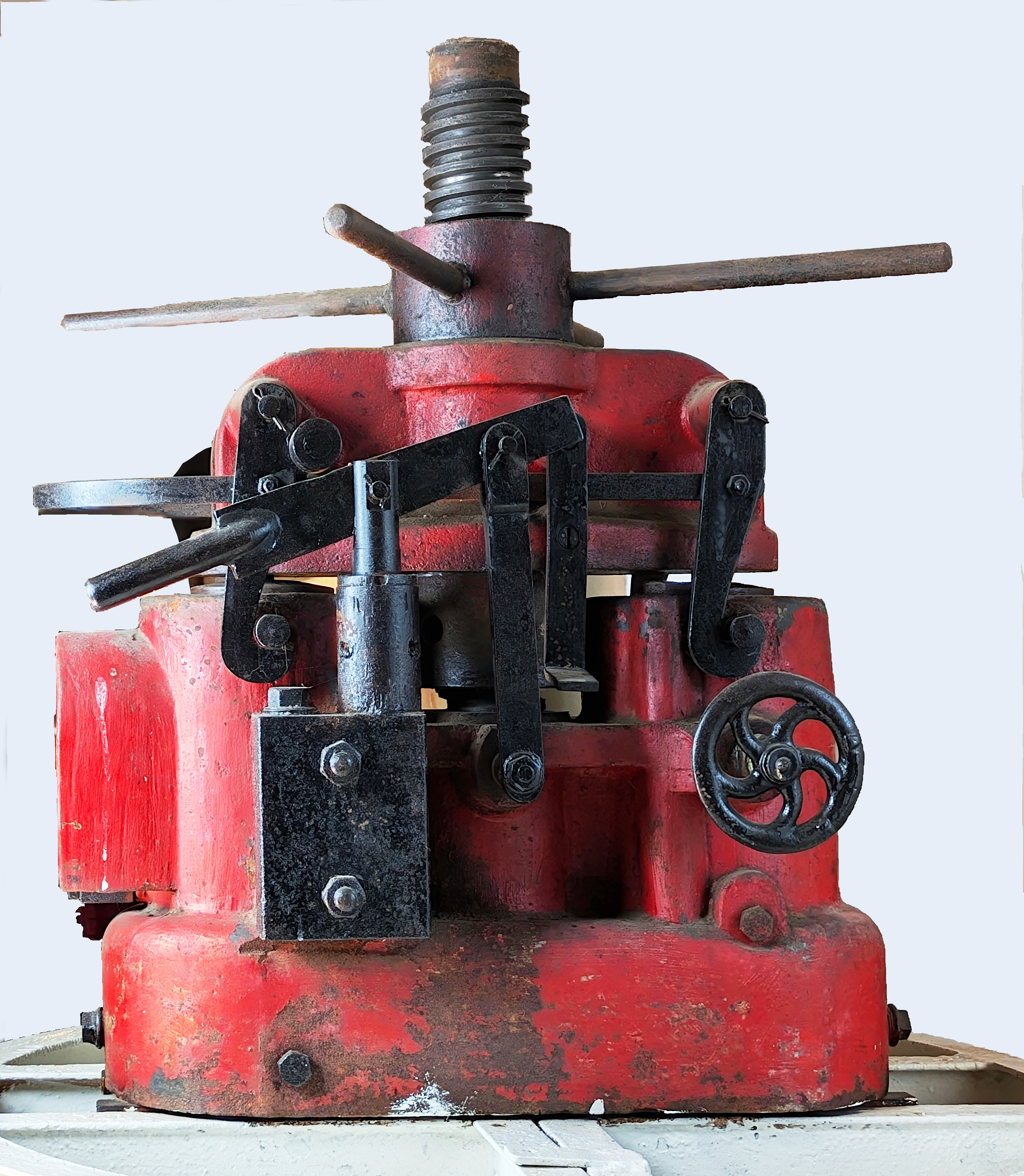
Hydraulikkelter mit Oberdruck - Mechanik
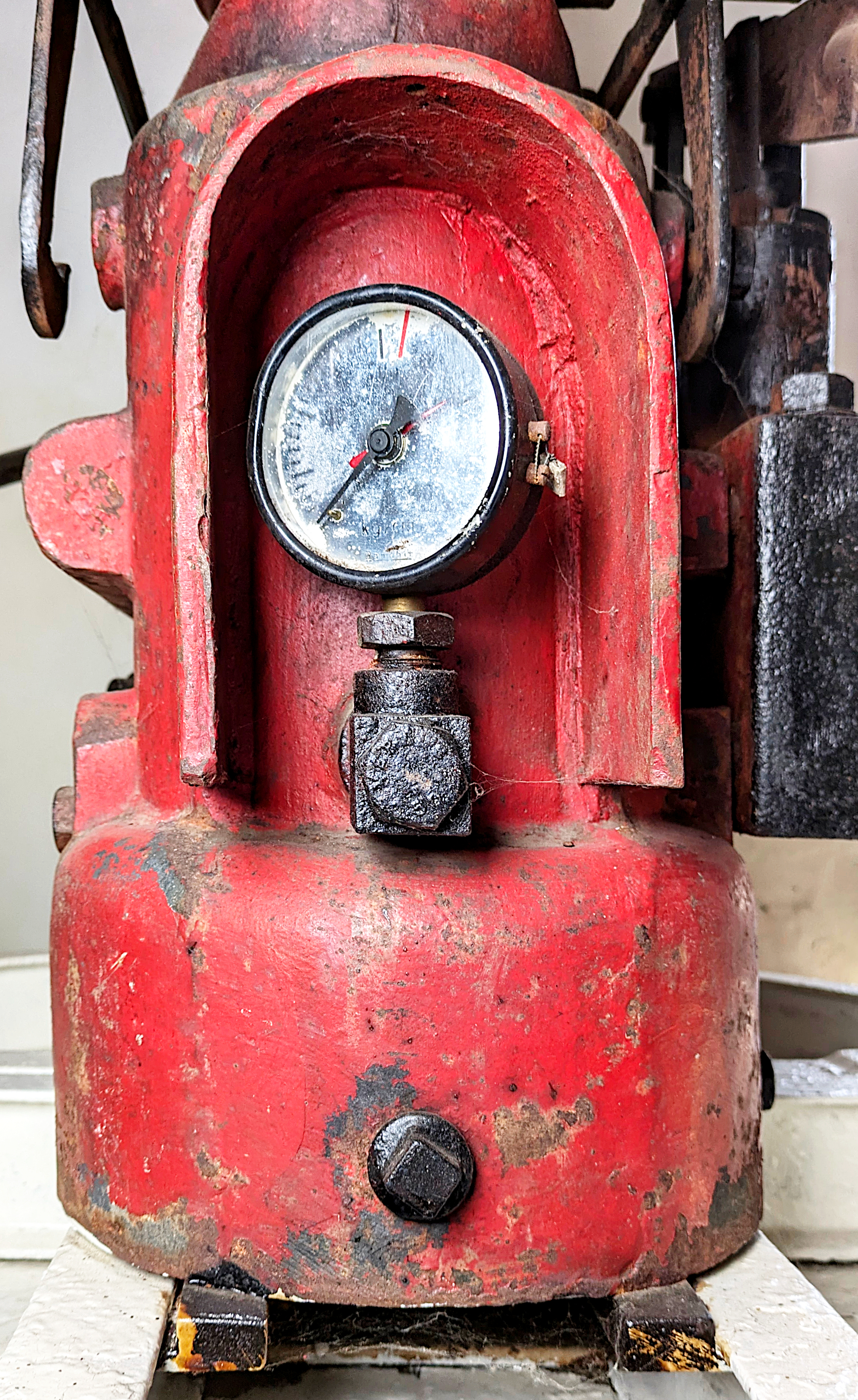
.. mit Manometer
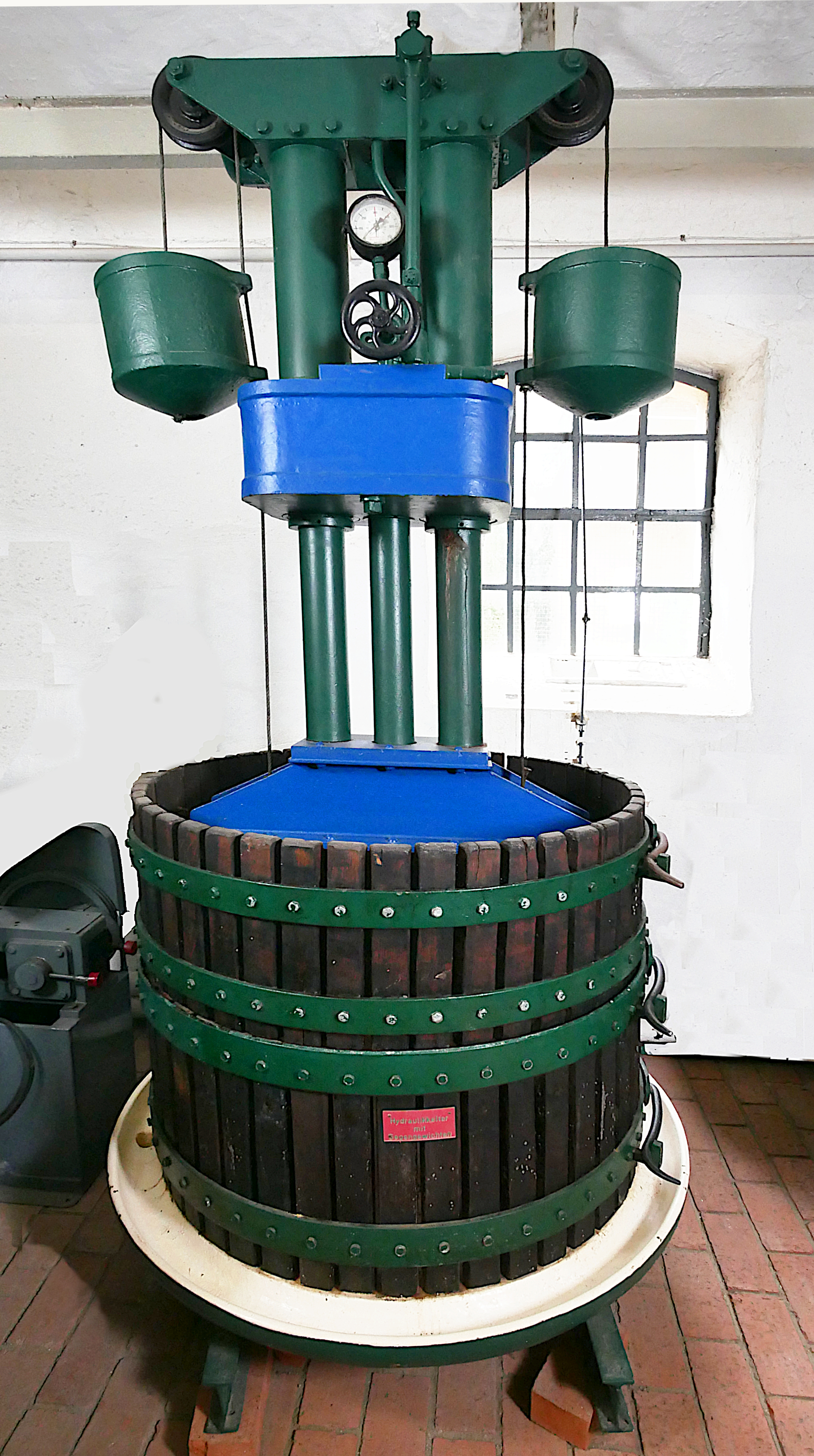
mit Gegengewichten
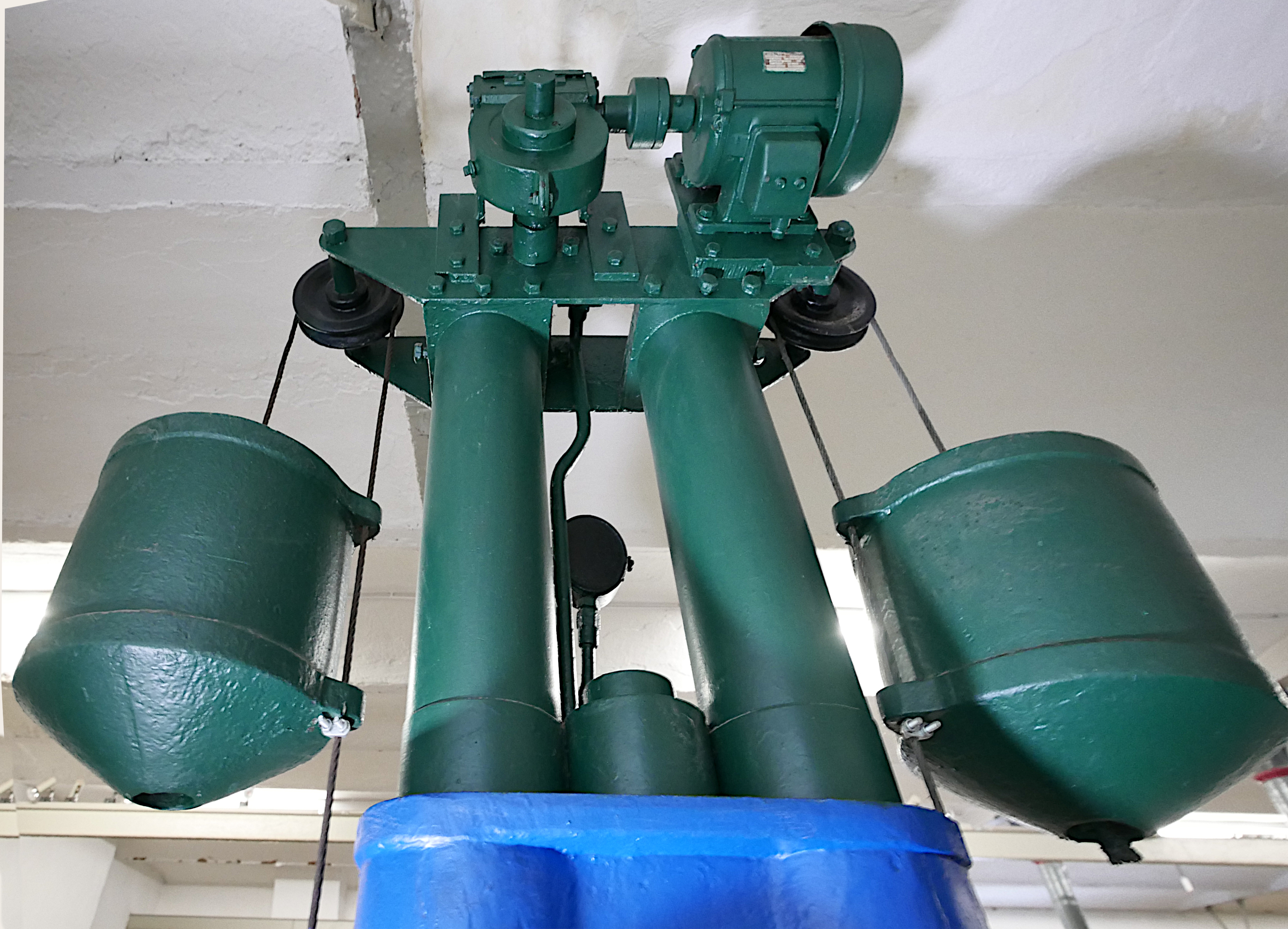
Gegengewichte
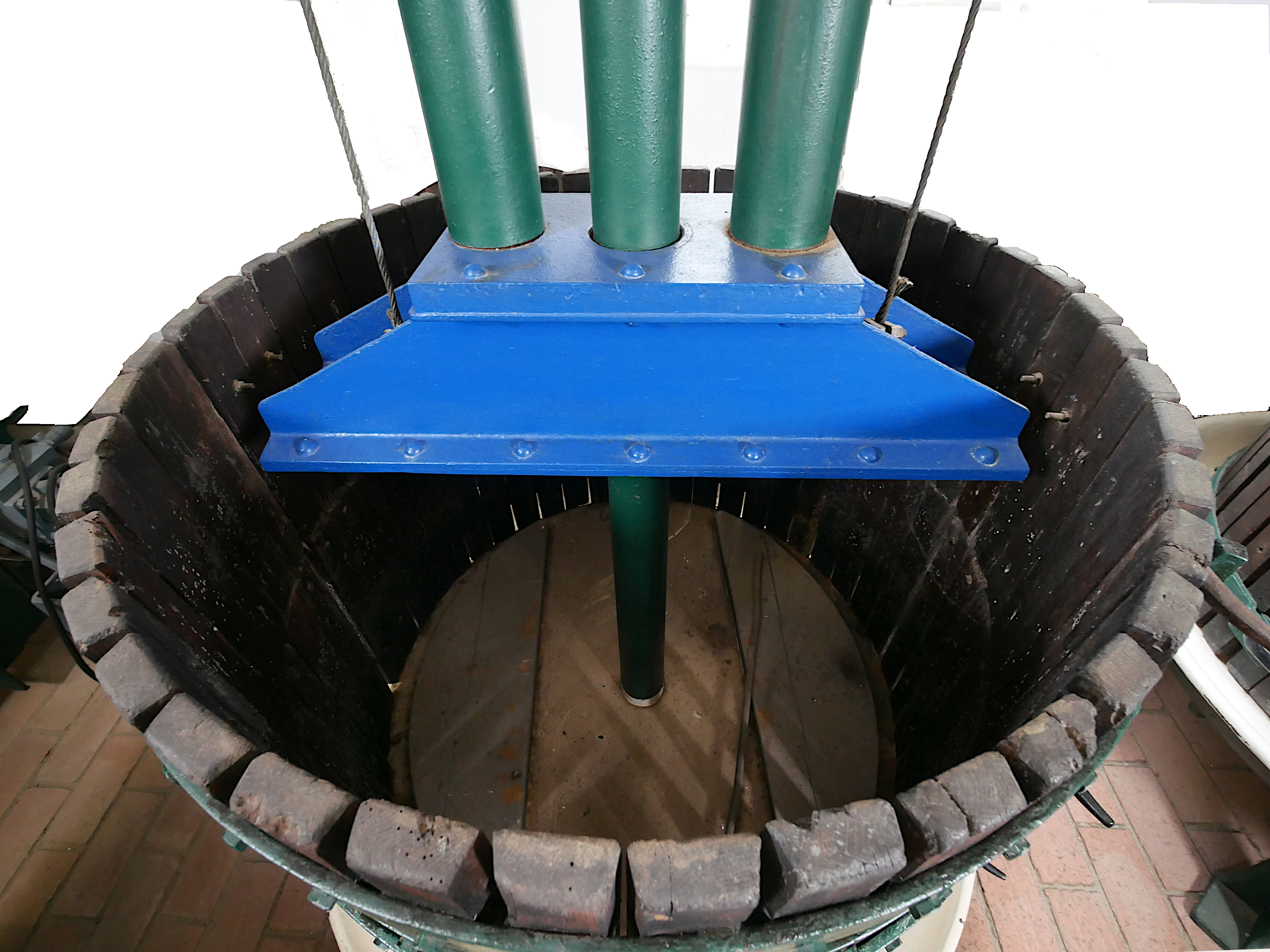
Stempel

#### Hydraulische Unterdruck-Keltern
Die Unterdruckkelter geht auf eine Erfindung des Winninger Schlossermeisters Ludwig Saas zurück. Eine externe, elektrisch, über eine Transmission oder mittels Handbetrieb betriebene Pumpe erzeugt über eine Leitung Wasser mit Überdruck. Ein unter dem Presskorb angebrachte Kolben drücken den Boden des Presskorbs nach oben. Dadurch wird die Maische ausgepresst und der Saft läuft in die Pfanne. Ein Problem dabei ist die Entleerung des Presskorbs nach dem Pressvorgang. Entweder besitzt die Kelter eine Vorrichtung mit der Presskorb aus dem Gestell auf gleicher Höhe auf zwei Schienen herausgezogen werden kann. Alternativ kann dies auch mit einer Klappvorrichtung erfolgen. In beiden Fällen wird die Kelter dann durch die Entfernung der Bodenplatte über einem Auffanggefäß nach unten entleert.
Besitzt eine Kelter zwei Presskörbe, die z. B. an Schienen in halber Höhe verschoben werden können, ist immer ein Korb unter der hydraulischen Presse. Der andere Korb hängt an den Schienen vor der Presse und kann dort nach unten entleert und danach vom oben wieder befüllt werden.

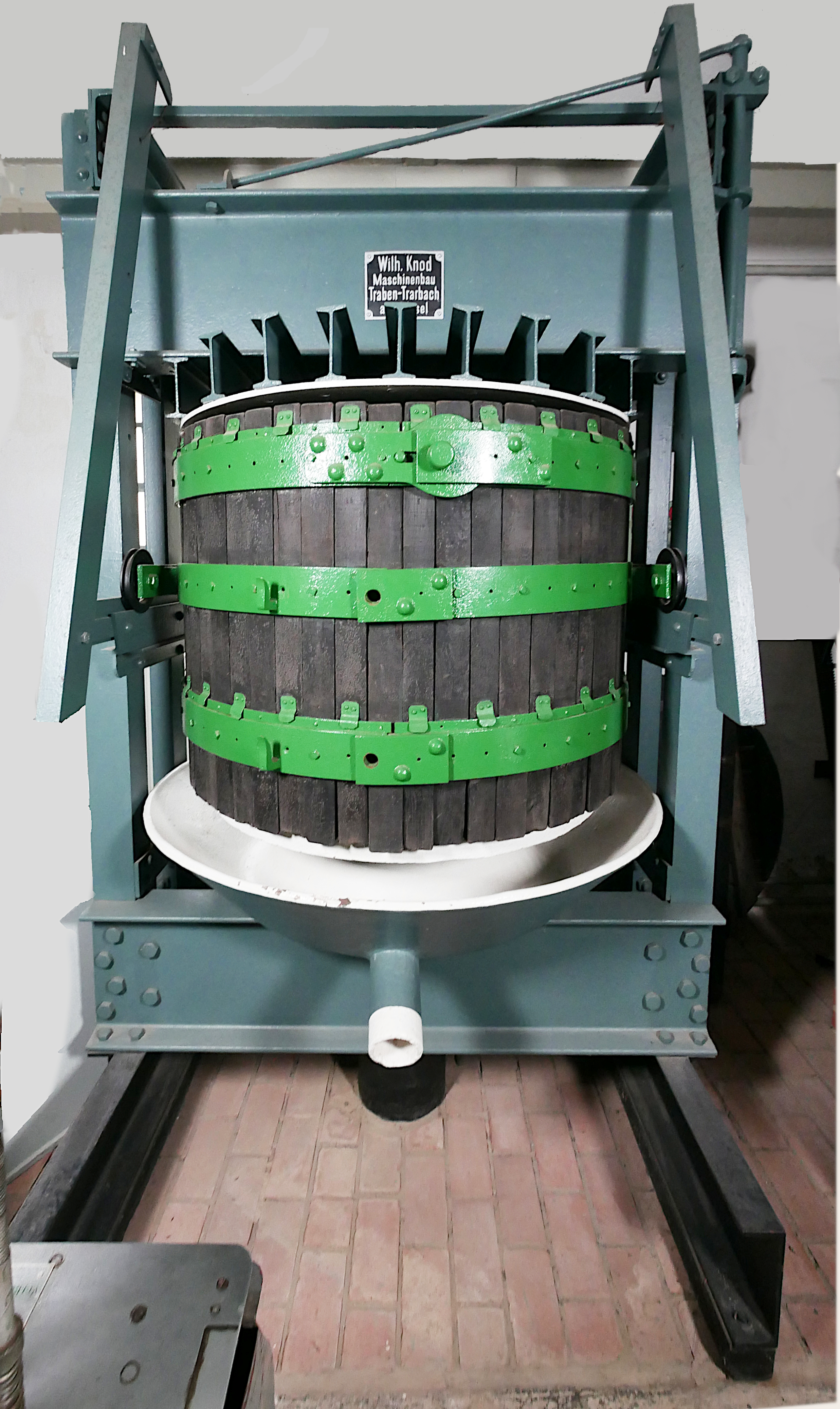
Hydraulische Kelter Knod mit Klappmechanismus
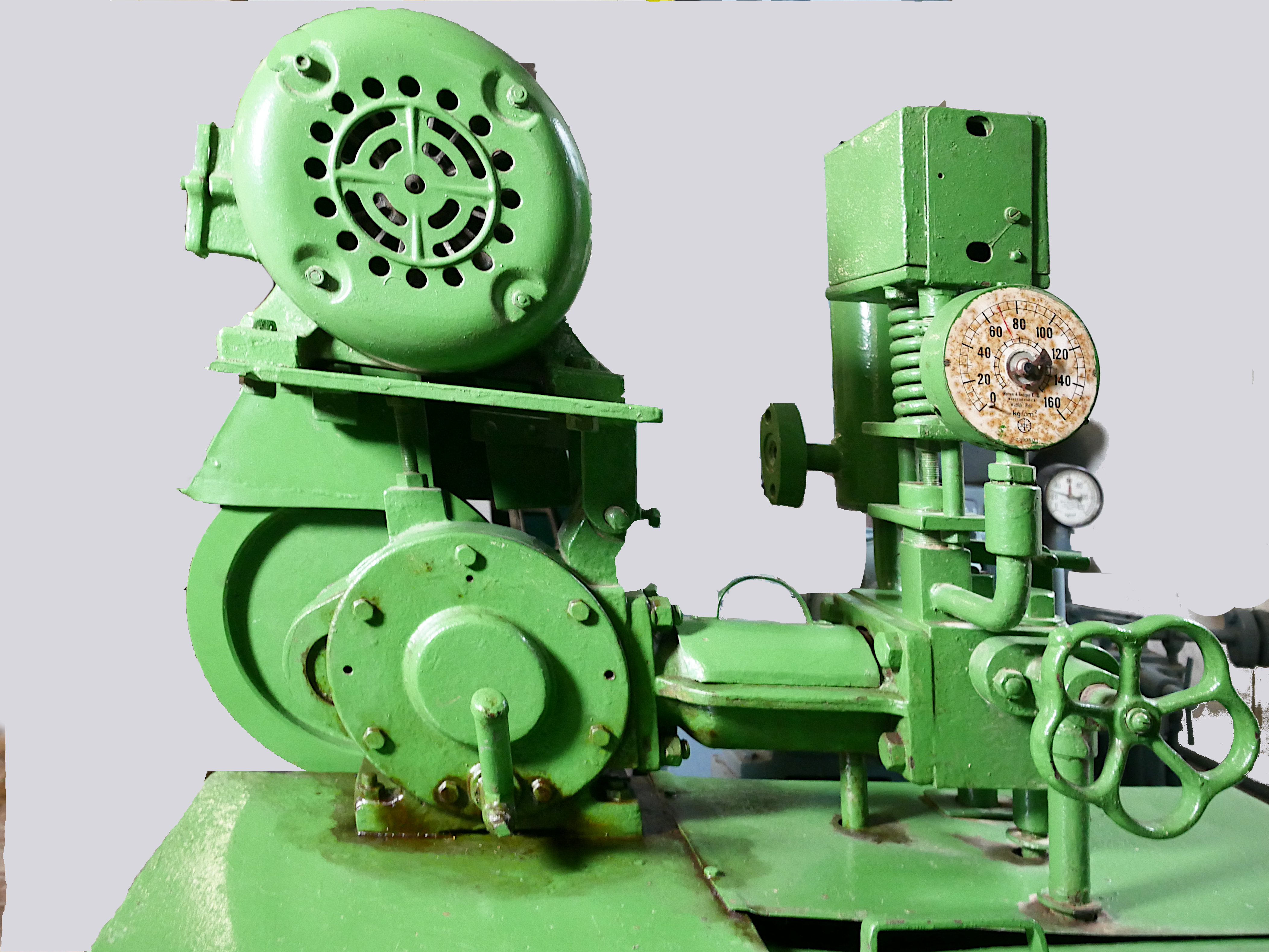
Motor und Pumpe dieser Kelter
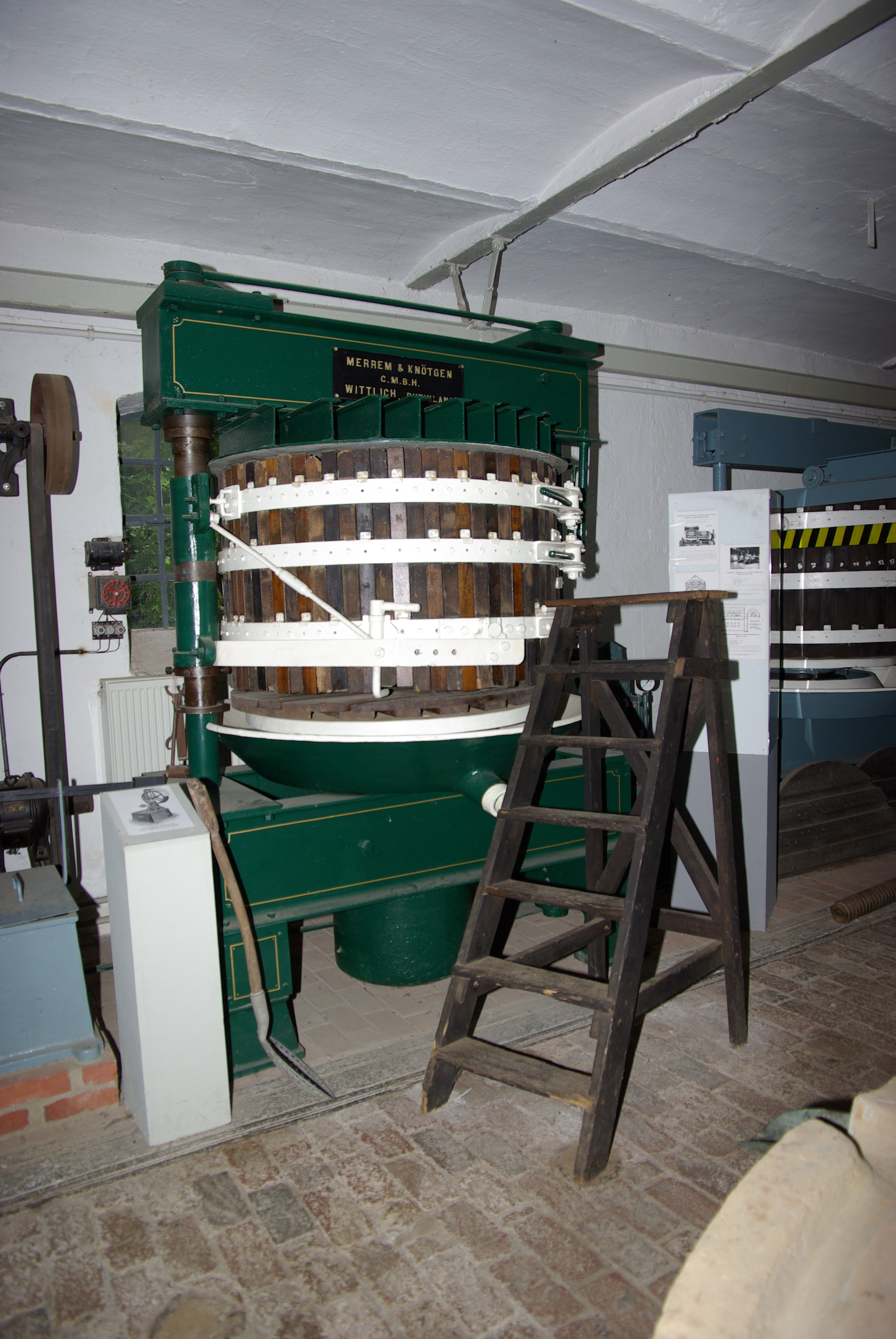
Hydraulische Kelter mit Unterdruck
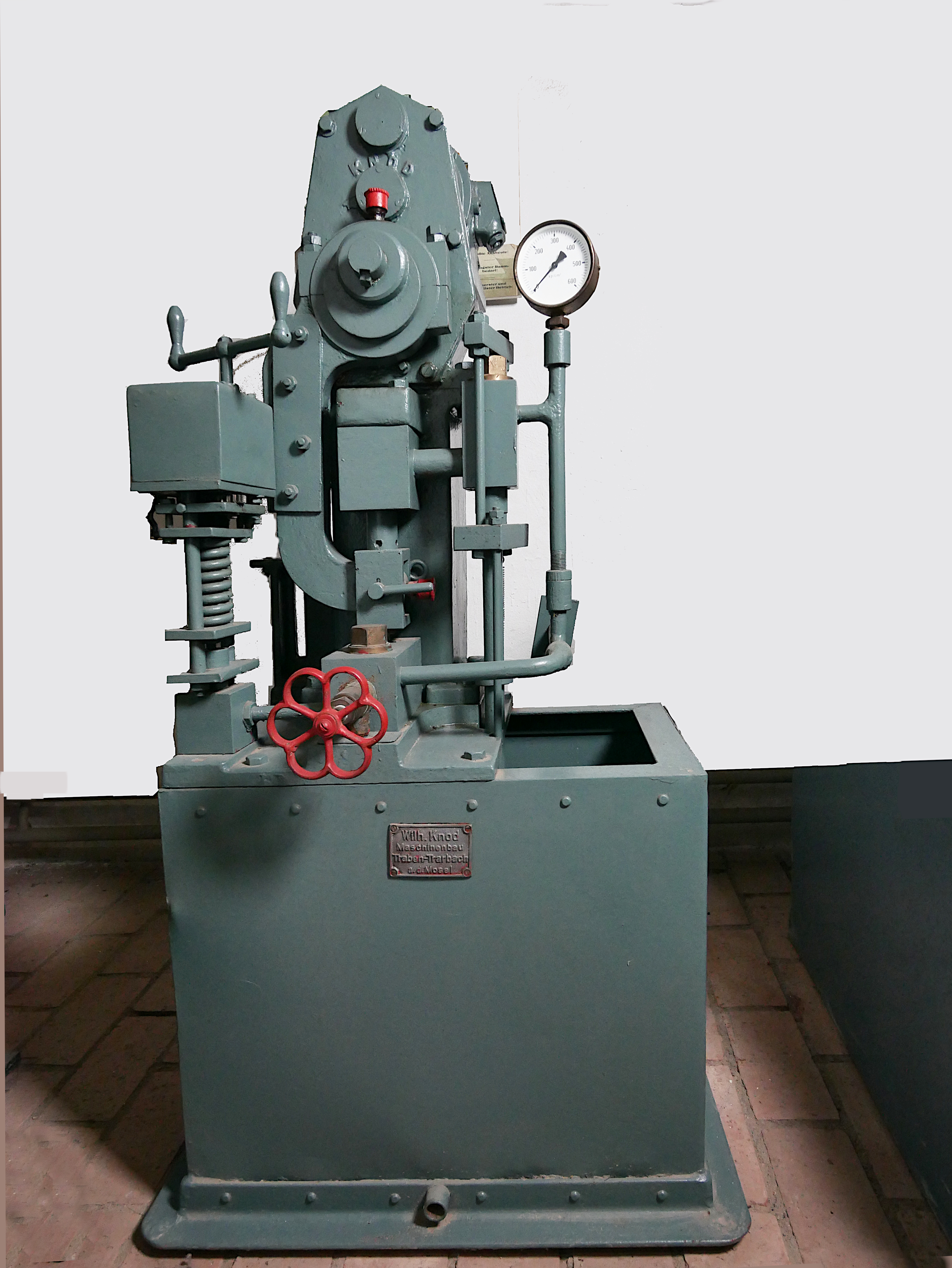
Pumpe dieser Kelter
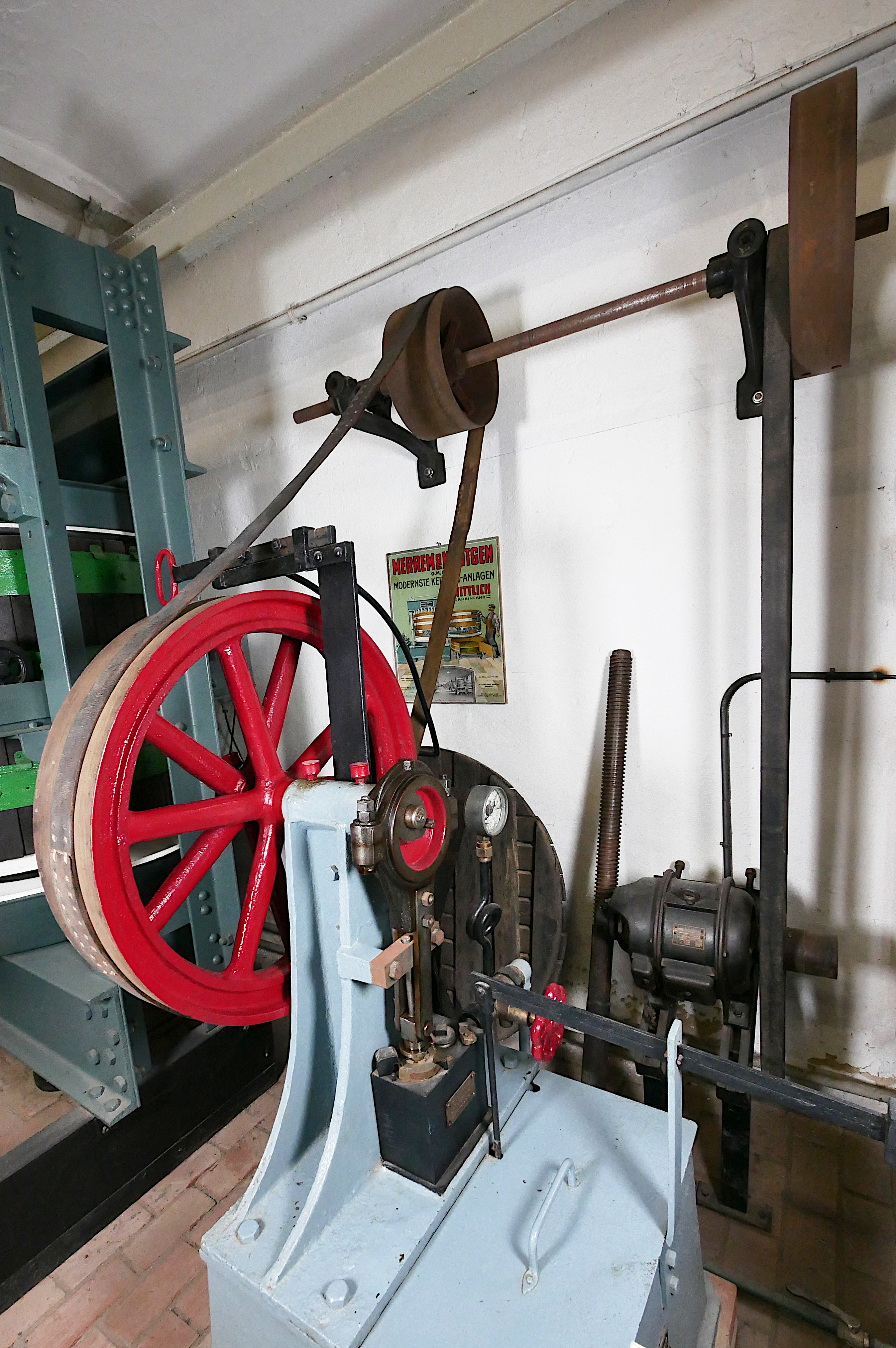
Transmissionsantrieb für die Pumpe
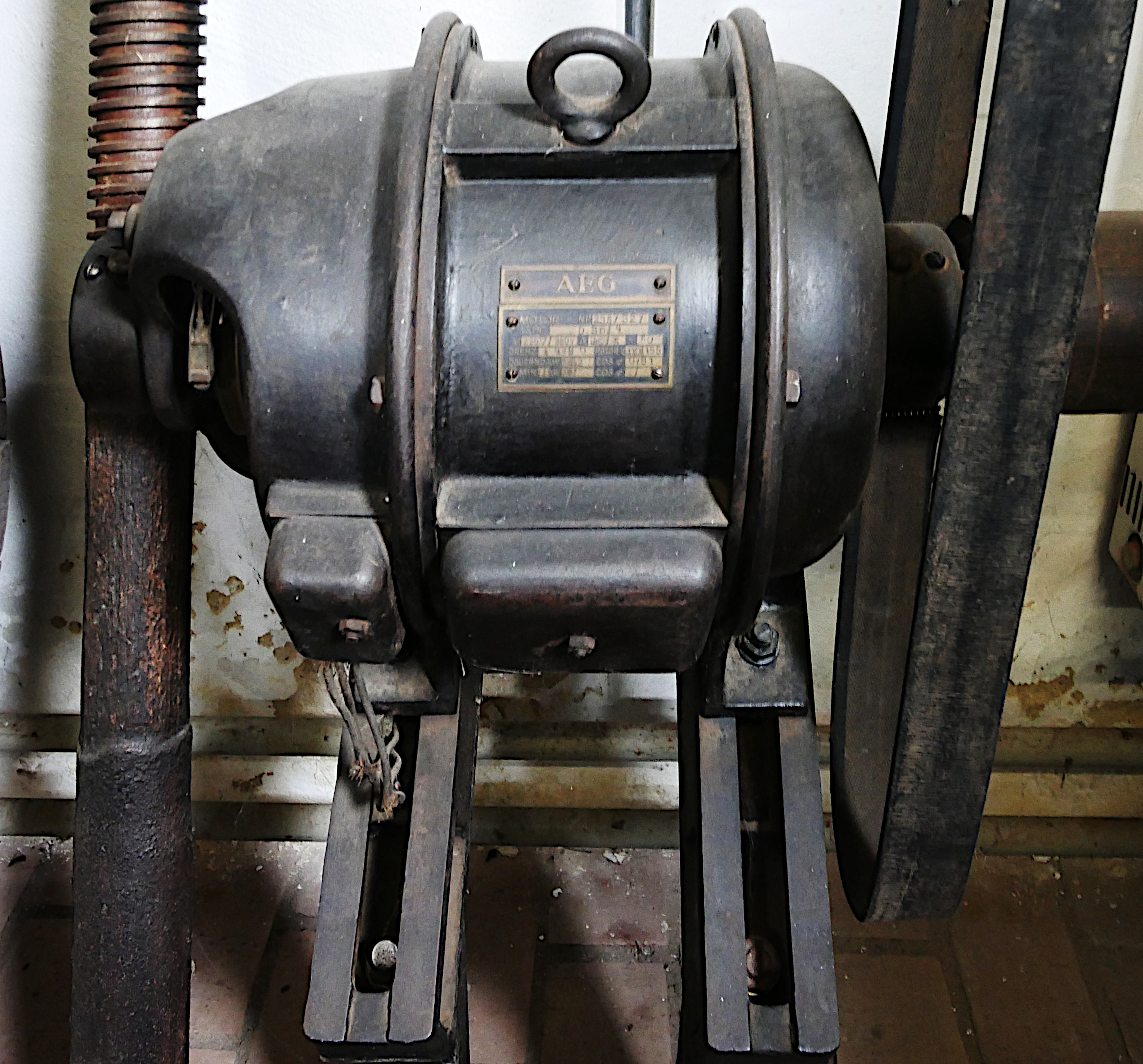
Motor der Transmissionsanlage
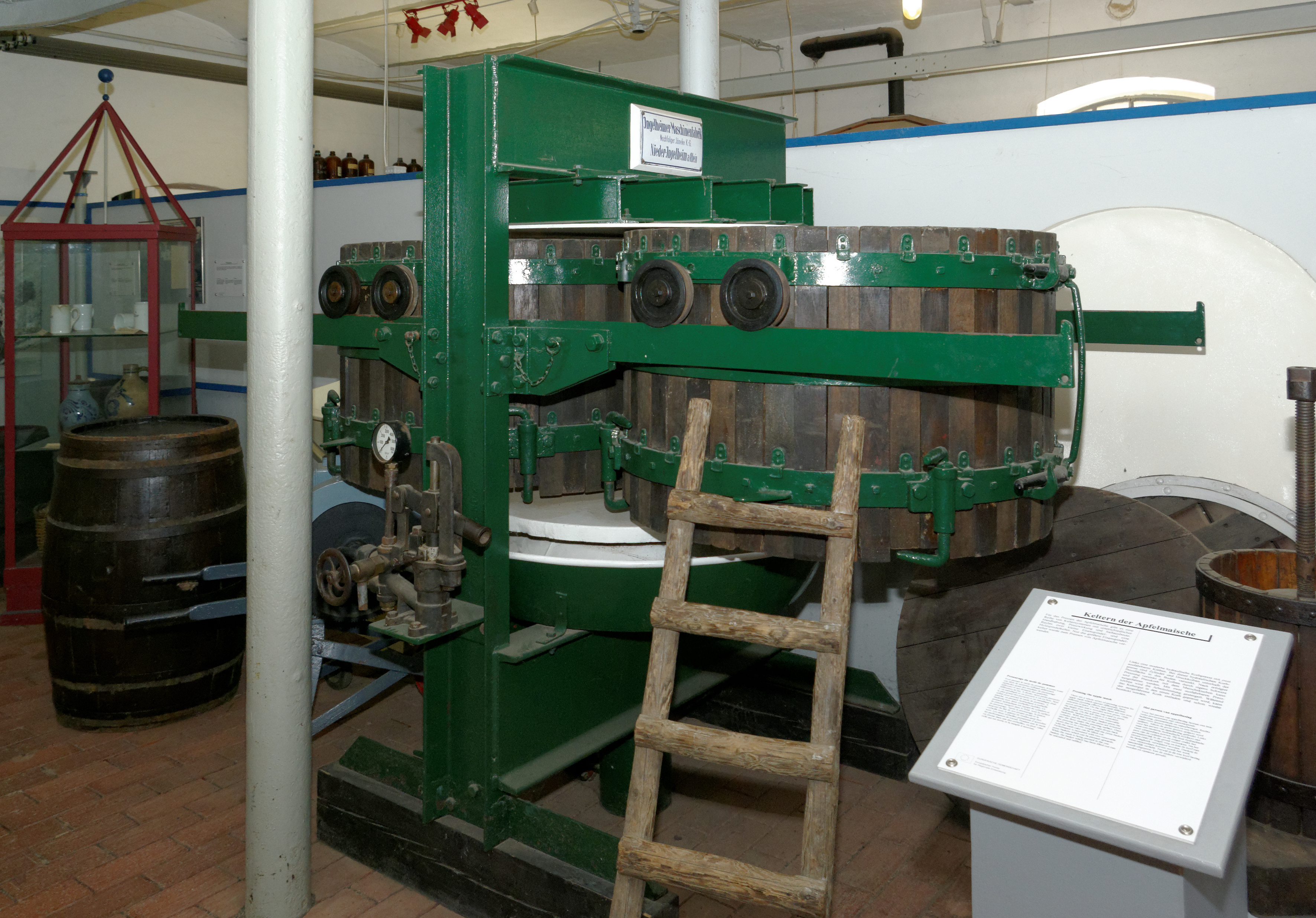
Kelter mit 2 Körben

### Horizontalkeltern
Bis zum 20. Jahrhundert wurde mit den unterschiedlichsten Konstruktionen stets vertikal gekeltert. Die erste horizontale Rundkorbpresse wurde 1927 von dem französischen Hersteller Vaslin vorgestellt. Aber erst ab ca. 1950 setzten sich die nun motorisch betriebenen Horizontalkelter, die wegen ihrer Form anfangs spöttisch als „Sargkelter“ bezeichnet wurden auch in Deutschland flächendeckend durch. Sie bieten ein neues und in vieler Hinsicht besseres Verfahren der Presstechnik. Diese Pressen besitzen einen zylindrischen Korb in dem sich zwei Pressteller auf einer Spindel mit Gegengewinde befinden.
Bauartbedingt bringt diese waagrechte und drehende Arbeitsweise der Horizontalkelter neben der Zeitersparnis auch eine viel schonendere Entsaftung der Maische. Im Vorwärtslauf presst der auf der horizontalen Spindel laufende Pressdeckel die Maische zusammen, im anschließenden Rückwärtslauf wird der „Kuchen“ mit Hilfe von Ketten mit Ringen wieder aufgelockert und es bilden sich neue Saftablaufkanäle. Der Vorgang Pressen-Auflockern wird mehrfach wiederholt, bis der gewünschte Trockenheitsgrad des Tresters erreicht ist.

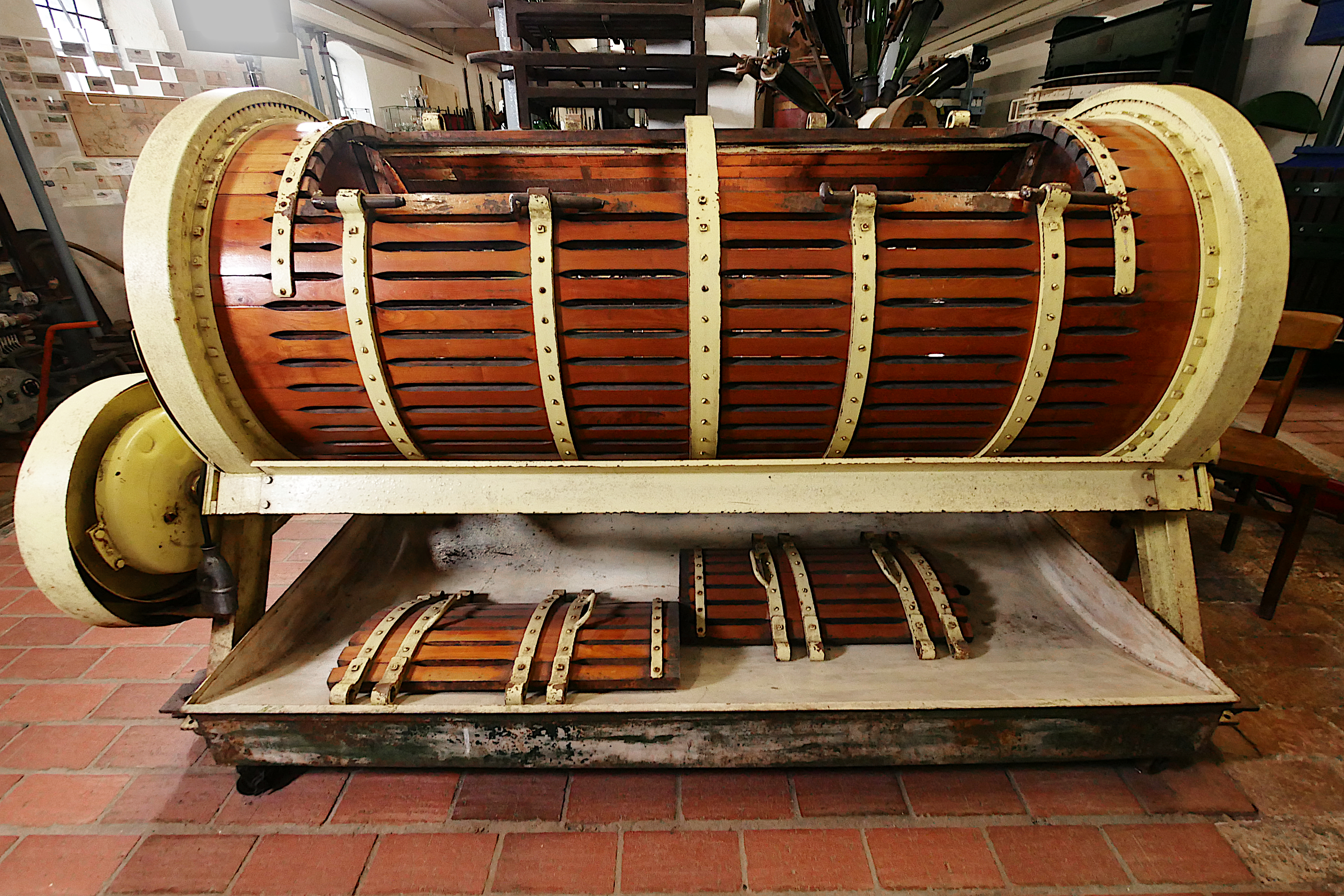
Horizontalpresse Vaslin
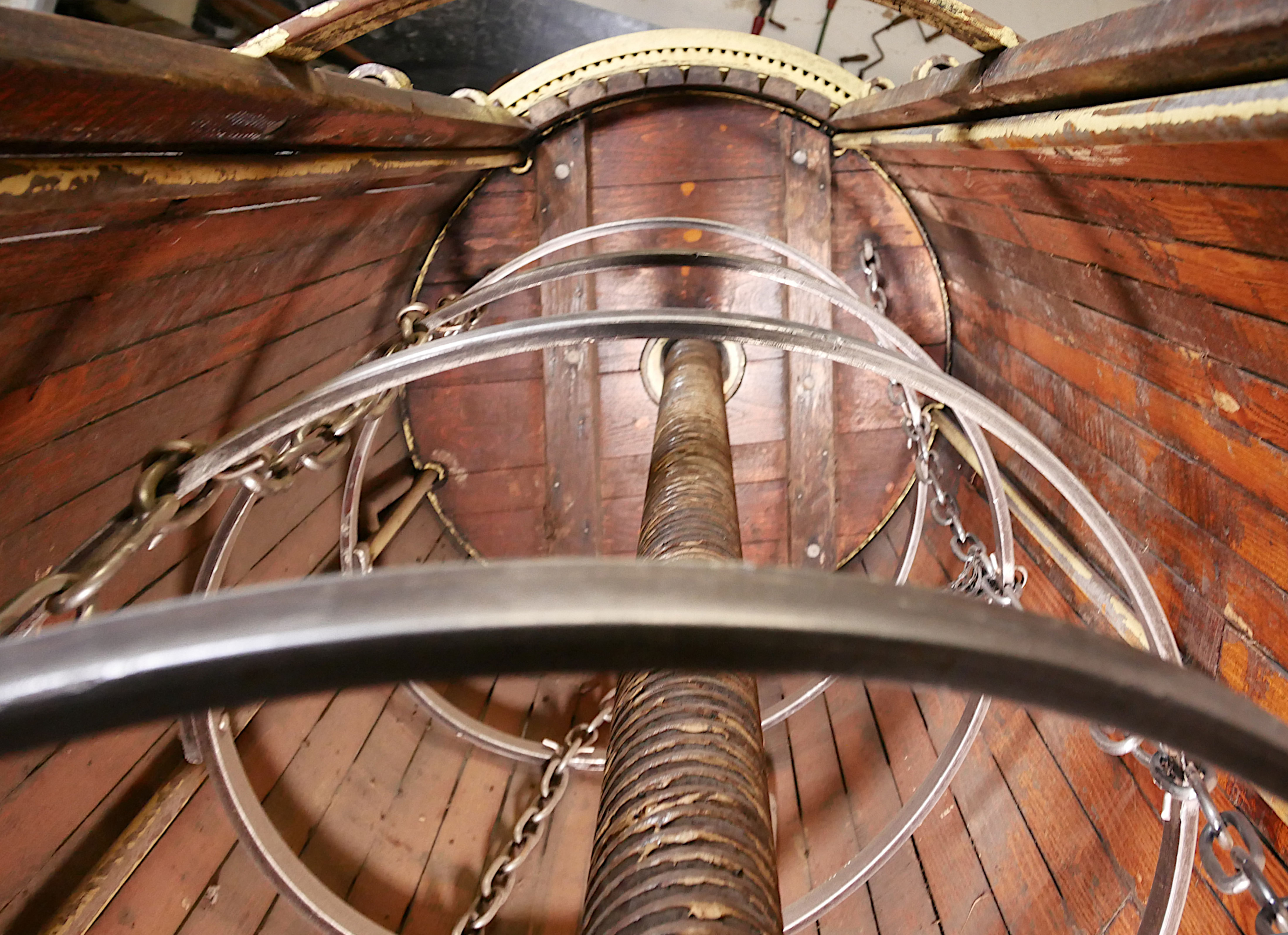
Horizontalpresse Vaslin - innen
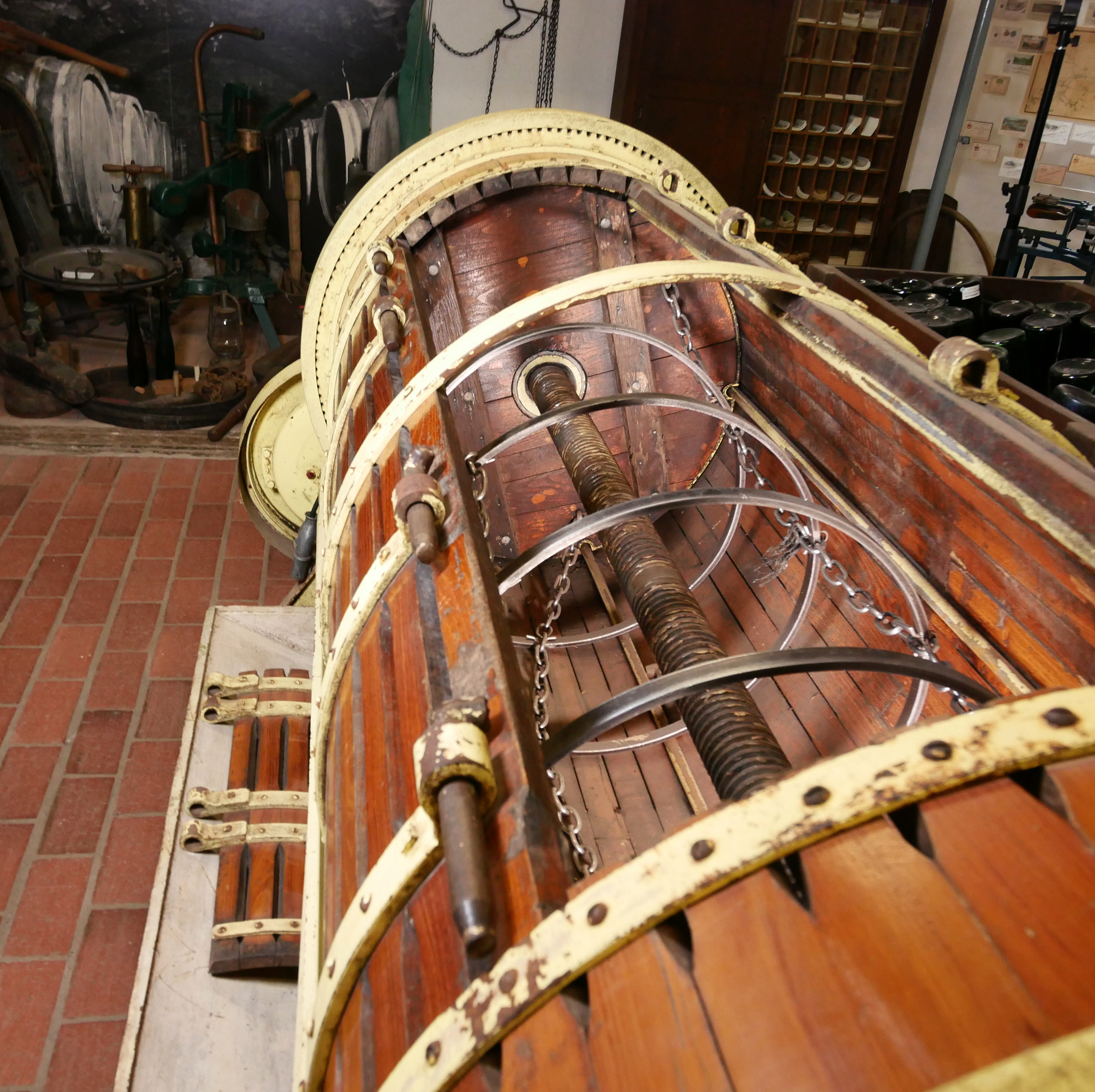
Horizontalpresse Vaslin - Vorderseite
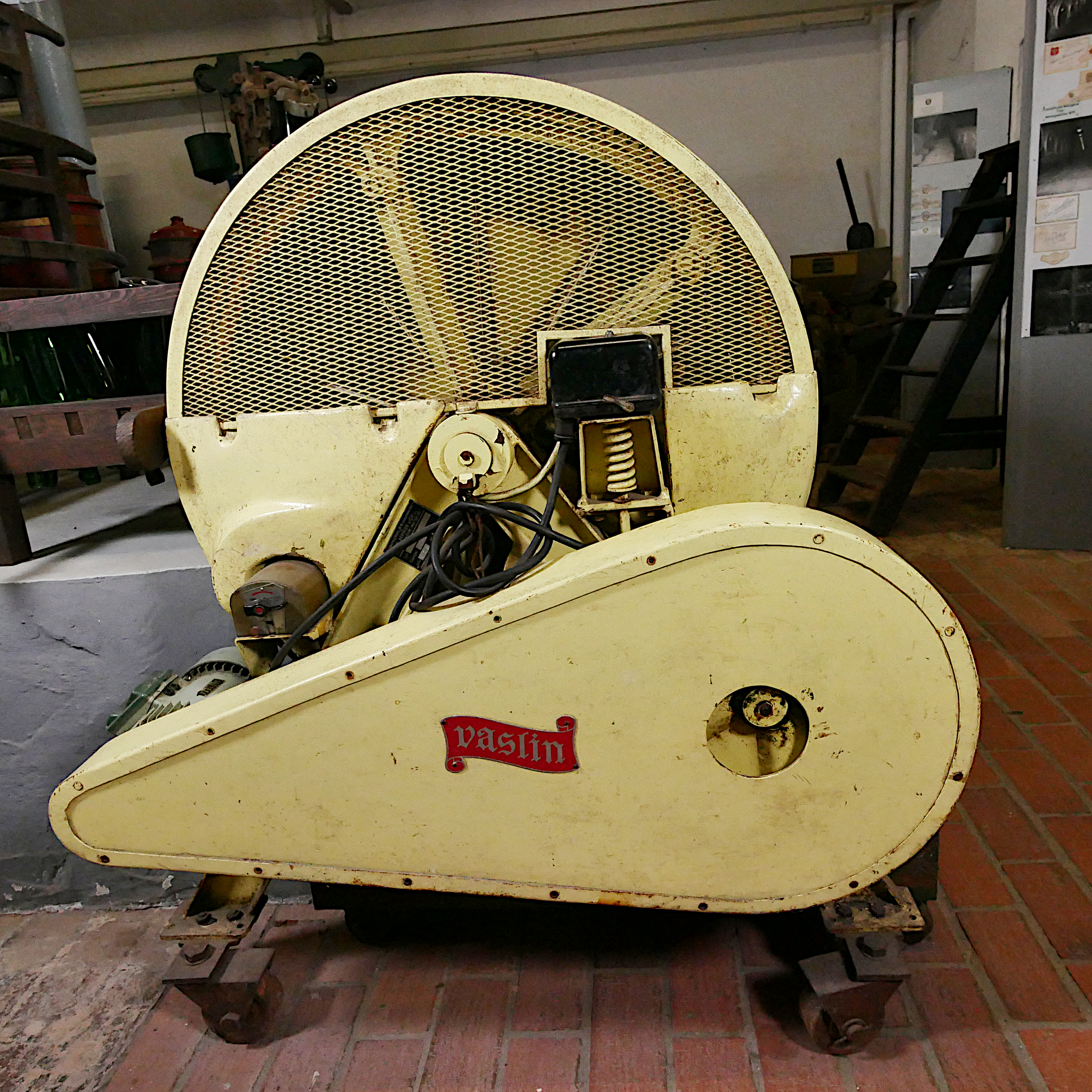
Horizontalpresse Vaslin - Motor
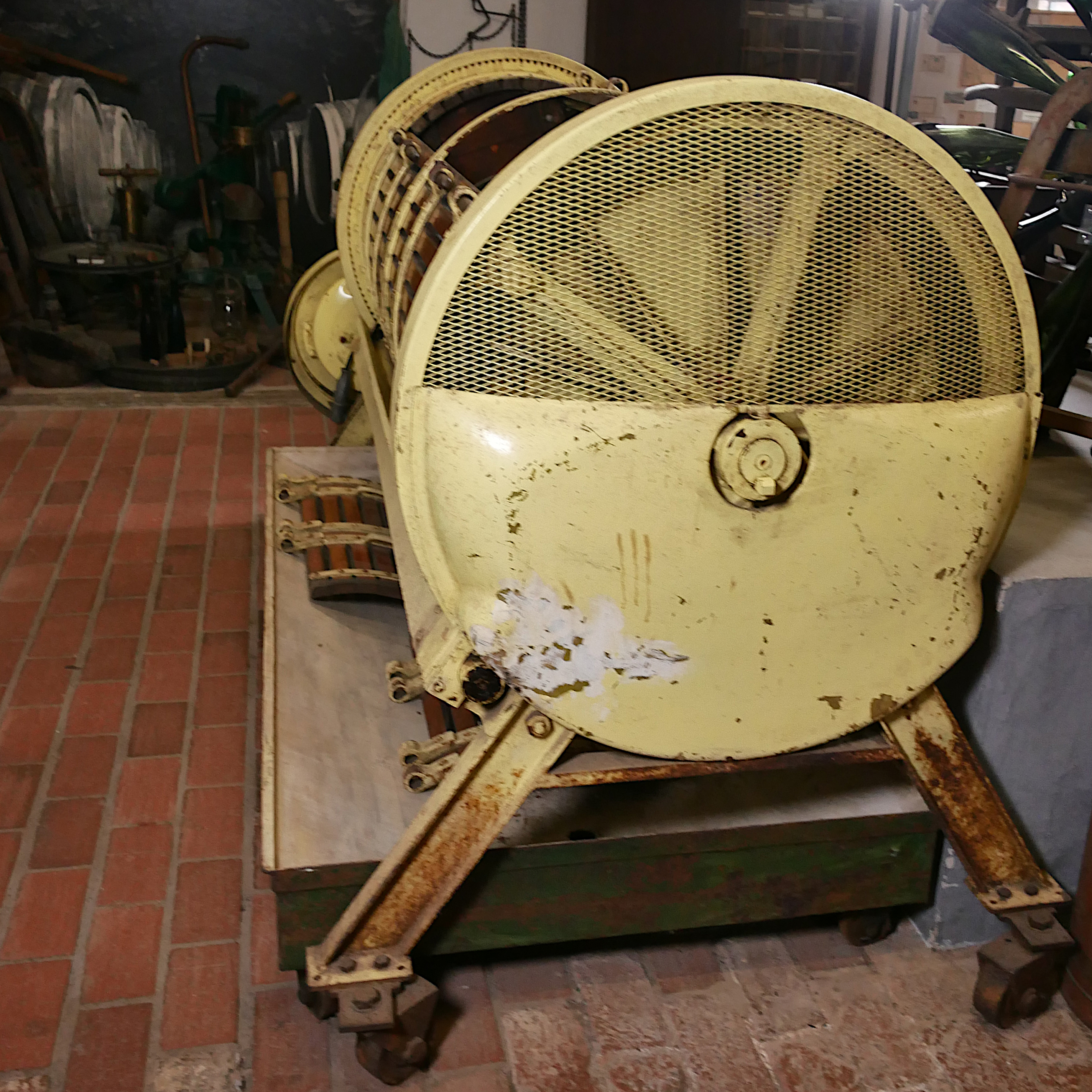
Horizontalpresse Vaslin - Rückseite

### Kelter mit Quetsche und Abbeermaschine

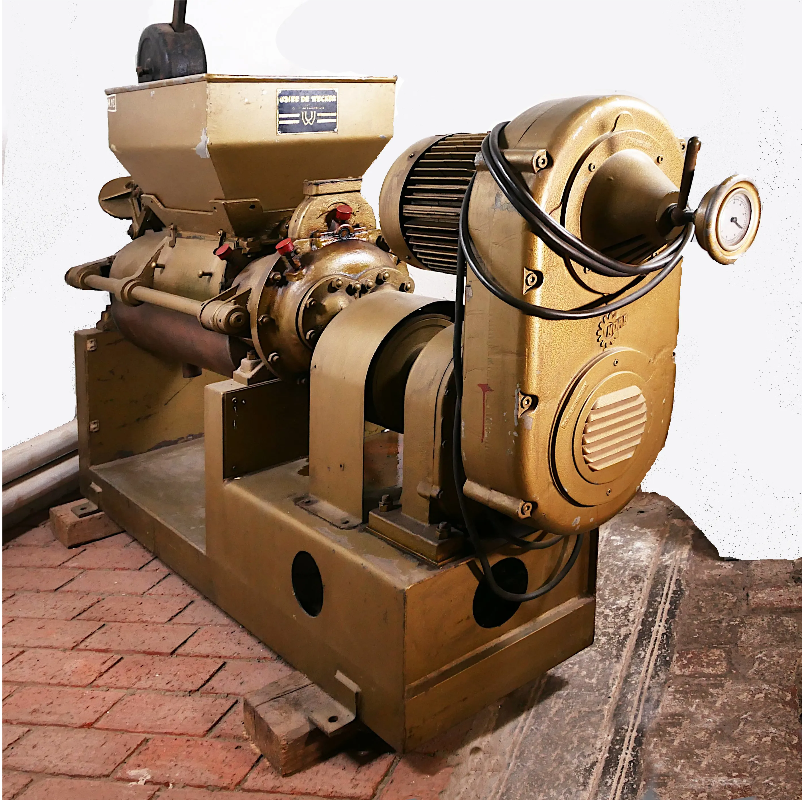
Kelter mit integrierter Abbeermaschine

Ab den 1970er Jahren setzten sich Geräte durch, die Abbeermaschine und Kelter in einer Maschine vereinten. Die Trauben werden unterbrechungsfrei in einen Schacht geworfen, um dort mit einem Schneckengewinde aufgerissen, gepresst und entsaftet zu werden. Dadurch konnten – im Vergleich zu herkömmlichen Keltern – sehr große Mengen verarbeitet werden.

### Moderne Keltermaschinen

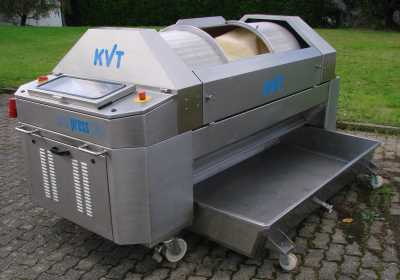
Membranpresse mit rundumgeschlitztem Presskorb

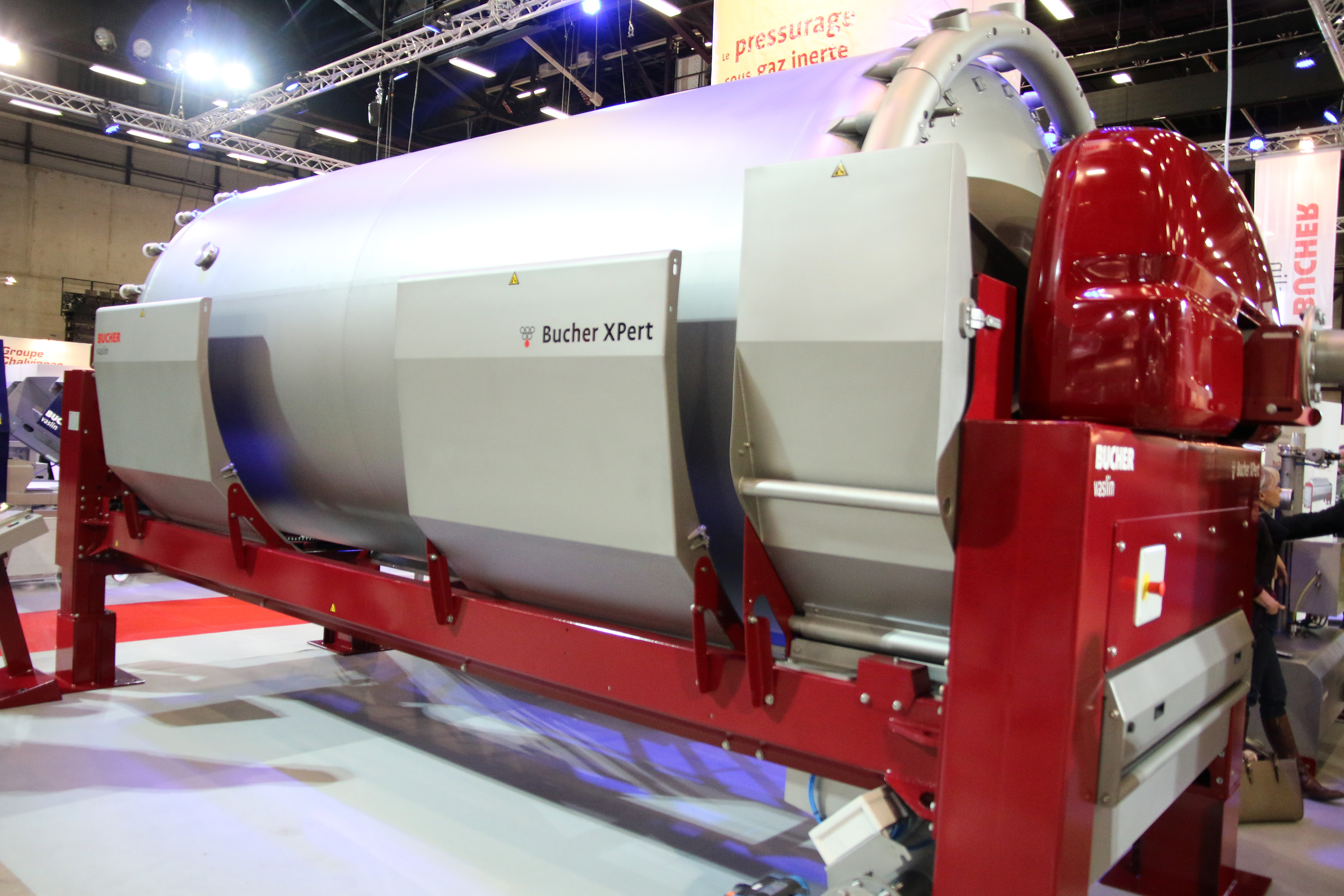
Weinpresse mit Drainagen und festem Maschenwerk

Moderne Keltermaschinen funktionieren mit Druckluft und automatischer Steuerung. Bei diesen wird Druckluft verwendet, um eine Membran aus Kunststoff gegen das Pressgut zu drücken. Diese Membran ist dabei in einer tankförmigen Presstrommel montiert („Tankpresse“), die in unterschiedlichen Bauweisen ausgeführt werden kann:
- Bei der offenen Bauweise ist die gesamte Trommel rundum mit Schlitzen versehen, durch die der ausgepresste Saft fließen kann. Sie bietet deshalb eine sehr große Filterfläche.
- Bei der halboffenen Bauweise ist nur ein Teil der Trommel geschlitzt. Die Filterfläche ist deshalb kleiner als bei der offenen Bauform. Dafür kann die Membran einfacher ausgeführt werden.
- Die geschlossene Bauform wurde entwickelt, um auch unter Sauerstoffabschluss pressen zu können. Zur Ableitung des Saftes sind innenliegende Saftkanäle notwendig.

Inzwischen existieren auch Keltern, die das Pressgut durch Unterdruck an die Saftkanäle ziehen („Vakuumtankpresse“). Bei kleineren Keltern, zum Beispiel für den Hobbybereich, wird auch Wasser für das „Aufblasen“ der Pressmembrane verwendet. In diesem Fall ist die Pressmembrane meist aus Gummi.

## Kelterhäuser

### Südwestdeutschland
Bedingt durch den Zwang den eigenen Wein in der herrschaftlichen Weinkelter zu keltern entstanden in vielen Weindörfern Kelterhäuser mit Baumkeltern.
Das Weinbaumuseum Metzingen in Baden-Württemberg ist dabei das weltweit größte Ensemble von Kelterhäusern. Auf einem ursprünglich am Rande der Stadt gelegenen Platz stehen heute noch sieben Kelterhäuser, die heute anders genutzt werden. Im Weinbaumuseum ist noch ein Kelterbaum von 1655 zu sehen. Mit den eingemeindeten Orten Neuhausen an der Erms, wo ebenfalls ein Kelterbaum aus dem frühen 17. Jahrhundert erhalten ist, und Glems befinden sich in der Stadt zehn ehemalige Keltern. Nur in einer Kelter in Neuhausen werden heute noch Trauben gepresst.

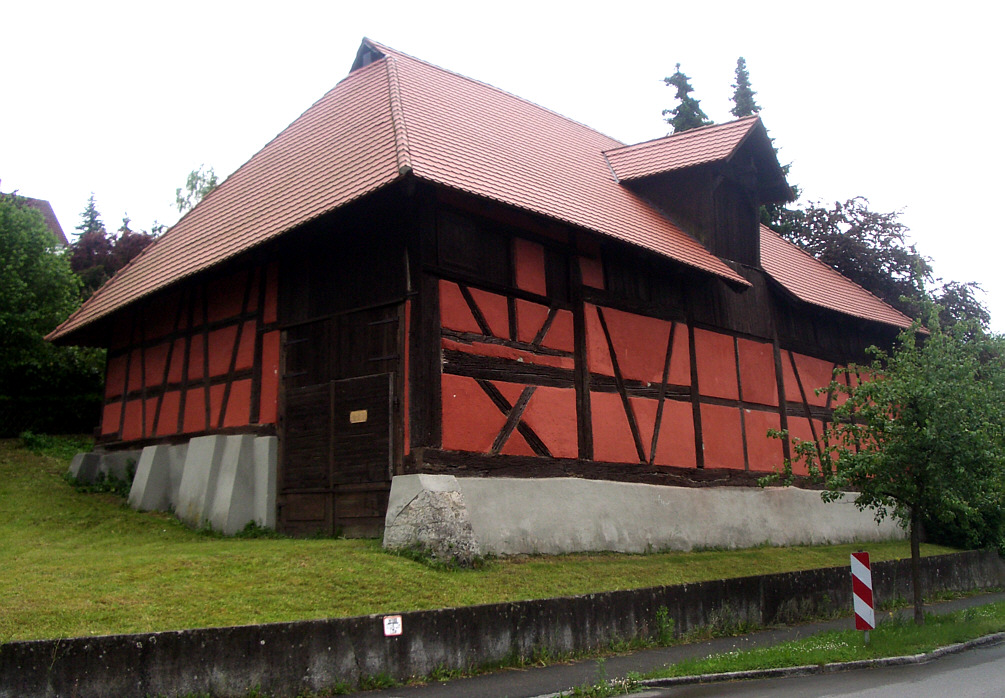
Burghaldentorkel in Ravensburg
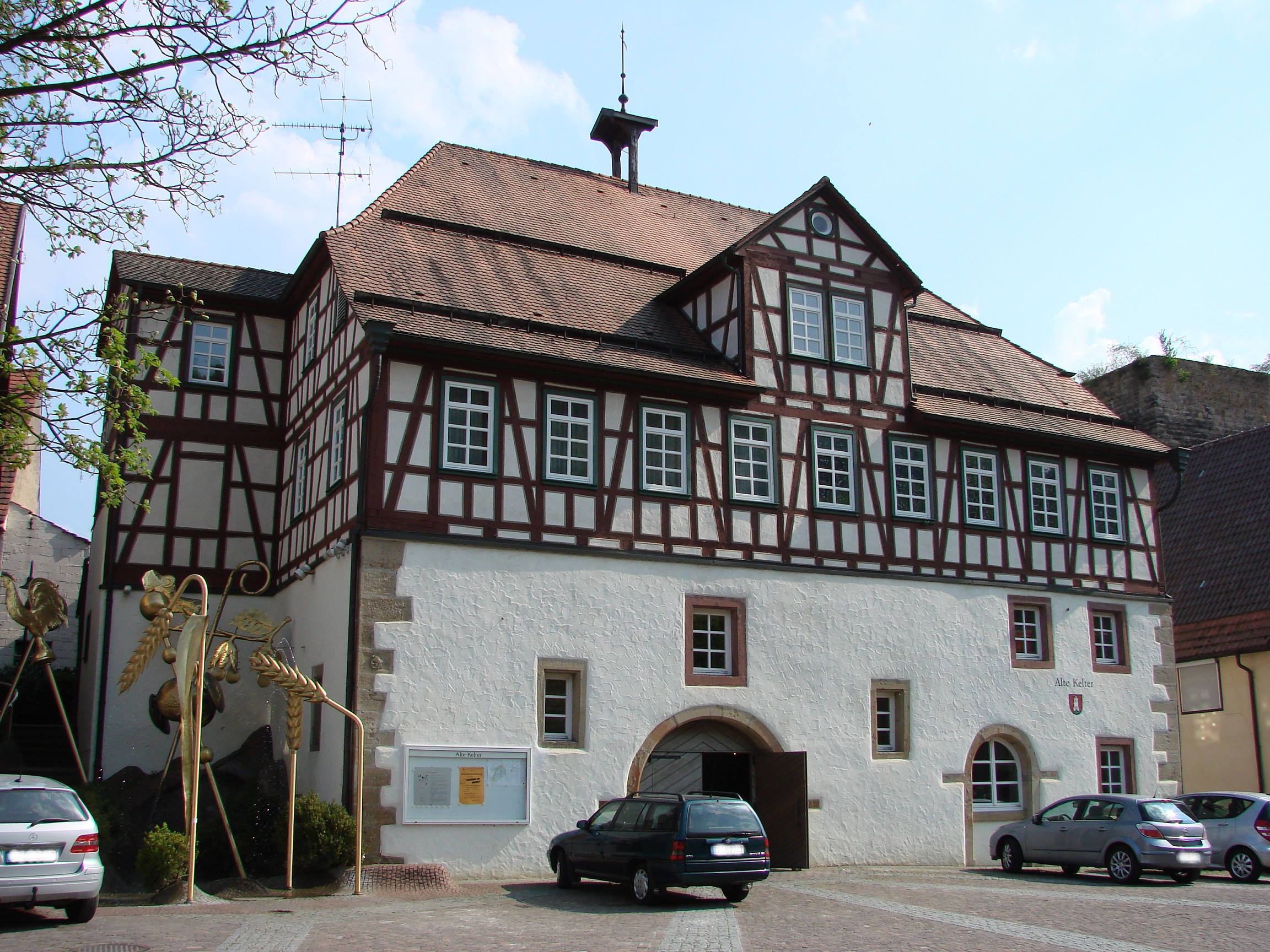
Kelterhaus in Mönsheim
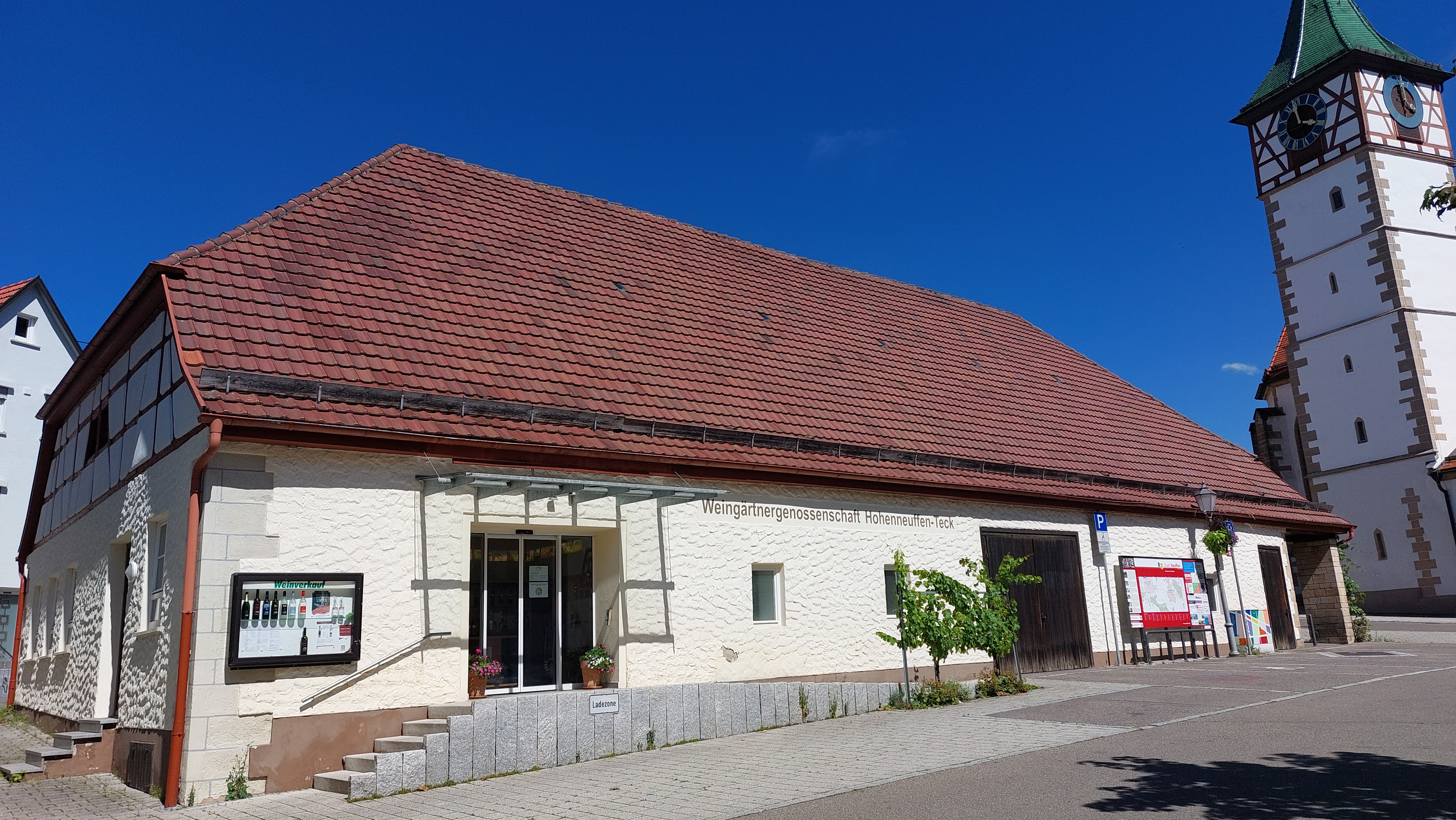
Stadtkelter in Neuffen
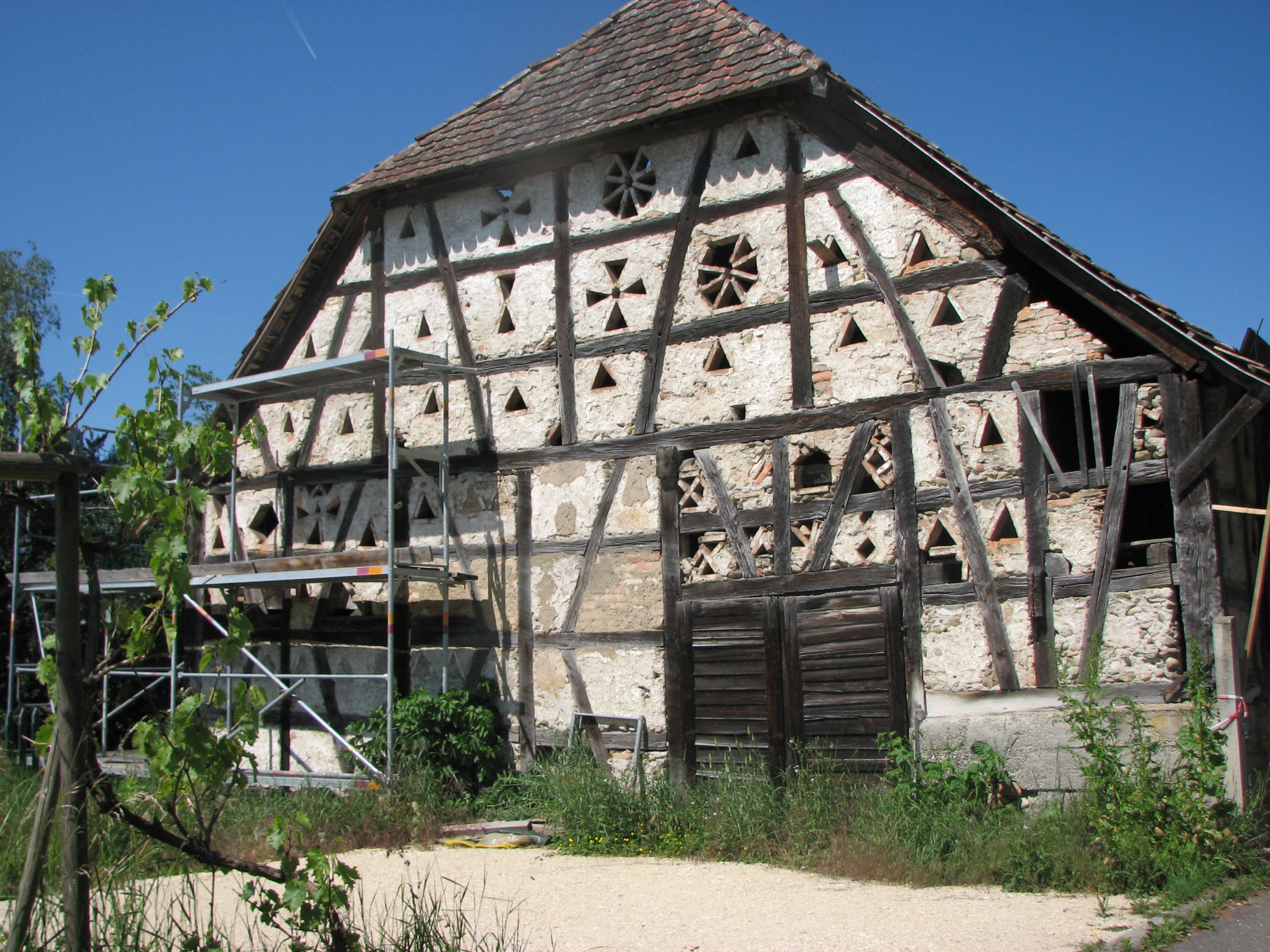
Randegger Trotte

### Katalonien

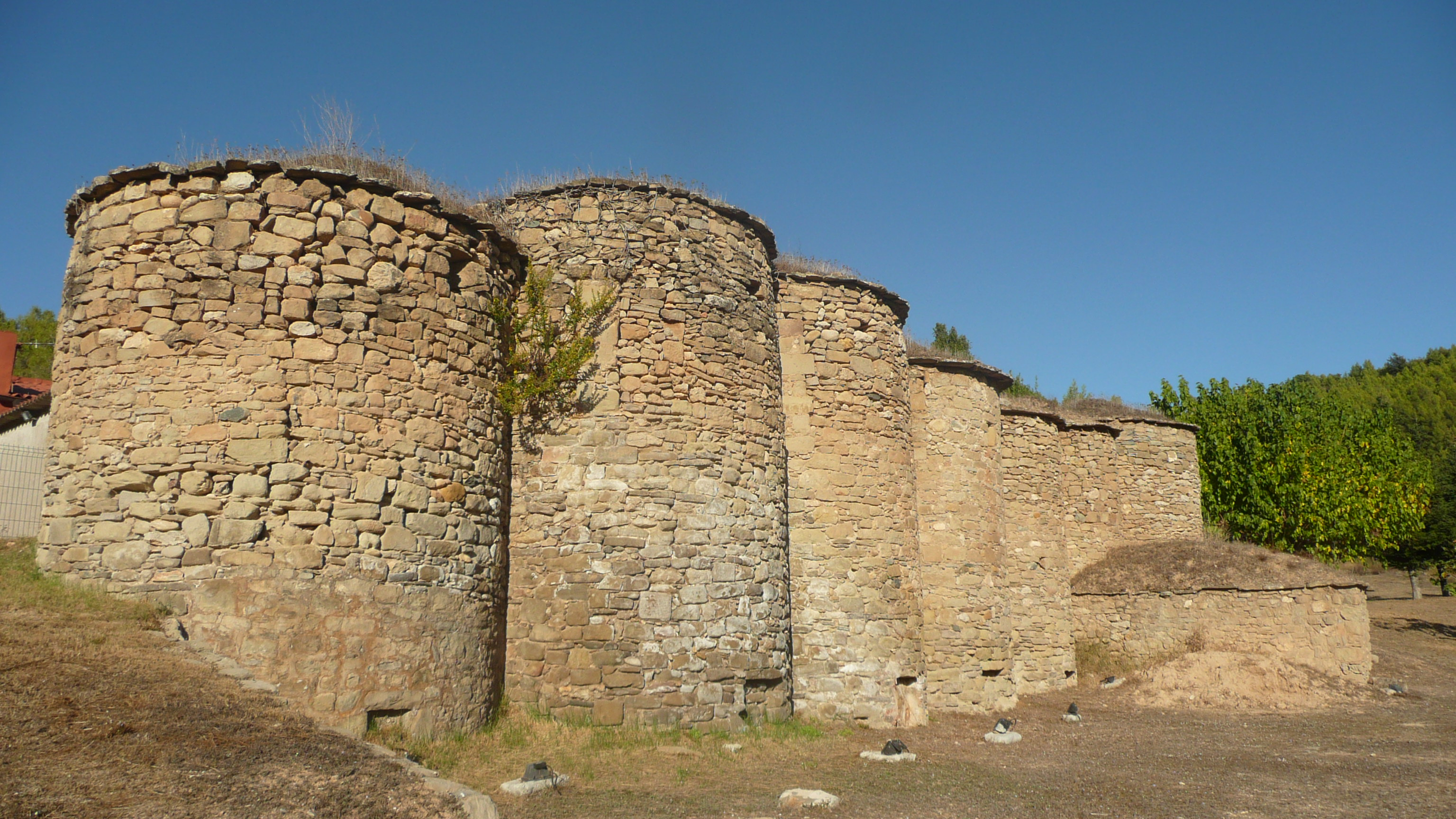
Kelterhäuschen von Tres Salts bei Talamanca, Katalonien

Zu den originellsten Kelterbauten zählen die runden und überdachten Kelterbottiche oder Keltertröge (katalanisch tines oder spanisch lagares) aus dem frühen 19. Jahrhundert im Nordwesten Kataloniens (zum Beispiel bei El Pont de Vilomara i Rocafort und Talamanca). Diese im äußeren rustikal und altertümlich aussehenden, siloähnlichen Bauwerke (Fotos und Infos → Weblink) waren im Innern bis etwa zur halben Höhe mit großen Steingutkacheln ausgekleidet. Sie stammen noch aus der Zeit vor der Reblauskrise, standen unmittelbar am Rand der Weinfelder und dienten der unverzüglichen Weiterverarbeitung (Kelterung und Gärung) der gelesenen Trauben. Manchmal hatten die Rundbauten einen kleinen hausartigen Vorbau, in dem Arbeitsgeräte aufbewahrt wurden und der oft als Umkleideraum vor und nach dem Keltern diente.

## Kelterfeste
In Südtirol war das Törggelen im Anschluss an die Traubenlese schon seit geraumer Zeit ein festliches Ereignis. Im Zuge der Rückbesinnung auf traditionelle Qualitätsbegriffe bei der Weinherstellung in der Zeit um 1990 entstanden auch in deutschen Wein- oder Mostgegenden Kelterfeste beziehungsweise Keltertage. Dabei werden Weintrauben oder Obst öffentlich gekeltert, das Ergebnis kann dann an Ort und Stelle verkostet werden. Typischerweise werden dazu handbetriebene Spindelpressen benutzt. Eine Besonderheit sind die rekonstruierten römischen Keltern an der Mosel. In diesen wird bei Kelterfesten die Maische traditionell mit den Füßen gestampft.